# Bregenzerwaldbahn
| Talwärts fahrender Zug mit Lokomotive der Reihe 2095 bei km 6,4 in der Bregenzerachschlucht, 1979 |                                                                |                                                                      |                                                                      |
| Kursbuchstrecke (ÖBB): | ex 43a (1983), ex 407b (1944), ex 368c (1939), ex 308c (1914)  |                                                                      |                                                                      |
| Streckenlänge: | 35,501 km                                                      |                                                                      |                                                                      |
| Spurweite: | 760 mm, bis km 1,58 auch 1435 mm                               |                                                                      |                                                                      |
| Stromsystem: | bis km 1,58: 15 kV 16,7 Hz ~                                   |                                                                      |                                                                      |
| Maximale Neigung: | 24 ‰                                                           |                                                                      |                                                                      |
| Minimaler Radius: | 60 m                                                           |                                                                      |                                                                      |
| Streckengeschwindigkeit: | 1902: 25 km/h 1976: 35 km/h 1983: 45 km/h Museumsbahn: 25 km/h |                                                                      |                                                                      |
| |                                                                |                                                                      |                                                                      |
| \| \| 0,000 \| \| \| \| \| 0,025 \| Bregenz \| 398 m ü. A. \| \| \| \| Normalspurgleis \| \| \| \| \| vom Güterbahnhof (Beginn Mehrschienengleis) \| \| \| \| \| von der Bahnstrecke Lindau–Bludenz \| \| \| \| 1,090 \| Vorkloster \| 400 m ü. A. \| \| \| 1,300 \| Anschlussbahn VELAG (Spitzkehre) \| Anschlussbahn VELAG (Spitzkehre) \| \| \| 1,580 \| Anschlussbahn Schoeller und Elektra Bregenz (Ende Mehrschienengleis) \| Anschlussbahn Schoeller und Elektra Bregenz (Ende Mehrschienengleis) \| \| \| 1,820 \| Riedentunnel (212 m) \| Riedentunnel (212 m) \| \| \| 2,620 \| Rieden \| Rieden \| \| \| 3,200 \| Werkskanal (8 m) \| Werkskanal (8 m) \| \| \| \| Fallenderbach \| \| \| \| 4,700 \| Kennelbach \| 422 m ü. A. \| \| \| 5,100 \| St. Wendelinsbach \| St. Wendelinsbach \| \| \| 5,470 \| Werkskanal (10 m) \| Werkskanal (10 m) \| \| \| \| Weihergraben \| \| \| \| \| Haldegraben \| \| \| \| \| Kohlholzgraben \| \| \| \| 8,430 \| Fluh (ab 1937) \| Fluh (ab 1937) \| \| \| \| Viehweidegraben \| \| \| \| \| Trübenbach \| \| \| \| \| Triebenbach \| \| \| \| 9,150 \| Rickenbachtunnel (86 m) \| Rickenbachtunnel (86 m) \| \| \| 9,200 \| Wirtatobelbach (9 m) \| Wirtatobelbach (9 m) \| \| \| 9,600 \| Wirtatobel (1920–1921) \| Wirtatobel (1920–1921) \| \| \| 10,180 \| Langen-Buch (bis 21. Mai 1977) \| Langen-Buch (bis 21. Mai 1977) \| \| \| \| Kohlgraben \| \| \| \| \| Rietergraben \| \| \| \| 12,330 \| Rotachtunnel (123 m) \| Rotachtunnel (123 m) \| \| \| 12,450 \| Rotach (19 m) \| Rotach (19 m) \| \| \| \| Kesselbach \| \| \| \| \| Bretternisbach 1 \| \| \| \| \| Bretternisbach 2 \| \| \| \| \| Bretternisbach 3 \| \| \| \| \| Bozenauerbach \| \| \| \| 13,640 \| Doren-Sulzberg \| 456 m ü. A. \| \| \| 15,024 \| Weißachbrücke (ab 1. Oktober 1904) \| Weißachbrücke (ab 1. Oktober 1904) \| \| \| 15,080 \| Weißach (40 m) \| Weißach (40 m) \| \| \| \| Bleigraben \| \| \| \| 16,060 \| Baubahn des Kraftwerks Langenegg (750 mm, 1975–1979) \| Baubahn des Kraftwerks Langenegg (750 mm, 1975–1979) \| \| \| \| Kramerelsenlochbach \| \| \| \| \| Gaßgraben \| \| \| \| \| Baierngraben \| \| \| \| 18,180 \| Langenegg-Krumbach \| 468 m ü. A. \| \| \| 18,300 \| Müselbacher Straße (8 m)[5] \| Müselbacher Straße (8 m)[5] \| \| \| \| Mühlegraben \| \| \| \| 18,720 \| Oberlangenegg (bis 1957) \| Oberlangenegg (bis 1957) \| \| \| \| Brunnenholzbach \| \| \| \| \| Laubtobelgraben \| \| \| \| 19,730 \| Bommerngraben (bis 1930) \| Bommerngraben (bis 1930) \| \| \| 19,700 \| Bommerngraben \| Bommerngraben \| \| \| \| Falbagraben / Tannagraben \| \| \| \| 20,740 \| Lingenau-Hittisau \| 506 m ü. A. \| \| \| 21,130 \| Subersach (18 m) \| Subersach (18 m) \| \| \| 22,340 \| Egger Viadukt (110 m) \| Egger Viadukt (110 m) \| \| \| 23,450 \| Egg \| 553 m ü. A. \| \| \| 24,000 \| Schmittenbach (19,86 m) \| Schmittenbach (19,86 m) \| \| \| 24,750 \| Unterbach (ab 1. Mai 1903) \| 578 m ü. A. \| \| \| 25,800 \| Feldweg und Haslachgraben \| Feldweg und Haslachgraben \| \| \| 26,010 \| Pfisterbachviadukt (70 m) über den Pfisterbach \| Pfisterbachviadukt (70 m) über den Pfisterbach \| \| \| 26,750 \| Andelsbuch \| 615 m ü. A. \| \| \| 27,904 \| Bezegg (ab 1. Mai 1903) \| 618 m ü. A. \| \| \| 29,157 \| Bersbuch (ab 1. Mai 1903) \| 633 m ü. A. \| \| \| 30,320 \| Schwarzenberg \| 636 m ü. A. \| \| \| 31,730 \| Sporeneggbrücke (68,0 m) über die Bregenzer Ach \| Sporeneggbrücke (68,0 m) über die Bregenzer Ach \| \| \| 31,900 \| Sporenegg (31. Juli 1999 bis 5. Mai 2000) \| Sporenegg (31. Juli 1999 bis 5. Mai 2000) \| \| \| 32,500 \| Ritterlebachbrücke (8 m) über den Holzsteinbach \| Ritterlebachbrücke (8 m) über den Holzsteinbach \| \| \| 33,200 \| Uliesbach \| Uliesbach \| \| \| 33,560 \| Reuthe \| 625 m ü. A. \| \| \| 34,270 \| Bregenzer Ach (37,46 m) \| Bregenzer Ach (37,46 m) \| \| \| 34,370 \| Grebenbach (12,60 m) \| Grebenbach (12,60 m) \| \| \| 35,100 \| Grebenbach (8,32 m) \| Grebenbach (8,32 m) \| \| \| \| Anschlussbahn Wälderhaus \| \| \| \| 35,327 \| Bezau \| 642 m ü. A. \| \| \| 35,501 \| \| \| |                                                                |                                                                      |                                                                      |
| | 0,000                                                          |                                                                      |                                                                      |
| Bahnhof (Strecke außer Betrieb) | 0,025                                                          | Bregenz                                                              | 398 m ü. A.                                                          |
| Kreuzung (Strecken außer Betrieb) |                                                                | Normalspurgleis                                                      | Normalspurgleis                                                      |
| Abzweig geradeaus und von links (Strecke außer Betrieb) |                                                                | vom Güterbahnhof (Beginn Mehrschienengleis)                          | vom Güterbahnhof (Beginn Mehrschienengleis)                          |
| Abzweig geradeaus und von rechts (Strecke außer Betrieb) |                                                                | von der Bahnstrecke Lindau–Bludenz                                   | von der Bahnstrecke Lindau–Bludenz                                   |
| Haltepunkt / Haltestelle (Strecke außer Betrieb) | 1,090                                                          | Vorkloster                                                           | 400 m ü. A.                                                          |
| Abzweig geradeaus und nach rechts (Strecke außer Betrieb) | 1,300                                                          | Anschlussbahn VELAG (Spitzkehre)                                     | Anschlussbahn VELAG (Spitzkehre)                                     |
| Abzweig geradeaus und nach rechts (Strecke außer Betrieb) | 1,580                                                          | Anschlussbahn Schoeller und Elektra Bregenz (Ende Mehrschienengleis) | Anschlussbahn Schoeller und Elektra Bregenz (Ende Mehrschienengleis) |
| Tunnel (Strecke außer Betrieb) | 1,820                                                          | Riedentunnel (212 m)                                                 | Riedentunnel (212 m)                                                 |
| Haltepunkt / Haltestelle (Strecke außer Betrieb) | 2,620                                                          | Rieden                                                               | Rieden                                                               |
| Brücke über Wasserlauf (Strecke außer Betrieb) | 3,200                                                          | Werkskanal (8 m)                                                     | Werkskanal (8 m)                                                     |
| Brücke über Wasserlauf (Strecke außer Betrieb) |                                                                | Fallenderbach                                                        | Fallenderbach                                                        |
| Bahnhof (Strecke außer Betrieb) | 4,700                                                          | Kennelbach                                                           | 422 m ü. A.                                                          |
| Brücke über Wasserlauf (Strecke außer Betrieb) | 5,100                                                          | St. Wendelinsbach                                                    | St. Wendelinsbach                                                    |
| Brücke über Wasserlauf (Strecke außer Betrieb) | 5,470                                                          | Werkskanal (10 m)                                                    | Werkskanal (10 m)                                                    |
| Brücke über Wasserlauf (Strecke außer Betrieb) |                                                                | Weihergraben                                                         | Weihergraben                                                         |
| Brücke über Wasserlauf (Strecke außer Betrieb) |                                                                | Haldegraben                                                          | Haldegraben                                                          |
| Brücke über Wasserlauf (Strecke außer Betrieb) |                                                                | Kohlholzgraben                                                       | Kohlholzgraben                                                       |
| Haltepunkt / Haltestelle (Strecke außer Betrieb) | 8,430                                                          | Fluh (ab 1937)                                                       | Fluh (ab 1937)                                                       |
| Brücke über Wasserlauf (Strecke außer Betrieb) |                                                                | Viehweidegraben                                                      | Viehweidegraben                                                      |
| Brücke über Wasserlauf (Strecke außer Betrieb) |                                                                | Trübenbach                                                           | Trübenbach                                                           |
| Brücke über Wasserlauf (Strecke außer Betrieb) |                                                                | Triebenbach                                                          | Triebenbach                                                          |
| Tunnel (Strecke außer Betrieb) | 9,150                                                          | Rickenbachtunnel (86 m)                                              | Rickenbachtunnel (86 m)                                              |
| Brücke über Wasserlauf (Strecke außer Betrieb) | 9,200                                                          | Wirtatobelbach (9 m)                                                 | Wirtatobelbach (9 m)                                                 |
| Dienststation / Betriebs- oder Güterbahnhof (Strecke außer Betrieb) | 9,600                                                          | Wirtatobel (1920–1921)                                               | Wirtatobel (1920–1921)                                               |
| Haltepunkt / Haltestelle (Strecke außer Betrieb) | 10,180                                                         | Langen-Buch (bis 21. Mai 1977)                                       | Langen-Buch (bis 21. Mai 1977)                                       |
| Brücke über Wasserlauf (Strecke außer Betrieb) |                                                                | Kohlgraben                                                           | Kohlgraben                                                           |
| Brücke über Wasserlauf (Strecke außer Betrieb) |                                                                | Rietergraben                                                         | Rietergraben                                                         |
| Tunnel (Strecke außer Betrieb) | 12,330                                                         | Rotachtunnel (123 m)                                                 | Rotachtunnel (123 m)                                                 |
| Brücke über Wasserlauf (Strecke außer Betrieb) | 12,450                                                         | Rotach (19 m)                                                        | Rotach (19 m)                                                        |
| Brücke über Wasserlauf (Strecke außer Betrieb) |                                                                | Kesselbach                                                           | Kesselbach                                                           |
| Brücke über Wasserlauf (Strecke außer Betrieb) |                                                                | Bretternisbach 1                                                     | Bretternisbach 1                                                     |
| Brücke über Wasserlauf (Strecke außer Betrieb) |                                                                | Bretternisbach 2                                                     | Bretternisbach 2                                                     |
| Brücke über Wasserlauf (Strecke außer Betrieb) |                                                                | Bretternisbach 3                                                     | Bretternisbach 3                                                     |
| Brücke über Wasserlauf (Strecke außer Betrieb) |                                                                | Bozenauerbach                                                        | Bozenauerbach                                                        |
| Bahnhof (Strecke außer Betrieb) | 13,640                                                         | Doren-Sulzberg                                                       | 456 m ü. A.                                                          |
| Haltepunkt / Haltestelle (Strecke außer Betrieb) | 15,024                                                         | Weißachbrücke (ab 1. Oktober 1904)                                   | Weißachbrücke (ab 1. Oktober 1904)                                   |
| Brücke über Wasserlauf (Strecke außer Betrieb) | 15,080                                                         | Weißach (40 m)                                                       | Weißach (40 m)                                                       |
| Brücke über Wasserlauf (Strecke außer Betrieb) |                                                                | Bleigraben                                                           | Bleigraben                                                           |
| Kreuzung (Strecken außer Betrieb) | 16,060                                                         | Baubahn des Kraftwerks Langenegg (750 mm, 1975–1979)                 | Baubahn des Kraftwerks Langenegg (750 mm, 1975–1979)                 |
| Brücke über Wasserlauf (Strecke außer Betrieb) |                                                                | Kramerelsenlochbach                                                  | Kramerelsenlochbach                                                  |
| Brücke über Wasserlauf (Strecke außer Betrieb) |                                                                | Gaßgraben                                                            | Gaßgraben                                                            |
| Brücke über Wasserlauf (Strecke außer Betrieb) |                                                                | Baierngraben                                                         | Baierngraben                                                         |
| Bahnhof (Strecke außer Betrieb) | 18,180                                                         | Langenegg-Krumbach                                                   | 468 m ü. A.                                                          |
| Tunnel (Strecke außer Betrieb) | 18,300                                                         | Müselbacher Straße (8 m)                                             | Müselbacher Straße (8 m)                                             |
| Brücke über Wasserlauf (Strecke außer Betrieb) |                                                                | Mühlegraben                                                          | Mühlegraben                                                          |
| Haltepunkt / Haltestelle (Strecke außer Betrieb) | 18,720                                                         | Oberlangenegg (bis 1957)                                             | Oberlangenegg (bis 1957)                                             |
| Brücke über Wasserlauf (Strecke außer Betrieb) |                                                                | Brunnenholzbach                                                      | Brunnenholzbach                                                      |
| Brücke über Wasserlauf (Strecke außer Betrieb) |                                                                | Laubtobelgraben                                                      | Laubtobelgraben                                                      |
| Dienststation / Betriebs- oder Güterbahnhof (Strecke außer Betrieb) | 19,730                                                         | Bommerngraben (bis 1930)                                             | Bommerngraben (bis 1930)                                             |
| Brücke über Wasserlauf (Strecke außer Betrieb) | 19,700                                                         | Bommerngraben                                                        | Bommerngraben                                                        |
| Brücke über Wasserlauf (Strecke außer Betrieb) |                                                                | Falbagraben / Tannagraben                                            | Falbagraben / Tannagraben                                            |
| Bahnhof (Strecke außer Betrieb) | 20,740                                                         | Lingenau-Hittisau                                                    | 506 m ü. A.                                                          |
| Brücke über Wasserlauf (Strecke außer Betrieb) | 21,130                                                         | Subersach (18 m)                                                     | Subersach (18 m)                                                     |
| Brücke (Strecke außer Betrieb) | 22,340                                                         | Egger Viadukt (110 m)                                                | Egger Viadukt (110 m)                                                |
| Bahnhof (Strecke außer Betrieb) | 23,450                                                         | Egg                                                                  | 553 m ü. A.                                                          |
| Brücke über Wasserlauf (Strecke außer Betrieb) | 24,000                                                         | Schmittenbach (19,86 m)                                              | Schmittenbach (19,86 m)                                              |
| Haltepunkt / Haltestelle (Strecke außer Betrieb) | 24,750                                                         | Unterbach (ab 1. Mai 1903)                                           | 578 m ü. A.                                                          |
| Brücke über Wasserlauf (Strecke außer Betrieb) | 25,800                                                         | Feldweg und Haslachgraben                                            | Feldweg und Haslachgraben                                            |
| Brücke (Strecke außer Betrieb) | 26,010                                                         | Pfisterbachviadukt (70 m) über den Pfisterbach                       | Pfisterbachviadukt (70 m) über den Pfisterbach                       |
| Bahnhof (Strecke außer Betrieb) | 26,750                                                         | Andelsbuch                                                           | 615 m ü. A.                                                          |
| Haltepunkt / Haltestelle (Strecke außer Betrieb) | 27,904                                                         | Bezegg (ab 1. Mai 1903)                                              | 618 m ü. A.                                                          |
| Haltepunkt / Haltestelle (Strecke außer Betrieb) | 29,157                                                         | Bersbuch (ab 1. Mai 1903)                                            | 633 m ü. A.                                                          |
| Kopfbahnhof Strecke bis hier außer Betrieb | 30,320                                                         | Schwarzenberg                                                        | 636 m ü. A.                                                          |
| Brücke über Wasserlauf | 31,730                                                         | Sporeneggbrücke (68,0 m) über die Bregenzer Ach                      | Sporeneggbrücke (68,0 m) über die Bregenzer Ach                      |
| ehemaliger Haltepunkt / Haltestelle | 31,900                                                         | Sporenegg (31. Juli 1999 bis 5. Mai 2000)                            | Sporenegg (31. Juli 1999 bis 5. Mai 2000)                            |
| Brücke über Wasserlauf | 32,500                                                         | Ritterlebachbrücke (8 m) über den Holzsteinbach                      | Ritterlebachbrücke (8 m) über den Holzsteinbach                      |
| Brücke über Wasserlauf | 33,200                                                         | Uliesbach                                                            | Uliesbach                                                            |
| Haltepunkt / Haltestelle | 33,560                                                         | Reuthe                                                               | 625 m ü. A.                                                          |
| Brücke über Wasserlauf | 34,270                                                         | Bregenzer Ach (37,46 m)                                              | Bregenzer Ach (37,46 m)                                              |
| Brücke über Wasserlauf | 34,370                                                         | Grebenbach (12,60 m)                                                 | Grebenbach (12,60 m)                                                 |
| Brücke über Wasserlauf | 35,100                                                         | Grebenbach (8,32 m)                                                  | Grebenbach (8,32 m)                                                  |
| Abzweig geradeaus und ehemals nach links |                                                                | Anschlussbahn Wälderhaus                                             | Anschlussbahn Wälderhaus                                             |
| Kopfbahnhof Strecke ab hier außer Betrieb | 35,327                                                         | Bezau                                                                | 642 m ü. A.                                                          |
| | 35,501                                                         |                                                                      |                                                                      |

Die Bregenzerwaldbahn, auch Wälderbähnle, Bregenzerwaldbähnle, Bregenzerwälderbahn, Bregenzerwälderbähnle, Wälderbahn, Waldbahn oder Waldbähnle genannt, ist eine österreichische Schmalspurbahn mit einer Spurweite von 760 Millimetern, der sogenannten Bosnischen Spurweite. Sie liegt im Bundesland Vorarlberg und verband von 1902 bis 1980 auf einer 35,501 Kilometer langen Strecke Bregenz am Bodensee mit Bezau im Bregenzerwald, wobei 244 Höhenmeter auf einer Erdrutschen, Felsstürzen und Hochwasser ausgesetzten Trasse zu überwinden waren. Heute ist nur noch ein 5,01 Kilometer langes Teilstück saisonal als Museumsbahn, und einzige nicht elektrifizierte Eisenbahn Vorarlbergs, in Betrieb. Die restliche Strecke ist stillgelegt und abgebaut.

## Streckenbeschreibung

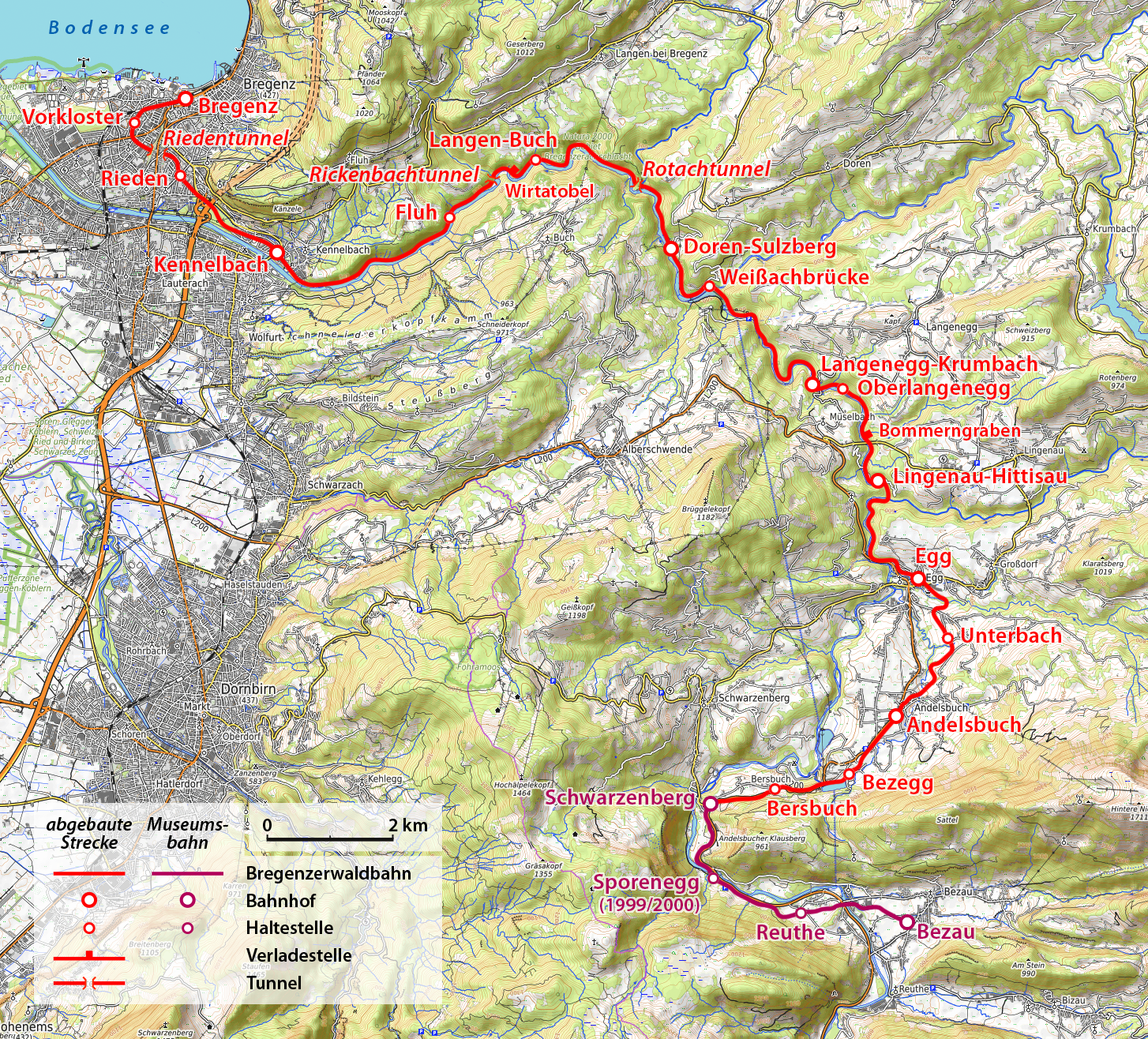
Streckenverlauf

Geländeprofil der Strecke im fortgeschrittenen Planungsstadium, lediglich einige Details wurden bis zur Eröffnung noch geändert, so fehlt beispielsweise noch die Haltestelle Oberlangenegg

Die Stichbahn folgte vom Bahnhof der Vorarlberger Landeshauptstadt Bregenz aus zunächst auf knapp einem Kilometer der Hauptbahn nach Bludenz, die sich rechterhand befand. Anschließend führte die Strecke in südlicher Richtung durch die Vororte Vorkloster und Rieden, wo sich kurz vor dem gleichnamigen Tunnel auch die größte Steigung der Strecke befand, nach Kennelbach. Zwischen Rieden und Kennelbach fuhren die Züge am schnellsten, dort konnte die zulässige Streckenhöchstgeschwindigkeit von zuletzt 45 km/h ausgefahren werden.
Ab dem Ortsrand von Kennelbach verlief die Trasse 19 Kilometer lang direkt an der Bregenzer Ach an deren orographisch rechtsseitigem Ufer durch die Bregenzerachschlucht. Außer der Bahn gab es dort entlang des Flusses keine andere Verkehrsverbindung.
Die Achschlucht verläuft durch schrägstehende Gesteinsschichten, die je nach Himmelsrichtung des vielfach gewundenen Flusslaufes quer oder parallel berührt werden und verschiedene Muster von Gefahren durch Steinschlag und Hangrutschungen bedingen. Am meisten war der Bereich vor und hinter der ehemaligen Station Langen-Buch infolge von Erosion durch die Bregenzer Ach und durch Steinschlag gefährdet. Hier wurden die Kunstbauten nach dem Auflassen der Strecke deshalb am meisten beschädigt oder zerstört. In diesem Bereich wäre das gegenüberliegende Ufer weniger anspruchsvoll. In vielen anderen Bereichen des linken Ufers würde eine Trasse aber von Langen-Buch aufwärts mehrere senkrechte Felswände durchschneiden sowie unterhalb dieser Gegend an parallel zur Hangoberfläche verlaufenden Gesteinsschichtgrenzen, auf denen, ohnehin labil gelagerte, Felsmassen tiefgründig und mit großen Volumen abrutschen könnten, verlaufen. In Summe war deshalb die Trassenführung am rechten Ufer trotz aller Probleme das weniger anspruchsvolle Unterfangen.
Der Bregenzerwald ist, wie Vorarlberg überhaupt, sehr niederschlagsreich: Bereits in Bregenz betrug die durchschnittliche Jahresniederschlagssumme im Zeitraum 1961 bis 1990 1622 Liter pro Quadratmeter.
In den Tälern im Bereich der Bahn lag die Jahressumme im gleichen Zeitraum bei 1500 bis 1800 Litern pro Quadratmeter, in den Gipfellagen erreichten sie für mitteleuropäische Verhältnisse enorme 2400 bis 2700 Liter pro Quadratmeter.
Zudem hat die Wasserführung der Bregenzer Ach eine extreme Schwankungsbreite: Das Verhältnis von niedrigster zu höchster Wasserführung kann 1:1000 überschreiten.
Die Stationen im Achtal befanden sich allesamt weit abseits und tief unterhalb der zugehörigen Siedlungen, beim Bahnbau wurden daher zu drei Stationen eigene Zufahrtsstraßen angelegt. Von einigen Orten aus war die Bahn nur über Wanderpfade und Steige zu erreichen, wozu eigens zwei Fußgänger-Hängebrücken errichtet wurden. Bei der Führung über die Dörfer Langen und Doren wären hingegen mehrmalige Steigungs- und Gefällestrecken nötig gewesen, die zeitweise diskutierte Variante von Schwarzach über Alberschwende nach Egg wiederum scheiterte seinerzeit daran, dass die Stimmen aus dem vorderen Bregenzerwald in der Planungskommission zu mächtig waren.
Erst in Egg erreichte die Strecke wieder erschlossenes, belebtes Gebiet und lag, abgesehen von Schwarzenberg, günstig zu den Ortszentren. Im weiteren Verlauf erreichte sie Andelsbuch, wo die Züge mitten durch den Ort fuhren. Sie passierten dabei auch die dortige Pfarrkirche in geringem Abstand, der zugehörige Friedhof grenzte direkt an den Bahnkörper. Danach führte sie durch den Bersbucher Wald, anschließend folgte, im Bereich der dortigen Hochebene, zwischen den Kilometern 29,4 und 30,1 eine längere Gerade.
Danach folgte der Bahnhof Schwarzenberg, im weiteren Verlauf verlor die Strecke, erstmals seit Bregenz, wieder etwas an Höhe, insgesamt 21 Höhenmeter. Ab der, in einer Höhe von 615 m ü. A. gelegenen, Sporeneggbrücke stieg sie dann, nach einem nochmaligen Neigungsbruch, bis zum Endbahnhof Bezau an. Zwischen dieser Brücke und einer weiteren Querung des Flusses kurz vor dem Endbahnhof verlief die Strecke dabei auf einer Länge von circa zweieinhalb Kilometern ausnahmsweise am linken Ufer der Bregenzer Ach.

## Geschichte

### Vorgeschichte
Bis zum Bau von Straßen führten nur Saumpfade vom Alpenrheintal über Höhenrücken in den Bregenzerwald. Einer der bedeutendsten Übergänge war der Lorenapass zwischen Alberschwende und Schwarzenberg. Abzweigend von der Salzstraße bei Oberstaufen führte ein weiterer Pfad in den vorderen Bregenzerwald und weiter nach Egg. Erst gegen Ende des 18. Jahrhunderts wurde von der Landammannschaft des hinteren Bregenzerwaldes der Bau von Fahrwegen für den Fuhrwerksverkehr beschlossen. Um die Vorherrschaft über den Verkehr in den Bregenzerwald zu erlangen, veranlasste die Stadt Bregenz Vorerhebungen für den Bau einer Straße durch das Tal der Bregenzer Ach. Ein anderes wichtiges Transportmittel war der Gebirgsfluss selbst, auf dem das gefällte und entästete Blockholz aus dem Bregenzerwald zum Bodensee getriftet wurde, wobei relativ hohe Verluste entstanden. Ab 1863 existierte zudem eine Postkutschen-Verbindung von Bregenz über Schwarzach nach Egg, 1877 folgte eine weitere von Egg über Hittisau und Krumbach nach Doren und Sulzberg.
Doch dauerte die Fahrt mit der Postkutsche von Bregenz nach Bezau rund fünfeinhalb Stunden, eine Reise vom Bregenzerwald ins Montafon oder an den Bodensee war für die meisten Menschen ebenso unerschwinglich und beschwerlich wie eine Reise ins Ausland. Die Bevölkerungsentwicklung des Bregenzerwaldes wies in dieser Epoche einen starken Rückgang durch Abwanderung in das industrialisierte Rheintal auf. Die Haupteinnahmequelle des Tales bildeten die Landwirtschaft und seit der vorangegangenen Jahrhundertwende auch der Fremdenverkehr.
Weitsichtige Persönlichkeiten, darunter beispielsweise der Landwirt und Politiker Jodok Fink, der Pfarrer und Politiker Josef Fink oder der Käsehändler Gallus Moosbrugger, sahen deshalb schon früh in der sich überall ausbreitenden Eisenbahn das ideale Transportmittel auch für die strukturschwachen Täler des Bregenzerwaldes. Man erwartete sich „Vorteile für Industrie, Gewerbe und Fremdenverkehr, eine Wertaufstockung der Grundstücke, die Erhöhung des Viehbestandes und bessere Beschäftigungsmöglichkeiten für heimische Arbeitskräfte“. Auch der „verlustreiche Holztransport auf der Bregenzer Ach sollte ein Ende haben“. Zudem erhoffte man sich damals, mehrere neue Sägewerke entlang der Ache könnten dem Holzexport zu den Brettermärkten in Deutschland und Frankreich dienen. Auch die Transportkosten der abbauwürdigen Braunkohlelager im, zu Eichenberg gehörenden, Wirtatobel sollten durch den Bahnbau wesentlich verringert werden.

### Erste Projekte
Bereits 1864, also schon acht Jahre vor der Eröffnung der ersten Vorarlberger Eisenbahnstrecke von Lindau nach Bludenz, regte Bezirksförster Johann Karl Heribert Koderle aus Bezau eine Pferdeeisenbahn von Bregenz bis Au an. Damals betrug die Fahrzeit auf der Straße auf dieser Relation fünf bis sechs Stunden und hätte sich durch die Pferdebahn auf zwei Stunden verkürzt. Sie sollte statt der, von der Stadt Bregenz bevorzugten, Straße durch das Achtal errichtet werden. Doch konnten sich damals weder Bahn noch Straße durchsetzen.
Als schließlich im Jahr 1872 die Bahnstrecke Lindau–Bludenz in Betrieb ging, stritten sich Bregenz und Schwarzach um den Hauptumschlagsplatz für den Fracht- und Personenverkehr des Bregenzerwaldes. Von der Station Schwarzach wurde zeitnah eine Postwagenverbindung bis Bezau eingerichtet. Schon bevor die k.k. privilegierte Vorarlberger Bahn ihren Betrieb aufnahm, wurde die projektierte Bahn in den Bregenzerwald, damals sprach man noch von der Achthalbahn, von einer Pferdeeisenbahn zu einer Lokomotiveisenbahn umgeplant.
1870 gründeten hierzu 34 Gemeindevertretungen des Bregenzerwaldes einen Ausschuss zur Vorbereitung des Bahnbaus. Über den zu erwartenden Personenverkehr wurde in der 1871 von Koderle verfassten Denkschrift über die Bevölkerungs-, Besitz- und Verkehrsverhältnisse des Achthal-Bahngebietes vermerkt, dass jährlich mehr als 20.000 Personen die Bahn zu Einkäufen, Arzt- und Behördengängen benützen würden. Darüber hinaus legte Koderle im Selbstverlag gleich drei weitere Studien zum Bahnbau vor:
- Operationsplan über das Vorgehen zur Beschaffung und Tilgung der Material- und Geldsubventionen für die Achthalbahn, Bregenz 1871
- Die volkswirtschaftlichen Vortheile und Realisirung der Achthalbahn, Bregenz 1873
- Entwurf eines Übereinkommens zwischen den Power, Corowly & Comp. einerseits und dem Consortium der Achthalbahn (Obmann Herr J. K. Koderle) andererseits, Bregenz 1873

In Bezau war die Station im Ortsteil Ellenbogen geplant, womit auch die Gemeinden Reuthe und Bizau bedient worden wären. Bei der Anlage der Station Mellau sollte der Frachtumschlag der zu Dornbirn gehörenden Alpen berücksichtigt werden. Die weitere Linienführung war entlang der Hirschlitten über Hirschau nach Schnepfau vorgesehen. Die anschließende Trasse durch den Auer Wald, die im Wesentlichen entlang der Straße verlaufen sollte, hätte knapp vor Au im sogenannten „Wäldele“ geendet. Für das Projekt veranschlagte das Londoner Unternehmen Power, Corowly & Comp. Kosten von 2,523 Millionen Gulden. Die Gesellschaft gewährleistete die Bereitstellung der Betriebsmittel und die Führung von zwei Zugpaaren pro Tag. Einer anderen Quelle zufolge hieß die betreffende Gesellschaft Cowley Power and Company.

### Skepsis in der Bevölkerung
Obwohl man durch die Bahn wirtschaftliche Vorteile erhoffte, verhielt sich die Bregenzerwälder Bevölkerung vorsichtig, schon damals stand sie nicht geschlossen hinter dem Projekt. So hatten die Gegner bei einer Volksversammlung im Jänner 1871 in Au ein weiteres mal die Übermacht und lehnten die, bereits sehr detailliert ausgearbeiteten, Bahnpläne wegen Zweifel an der Wirtschaftlichkeit sowie kaum erfüllbaren Forderungen, darunter die unentgeltliche Übergabe des Bahnareals, eine 30-jährige Steuerfreiheit sowie ein Baukostenbeitrag in Höhe von 300.000 Gulden, weiterhin ab. Zudem wurde die Bahn in konservativen Kreisen noch in der Planungsphase als Gefahr für Sitte und Ordnung angesehen. So befürchteten diese beispielsweise eine Veränderung der Kleidertracht.
Weitere damalige Befürchtungen reichten vom gänzlichen Roden des Bregenzerwaldes bis zum Zuzug von Fremden. Außerdem wurde befürchtet, die Bahn bringe Fabriken und damit das Proletariat in die Gegend. Das Scheitern des Vorhabens bestärkte die Stadt Bregenz erneut, die Straße durch das Achtal zu verwirklichen. Infolge des hohen, finanziellen Aufwandes, der in keinem Verhältnis zum erwarteten Vorteil stand, konnte jedoch vom zuständigen Ministerium keine Zusage für den Straßenbau erreicht werden. 1885 wurden die Straßenpläne daher endgültig aufgegeben.

### Neue Initiative von 1891
Im Juli 1891 stellte das, aus lokalen Honoratioren bestehende, Konsortium schließlich ein neues „Ansuchen um Vornahme technischer Vorarbeiten für eine schmalspurige Lokalbahn“ an das damals zuständige k.k. Handelsministerium. Die diesbezügliche „Vorkonzession“ wurde am 2. September 1891 dem Bregenzer Bürgermeister Josef Huter, dem Bregenzer Bankier Karl Veith, dem Hittisauer Arzt und Ortsvorsteher Dr. Konrad Dorner, dem Lingenauer Ortsvorsteher Josef Nußbaumer, dem Bezauer Ortsvorsteher Franz Josef Feurstein und dem Ingenieur Franz Moldenhauer aus Wien erteilt.
Sie beinhaltete „die Bewilligung zur Vornahme technischer Vorarbeiten für eine schmalspurige Localbahn von Bregenz nach Bezau im Bregenzer Walde auf die Dauer eines Jahres.“ Nach weiterer Ausarbeitung des Projekts erfolgte zwei Jahre später die Trassenrevision.
Doch war die äußerst konservative Bevölkerung weiterhin skeptisch. Das aufstrebende Bürgertum wollte die Bahn, doch die Bauern besaßen den hierfür notwendigen Boden und der Klerus war besorgt um die Moral ihrer Untertanen, wenn das „Tor zur großen, weiten Welt“ geöffnet werde. Die Gegner witterten im Bahnbau gar eine „sozialdemokratische Gefahr“ und veröffentlichten 1895 das Spottgedicht „Bebel und die Wälderbahn“:

„Das ‚große’ Werk der Wälderbahn,
das schreitet rüstig jetzt voran.
Zwar will ich nicht polemisieren
und nicht im Mind’sten kritisieren,
der Dampfroßfreunde guter Glauben;
doch eine Frage mir erlauben:
Vor Kurzem war in manchen Blättern
zu lesen mit gesperrten Lettern,
ein Ausspruch des berühmten Bebel‚
das Dampfroß ist für uns ein Hebel,
mit dessen Hilf’ es uns gelingt,
daß uns’re Sache vorwärts dringt.’
Ihr Helden von der Wälderbahn,
gefällt euch dieser Spruch? – Sagt an!“

### Endgültige Konzessionserteilung
Letztlich konnten sich die Gegner nicht durchsetzen. Die endgültige Entscheidung zum Bahnbau fiel in der Sitzung des Vorarlberger Landtags vom 17. Jänner 1894 mit 13 zu drei Stimmen für den Bahnbau, obwohl vor allem im Süden Vorarlbergs zahlreiche Gemeinden gegen das Projekt Einspruch erhoben, da sie eine Benachteiligung ihres Gebietes befürchteten. Vom 27. März bis zum 5. April 1897 fand, unter Leitung des Innsbrucker Statthaltereirats Arthur Meusburger, die politische Begehung der künftigen Strecke statt. Hierbei wurden die für diese notwendigen Enteignungen, die Feuersicherheit sowie die Lage der vorgesehenen Stationen erörtert.
Ebenso wurden Einsprüche von Gemeinden und Anrainern erfasst und nach Möglichkeit in den Detailplanungen berücksichtigt. Für die Endstation in Bezau, dem damaligen wie heutigen Sitz des Bezirksgerichts, wurden beispielsweise mehrere Varianten erarbeitet. Die Trassenfindung und die Vermessungsarbeiten konnten im Wesentlichen im gleichen Jahr abgeschlossen werden, die Kommissionsverhandlungen von Bregenz bis Bezau führte die kaiserlich-königliche Statthalterei Innsbruck vom 10. bis 25. Mai 1897 durch. Außer den beiden Endpunkten durchzog die Bahn damals neun weitere Gemeinden, namentlich Rieden, Fluh, Langen, Doren, Unterlangenegg, Oberlangenegg, Egg, Andelsbuch und Schwarzenberg.
Am 11. August 1899 erteilten die Behörden schließlich Josef Huter, Karl Veith, Dr. Konrad Dorner sowie dem Reichsratsabgeordneten Jodok Fink die endgültige Konzession zum Bau und Betrieb der Lokalbahn, veröffentlicht im Reichsgesetzblatt Nummer 172 vom selben Tag. Diese wurde auf 90 Jahre festgelegt, das heißt bis 1975.

### Gründung einer Aktiengesellschaft

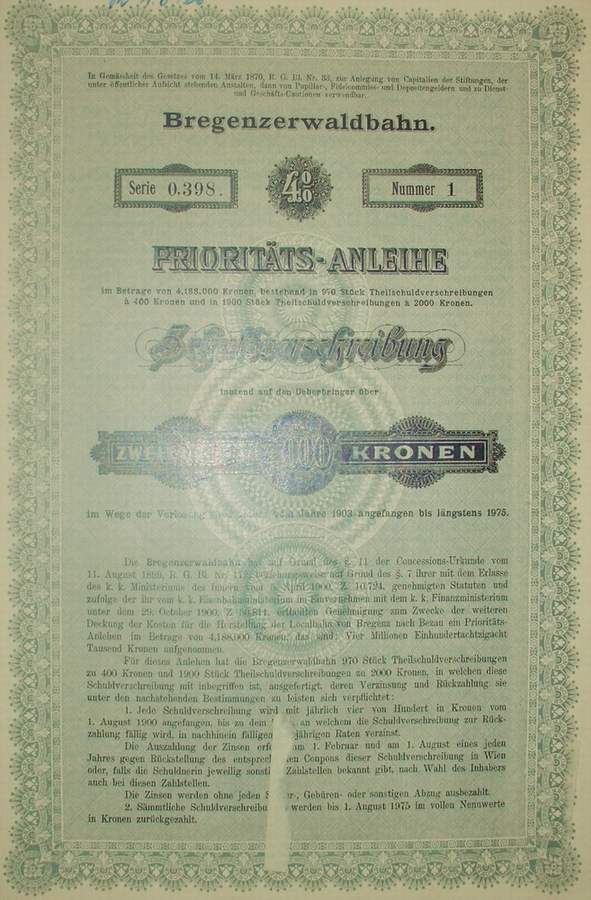
Prioritäts-Anleihe der Bregenzerwaldbahn von 1900 zur Finanzierung des Bahnbaus

Den Konzessionären wurde die Bildung einer Aktiengesellschaft zugestanden. Diese gründeten daraufhin am 25. Mai 1900 per konstituierender Generalversammlung in Wien die private Bregenzerwaldbahn (BWB). Deren Sitz befand sich ebenfalls in der österreichischen Hauptstadt, ihr Grundkapital betrug eine Million Friedenskronen in 5000 Stammaktien zu 200 Kronen. Hauptaktionäre waren das Land Vorarlberg mit 220.000 und die Stadt Bregenz mit 200.000 Kronen. Weitere Anteilseigner waren die zu erschließenden Gemeinden, darunter mit einer relativ hohen Beteiligung von 20.000 Kronen die Gemeinde Doren, verschiedene Proponenten und Geschäftsleute. Die Gemeinde Egg wiederum besaß Stammaktien im Wert von 15.000 Kronen. Von Beginn an Mitglied des Verwaltungsrats und Vizepräsident war der Lehrer und Politiker Martin Thurnher.
Zur Sicherstellung der laufenden Tilgungsquoten sowie einer jährlich vierprozentigen Anleihen-Verzinsung gewährte der Staat auf 76 Jahre einen jährlichen Reinertrag von 89.000 Gulden. Hierzu wurden zu den Aktien auch Coupons ausgegeben, die zur jährlichen Abholung der geplanten Dividende vorgesehen waren.

### Bau

Bahnbaumeister Johann Bertolini

Die für den Bahnbau benötigten Finanzmittel betrugen laut Kostenvoranschlag etwa zweieinhalb Millionen Kronen. Vom k.k. Eisenbahnministerium wurde der entsprechende Auftrag an die Bauunternehmung der Bregenzerwaldbahn, Franz Tscholl, Karl Roos, Franz Löbel, Bernhard Rund und Karl Wicker vergeben, die sich 1900 als offene Handelsgesellschaft mit Sitz in Bregenz in das Feldkircher Handelsregister eintragen ließ. Die genannten Herren, von denen die ersten vier Ingenieure und letzterer Stadtbaumeister in Wien waren, bildeten die offenen Gesellschafter der Firma.
Am 7. September 1900 erfolgte der erste Spatenstich am Ölrain beim Riedentunnel, gleichzeitig wurden die Arbeiten in Kennelbach begonnen. Die Bauarbeiten erfolgten ab Kennelbach flussaufwärts oft in schwierigem Gelände. Im Bereich der Weißachmündung wurde der Flusslauf eigens verlegt, damit die Flussmündung möglichst schmal und die dortige Brücke somit so kurz wie möglich ausfallen konnten. Weil im Tobel der Bregenzer Ach keine Zufahrtsstraße zur Verfügung stand, mussten die Baumaterialien von Bregenz aus zugetragen oder zunächst auf stundenweiten Umwegen mit Wagen zugeführt und zuletzt auf „halsbrecherischen Pfaden“ auf dem Rücken an Ort und Stelle geschafft werden. Beim Rickenbachtunnel und beim Kilometer 16,0 wurden eigens Steinbrüche angelegt, um Baumaterial für die Bahn zu gewinnen. Namensgebend war hierbei der Wirtatobelbach, der auch Rickenbach heißt und beim Tunnel in die Bregenzer Ach fließt. In Andelsbuch musste für den Bahnbau ferner das Tanzhaus abgerissen werden.
Bauleiter war Kaspar Ritter, der Baumeister Johann Bertolini aus Egg übernahm die Verantwortung für das Baulos zwischen dem Pfisterbachviadukt und der Sporeneggbrücke. Hierzu unterstanden ihm 180 Arbeiter, die vor allem aus seiner früheren Heimat Trentino stammten und von ihm dort überwiegend selbst angeworben wurden. Um die kurze Bauzeit von zwei Jahren einhalten zu können, waren zeitweise fast 1000 Personen gleichzeitig mit dem Bahnbau beschäftigt. Außer aus dem Trentino, das die meisten Arbeiter stellte, darunter insbesondere Steinmetze, kamen diese aus Slowenien, Kroatien und Ungarn.
Die italienischen Steinmetze waren dabei insbesondere für die Tunnel sowie die zahlreichen Ufer-, Stütz- und Futtermauern entlang der Strecke zuständig, welche die Trassenführung im Achtal zum Schutz gegen Hochwasser und Hangrutschungen erforderte. Die Ausländer waren für den Unternehmer billige Arbeitskräfte, ihre Löhne lagen oft am Rande des Existenzminimums. Ihre Behausungen machten zeitgenössischen Beobachtern zufolge einen „orientalischen“ Eindruck, sie bestanden überwiegend aus Zelten, die mit Rasen und Strohgeflecht bedeckt waren. Über weitere Lebensgewohnheiten berichtete unter anderem das Vorarlberger Volksblatt: „Die Nahrung soll meist Speck, die Labung in Schnaps und die Erholung im Paprikakauen bestehen“. Besonders an Zahltagen gab es in den abgeschiedenen Baracken im Achtal Konflikte wie Messerstechereien und Krawalle, von denen aber die Bevölkerung nicht betroffen war.

Für den Bahnbau verwendeter Steinbruch nach der Brücke über den Wirtatobelbach
Arbeiterbaracke im Achtal
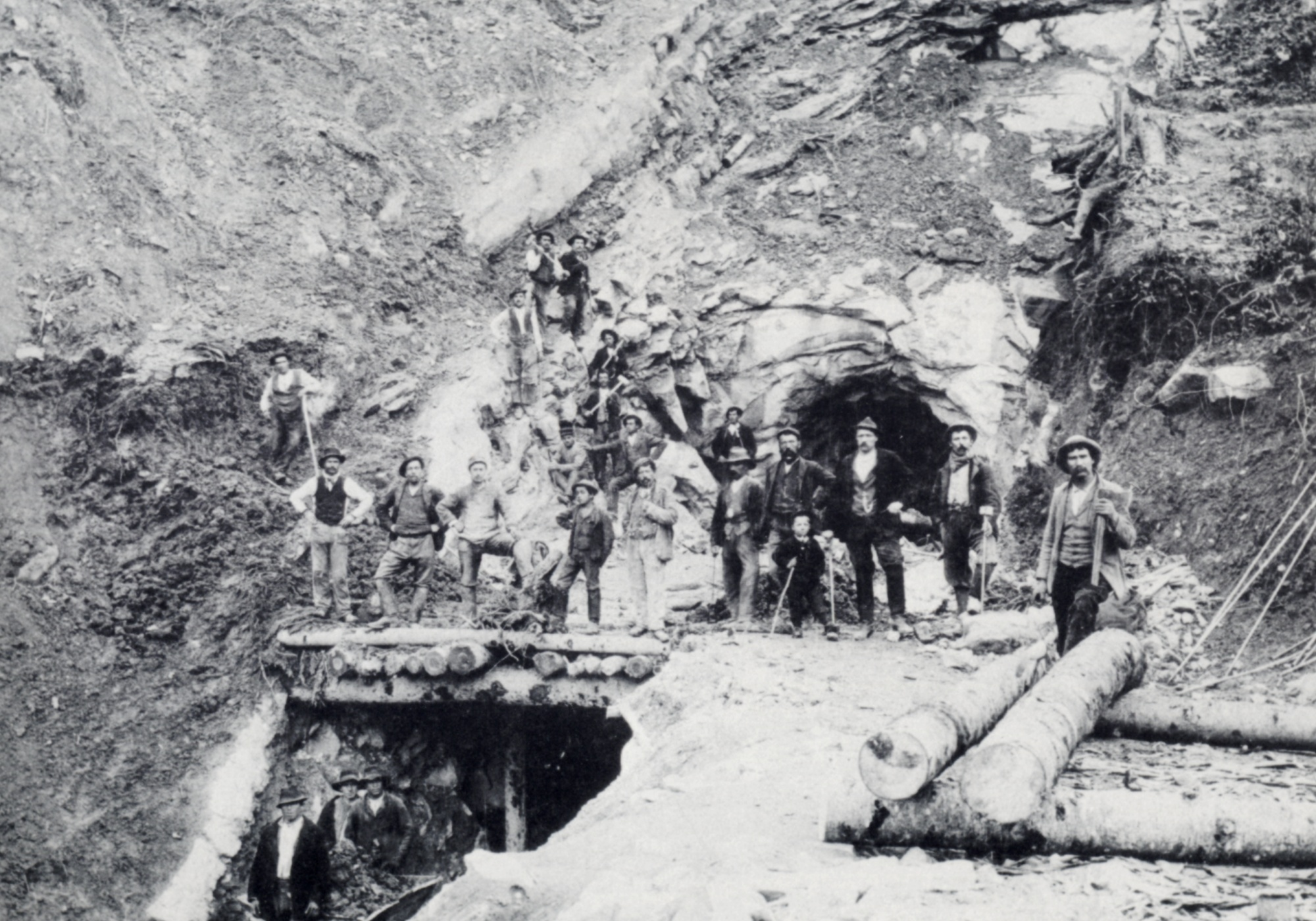
Bau des Rotachtunnels, 1901
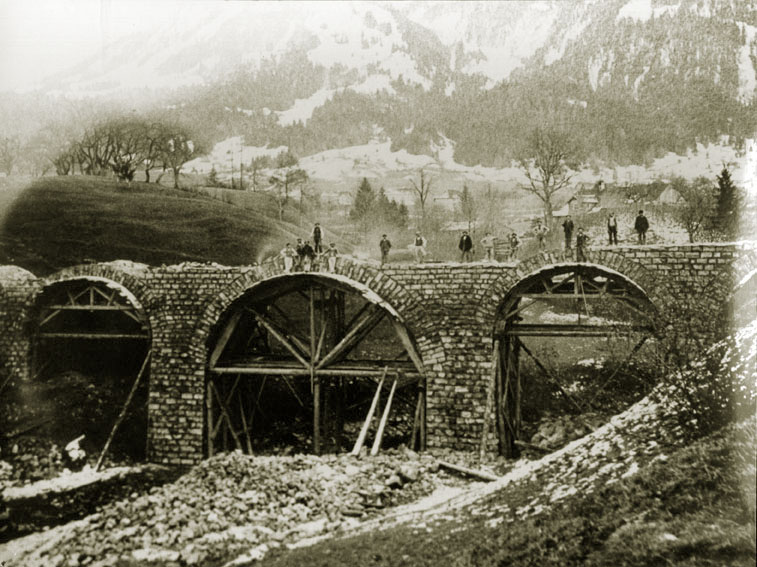
Bau des Pfisterbachviadukts, 1901
Am 8. September 1902 erreichte der erste Bauzug Egg

Beschädigung der im Bau befindlichen Strecke, August 1901

Heftige Gewitter verursachten am 2. August 1901 inmitten der Bauarbeiten ein Hochwasser, das die neuen Bauwerke im Achtal großteils zerstörte. Das dort beschäftigte Bauunternehmen, die Firma Bernhard Rund, war daher gezwungen, im Jänner 1902 – kurz vor der geplanten Fertigstellung des Bahnbaues – Insolvenz anzumelden. Rund war bei der Bauvergabe noch der günstigste Offerent, obwohl ihm bereits beim Zuschlag nahegelegt wurde, zurückzutreten, falls er nicht imstande sei, den Bau auszuführen.
Das Unternehmen behauptete jedoch mit Bestimmtheit, dazu in der Lage zu sein. Nachdem die Firma auch den Nachweis ihrer Leistungsfähigkeit in entsprechender Form erbrachte, setzte sie, unter Hinweis auf die Sympathien, welche sie in den beteiligten Bezirken genieße, durch, dass ihr der Bau übertragen wurde. Letztlich erfolgte der Austritt des Gesellschafters Bernhard Rund wegen eingetretener Zwistigkeiten innerhalb der Gesellschaftsfirma, auf Wunsch der übrigen Gesellschafter, auf Basis des Dissolutionsvertrages vom 29. April 1901.
Die in Folge des Baustopps unzufriedenen und aufgebrachten Arbeiter wurden von Militär und Gendarmerie bewacht, um Ruhestörungen zu vermeiden. Das Vorarlberger Volksblatt bemerkte hierzu seinerzeit: „Die bisherige Baugeschichte der Bregenzerwaldbahn, wenn sie in ihren Einzelheiten eingehend geprüft wird, gibt ein lehrreiches Beispiel für Gemeinden, für Arbeiter, für Unternehmer, für Land und Staat, wie man es bei Bahnbauten nicht machen soll.“ Erst mit erheblicher Verspätung, im April 1902, setzten die Bauarbeiten, jetzt unter staatlicher Leitung und mit geringerem Arbeiterstand, wieder ein.
Die in § 7 der Konzessionsurkunde festgesetzte Frist zur Vollendung und Inbetriebsetzung der Bahn wurde, per Kundmachung vom 4. August 1901, „auf Grund allerhöchster Ermächtigung“ bis zum 1. September 1902 verlängert. Insgesamt waren dabei 14 größere Ingenieurbauten zu errichten:

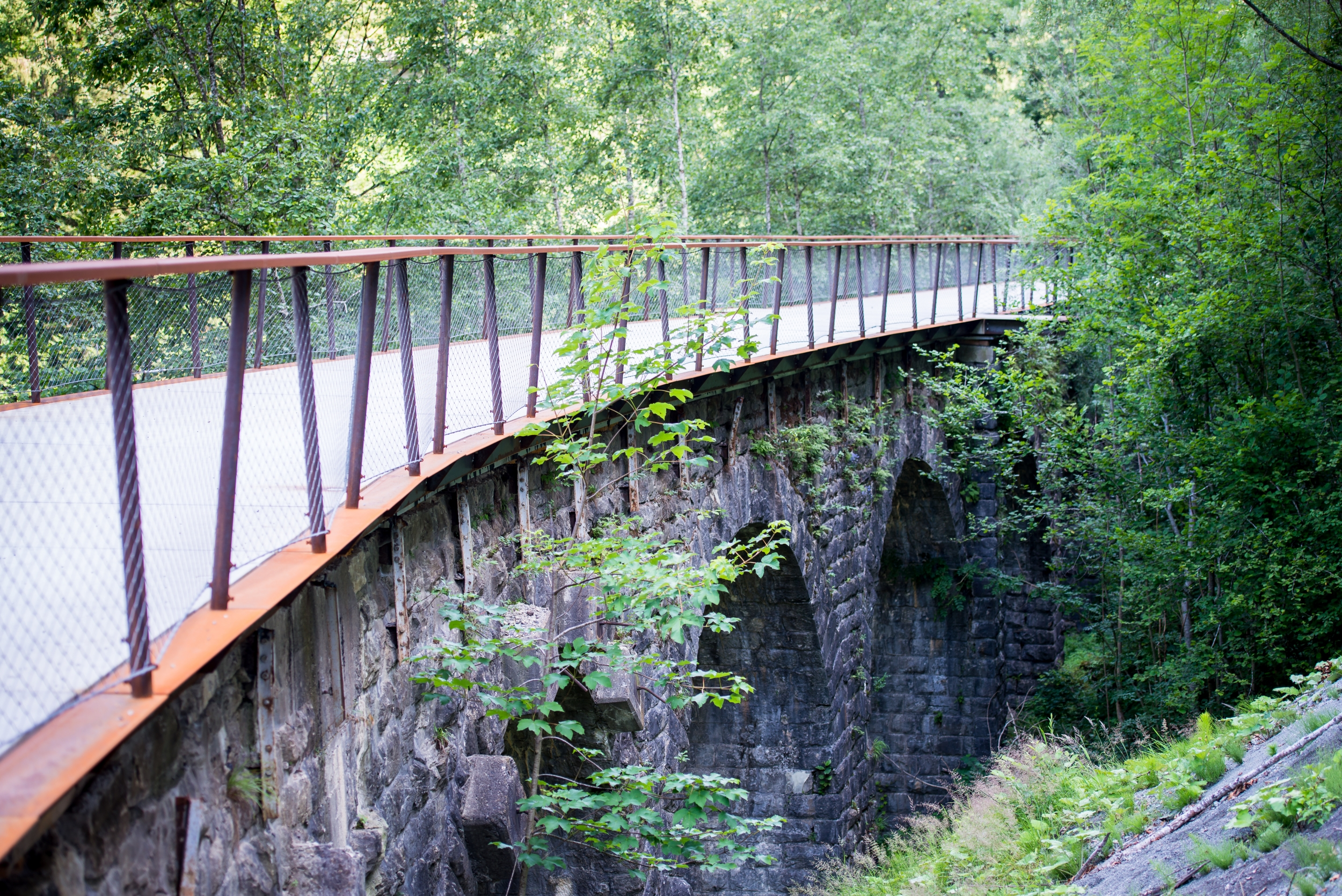
Das Egger Viadukt war das größte Brückenbauwerk der Strecke, aufgenommen 2014

- Sechs Blechträgerbrücken über zehn Meter Stützweite, darunter die Bauwerke über die Rotach (19 Meter), die Subersach (18 Meter), den Schmittenbach (19,86 Meter) und den Grebenbach (12,60 Meter)
- Drei eiserne Fachwerkbrücken, sie führten über die Weißach (40 Meter) sowie die Bregenzer Ach beim Sporenegg, deren die Hauptöffnung überspannender Fachwerkträger 32,80 Meter lang ist, und vor Bezau (ursprünglich 31,32 Meter).
- Zwei steinerne Viadukte, dies waren der 110 Meter lange Egger Viadukt mit neun Öffnungen zu je acht Metern und der 70 Meter lange Pfisterbachviadukt mit drei Öffnungen zu je acht Metern und einer Öffnung zu 15 Metern
- Drei Tunnel, dies waren der 212 Meter lange Riedentunnel, auch Riedner Tunnel oder – nach der Sacré Coeur Riedenburg – Riedenburgtunnel genannt[40], der 86 Meter lange Rickenbachtunnel und der 123 Meter lange Rotachtunnel

Insgesamt waren 28 Brücken erforderlich, zuzüglich zahlreicher Durchlässe.

### Eröffnung

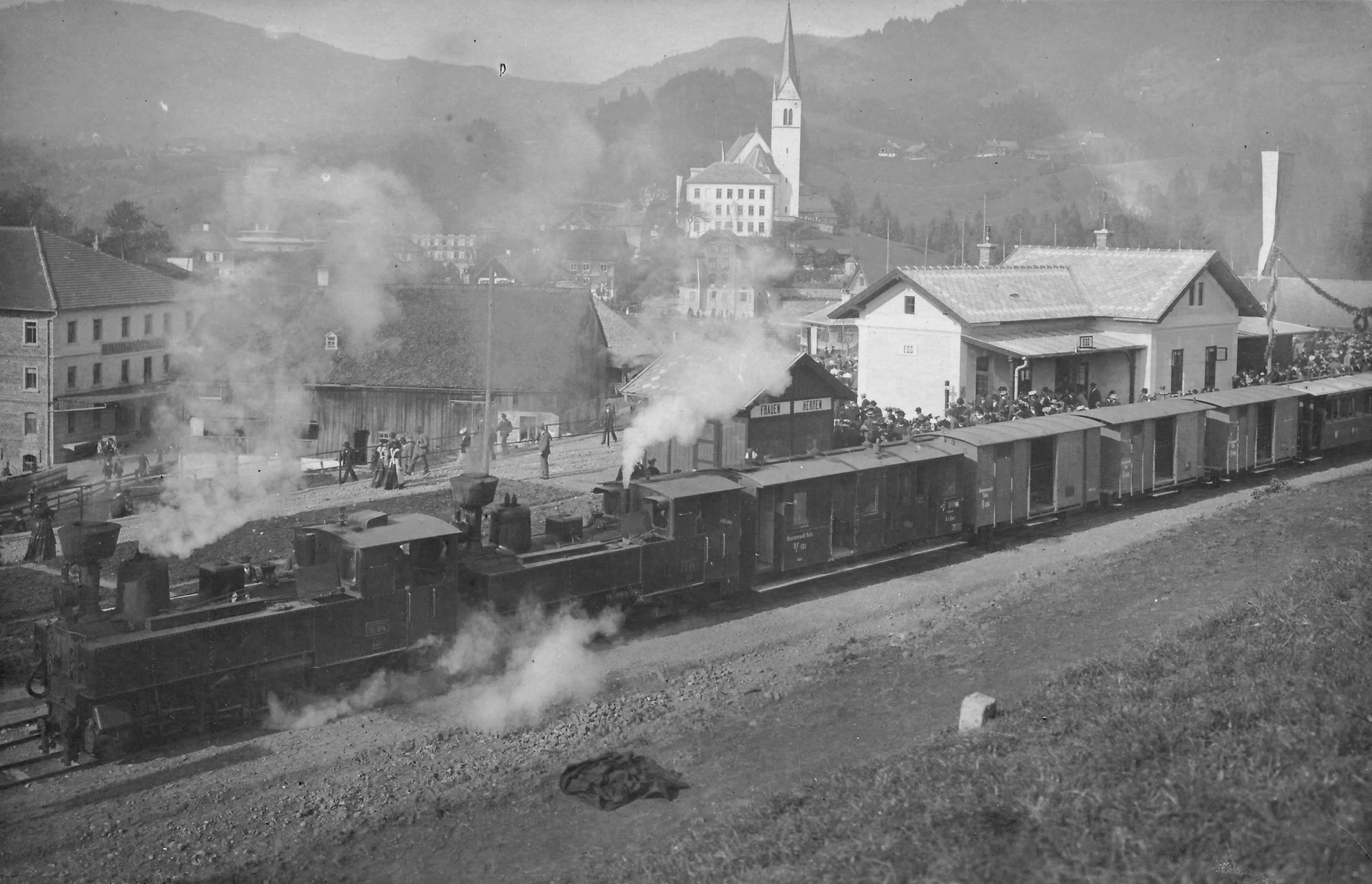
Feierliche Eröffnung am 21. September 1902 am Bahnhof Egg

Erinnerungsblatt an das Volksfest in Egg anlässlich der Eröffnung

Die Wiederaufnahme der Bauarbeiten führte schließlich doch ziemlich rasch zur Eröffnung der Strecke, wenngleich der Termin im Sommer 1902 noch mehrmals verschoben werden musste. Zunächst war hierfür der Juni 1902 vorgesehen.
Am Sonntag, den 8. Juni 1902 fuhr denn auch „eine reich geschmückte“ Lokomotive mit der Aufschrift „Botzenau 8. Juni“ samt angehängten Wagen und Festgästen erstmals von Vorkloster bis zum späteren Bahnhof Doren-Sulzberg, damals ging man aber schon von einer vollständigen Betriebsaufnahme erst im August 1902 aus.
Doch erreichte der erste Bauzug Egg letztlich erst am 8. September 1902, die tatsächliche Eröffnung der Gesamtstrecke, die – abgesehen von der Bekränzung der beiden beteiligten Lokomotiven U 24 und U 25 – zunächst ohne Feierlichkeiten erfolgte, verzögerte sich noch bis Montag, 15. September 1902. Kurz zuvor hatte die kaiserlich-königliche Post- und Telegraphendirektion Innsbruck einen Fahrplan für die Bregenzerwaldbahn veröffentlicht. Der allererste Zug nach Bregenz war dabei überwiegend mit den abreisenden Bauarbeitern welscher und kroatischer Herkunft besetzt.
Bei Eröffnung bestanden neun Stationen für den Gesamtverkehr, fünf Haltestellen für den Personen- und Gepäckverkehr sowie eine Verladestelle, die Betriebslänge betrug 35,437 Kilometer. Die durchgehenden Pferdepostlinien wurden mit Eröffnung der Bahn eingestellt. Die Post richtete stattdessen Zubringer zu den Bahnhöfen ein, zum Beispiel von Sulzberg über Doren zur neuen Station Doren.
Bei den Aufnahmsgebäuden der Bahnhöfe handelte es sich um acht einheitliche, verputzte Typenbauten, jeweils mit Veranda, Dienstwohnung, Schalterraum und Warteraum. Sie waren allerdings teilweise seitenverkehrt ausgeführt, das heißt das hölzerne Gütermagazin wurde mal auf Bregenzer und mal auf Bezauer Seite angebaut. Zudem verfügten die Bahnhöfe jeweils über eine, baulich getrennte, hölzerne Toilettenanlage.
Mit der Betriebsführung auf Kosten der Bregenzerwaldbahn AG war die Staatsbahndirektion Innsbruck der k.k. Staatsbahnen beauftragt, wozu am 25. Mai/2. Juni 1903 nachträglich ein Betriebsvertrag geschlossen wurde. Als Dotierungsstelle für den Betriebsmaterial- und Inventarbedarf, exklusive der Oberbaumaterialien, des Brennstoffs und der Drucksorten, fungierte die k.k. Materialmagazinsleitung Salzburg.
Die Bregenzerwaldbahn war dabei die westlichste Eisenbahnstrecke der Österreichisch-Ungarischen Monarchie, die in der Bosnischen Spurweite gebaut wurde. Auch die im Bregenzerwald verwendeten sogenannten Bosna-Kupplungen entsprachen diesem Standard. Ansonsten existierte in Vorarlberg mit der Bahnstrecke Tschagguns–Partenen nur noch eine weitere Eisenbahn in dieser Spurweite.
Eine Woche nach der tatsächlichen Eröffnung wurde die Strecke am Sonntag, den 21. und Montag, den 22. September 1902 in Egg, mit dem bislang größten Volkstrachtenfest des Bregenzerwaldes, auch offiziell eröffnet. Infolge der immer wieder gescheiterten Bahneinweihung mussten auch die Feierlichkeiten samt historischem Festzug mehrfach verschoben werden. Um Risiko und Erlös zu teilen gab das Festkomitee um den Mühlenbesitzer Michael Moosbrugger eigens Aktien aus. Für die Anreise der insgesamt 6000 Besucher legten die k.k. Staatsbahnen an beiden Tagen je drei zusätzliche Zugpaare ein, dennoch mussten auf den Unterwegsstationen Fahrgäste zurückbleiben.
Mit der Veranstaltung setzte die Egger Bevölkerung weit über die Landesgrenzen hinaus ein Zeichen, wovon ganz besonders der aufstrebende Tourismus profitierte. Der Bregenzerwälder Mundartdichter Gebhard Wölfle schrieb zu diesem Anlass das Gedicht Zum Volksfeste in Egg 1902. Ihm entstammen die, in der Region bis heute weithin bekannten, Zeilen „Meor ehrod das Ault, und grüssod das Nü, und blibod üs sealb und dor Hoamat trü.“ Die hochdeutsche Entsprechung hierzu lautet: „Wir ehren das Alte, begrüßen das Neue, und bleiben uns selbst und unserer Heimat treu.“ Das Motto wird heute häufig als Ausdruck des Selbstverständnisses der ganzen Region Bregenzerwald betrachtet.

### Erste Betriebsjahre

Das Vierschienengleis in Vorkloster in Blickrichtung Bregenz, 1905

Coupons der Bregenzerwaldbahn AG für Dividendenauszahlungen der Jahre 1903 bis 1912, die aufgrund der schlechten wirtschaftlichen Lage jedoch nie eingelöst wurden

Ab Eröffnung fuhren täglich zwei reine Personenzüge sowie ein gemischter Zug je Richtung. Im Güterverkehr dominierte dabei die Ausfuhr von Rundholz, Schnittholz und Brennholz, weiter waren diverse landwirtschaftliche Produkte zu transportieren, zum Beispiel Milch zur Molkerei Bregenz. Dazu kamen Fertigprodukte, besonders im Metall-, Holz- und Stickereisektor. Herein kamen Kohle, Stroh, Baumaterial, Düngemittel, Roheisen, Elektromaterial und alle Güter des täglichen Bedarfs.
Anfangs war immer nur ein Zug auf der Strecke, das heißt es gab noch keine Zugkreuzungen. Die Reisezeit über die Gesamtstrecke variierte 1902 zwischen zwei Stunden und zwei Minuten und zwei Stunden und 40 Minuten. Die Züge verließen Bregenz täglich um 8:20, 15:00 und 20:45 Uhr, in der Gegenrichtung fuhren sie um 5:20, 10:55 und 18:10 Uhr in Bezau ab. Sie boten ursprünglich sowohl die zweite als auch die dritte Wagenklasse an. Für manche Einwohner im Bregenzerwald sorgte die Bahn dafür, dass sie überhaupt zum allerersten Mal die Vorarlberger Metropole Bregenz erreichen konnten.
Die anfänglichen Arbeitsbedingungen der BWB-Mitarbeiter galten als schlecht, so schrieb das Vorarlberger Volksblatt 1904: „Es ist geradezu unerhört, in welcher Weise das Personal bei diesem Unternehmen ausgebeutet wird. Unter normalen Verhältnissen beträgt der Dienst des Zugpersonales in sechs Tagen 95½ Stunden mit einer Ruhezeit von nur 48½ Stunden, die Sonn- und Feiertage mit verstärktem Verkehr eingerechnet. Das trifft auf den Tag durchschnittlich 16 Stunden.“
1903 wurden auf der Strecke drei neue Haltestellen eröffnet, im Jahr 1904 folgte eine weitere. Ab 1. Mai 1904 verkehrten vier Zugpaare täglich, ab 1. Mai 1914 waren es schließlich fünf. Weil die Fahrkarten anfangs vergleichsweise teuer waren, so kostete eine einfache Fahrt von Doren nach Bregenz beispielsweise 70 Kreuzer, gingen weiterhin viele Personen zu Fuß nach Bregenz, anstatt die neue Bahn zu benutzen. Erst die Einführung ermäßigter Rückfahrkarten im Jahr 1905 brachte diesbezüglich eine Erleichterung für die Bevölkerung.
Um die Anschlussbahnen im Bregenzer Stadtgebiet direkt mit Normalspurzügen bedienen zu können, war die Strecke ferner bis zum Kilometer 1,58 von Beginn an als Mehrschienengleis ausgeführt. Wünsche der Firma Jenny & Schindler, die Normalspur bis Kennelbach zu verlängern, wurden hingegen nie realisiert.
Zuletzt wurde dieses Ansinnen in der Kennelbacher Gemeinderatssitzung vom 1. April 1912 dokumentiert.
Von Anfang an erwies sich die Trassierung durch die teilweise enge Bregenzerachschlucht als großes Problem. Abgesehen von der Zugänglichkeit von den weit entfernten Ortschaften führten – gehäuft vor allem in den ersten Betriebsjahren – immer wieder Erdrutsche, Bergstürze und Zerstörungen durch Hochwasser zu Streckenunterbrechungen sowie Unfällen und minderten das wirtschaftliche Ergebnis der Bahn. Die dadurch entstandenen sowie die laufenden Kosten, die von Beginn an höher als ursprünglich veranschlagt waren, ließen die Bau- und Betriebskosten bis Dezember 1903 auf knapp 6,2 Millionen Gulden steigen. Da dies praktisch eine Verdreifachung des ursprünglich eingeplanten Betrags bedeutete, musste die Bregenzerwaldbahn AG einen Kredit aufnehmen.
Zudem löste die Gesellschaft keinen einzigen Coupon ein, das heißt, sie zahlte nie eine Dividende aus. Die anfänglichen Überschüsse wurden aber laufend in die Verbesserung der Anlagen sowie in den Schutz vor Hochwasser, Muren und anderen Bedrohungen investiert.

### Hochwasserkatastrophe des Jahres 1910

Hochwasser im Bahnhof Doren-Sulzberg, Juni 1910

Anhaltender und intensiver Regen während einer warmen Witterungsphase fiel vor allem in der Nacht vom 14. auf den 15. Juni 1910 auf nach einem kühlen Frühling überdurchschnittlich hoch im Gebirge liegenden Altschnee. Vorarlberger Wetterstationen registrierten Tagesregenmengen von bis zu 220 Litern pro Quadratmeter, welche die vom Hochwasser am 2. August 1901 noch deutlich übertrafen. Die Wassermassen richteten in großen Teilen Vorarlbergs katastrophale Schäden an und beschädigten oder zerstörten auch die Bregenzerwaldbahn an vielen Stellen. Der Abendzug am 14. Juni von Bezau nach Bregenz kam nur noch bis Lingenau-Hittisau und wurde mitsamt Fahrgästen nach Bezau zurückgeführt. Teilweise wurden die Gleise bis ans linke Ufer der Bregenzer Ach gespült. Allein bei Kennelbach war die Trasse an drei Stellen beschädigt. Die beiden Fußgängerbrücken an den Stationen Doren-Sulzberg und Langen-Buch stürzten ein. Der Eisenbahnbetrieb konnte erst am 10. September wieder in vollem Ausmaß aufgenommen werden.

### Gescheiterte Verlängerung und Erster Weltkrieg

Reklame des Bregenzerwald-Vereins für Wandertouren in Kombination mit der Bregenzerwaldbahn aus dem Jahr 1905, veröffentlicht im Wochenblatt Vorarlberger Landeszeitung

Bahnmeister und Zugführer auf einer Fahrraddraisine

Von 1910 bis 1914 plante man aus volkswirtschaftlichen und Rentabilitätsgründen eine Verlängerung der Bahn um 16,2 Kilometer über Mellau, Hirschau, Schnepfau und Au bis Schoppernau, hierzu wäre der Bau zweier weiterer Tunnel erforderlich gewesen. Letztlich konnte dieses Vorhaben aber aufgrund der relativ hohen Baukosten sowie des Ausbruchs des Ersten Weltkrieges nicht verwirklicht werden. Danach entstanden als Konkurrenz zur Bahn leistungsfähige Straßenverbindungen. Zudem war ein Transport normalspuriger Güterwagen per Rollbock oder Rollwagen auf der Bregenzerwaldbahn aus Profilgründen und wegen der engen Kurvenradien nicht möglich, das hieß, alle Waren mussten manuell umgeladen werden.
Bei Kriegsbeginn verkehrten zahlreiche Sonderzüge mit einrückenden Soldaten, requirierten Pferden, Wagen und Geräten, zudem wurde 1914 ein, täglich verkehrendes, reines Güterzugpaar eingeführt. Zum Kriegsende kam es schließlich zu starken Einschränkungen des Zugverkehrs.
Ebenso scheiterten am anderen Streckenende die immer wieder angesprochenen Verlängerungswünsche der Bregenzerwaldbahn bis zum Bregenzer Hafen.

### Zwischenkriegszeit
Während die Strecke der Region anfangs den erwünschten wirtschaftlichen Aufschwung brachte, verursachte sie bereits ab 1916 regelmäßig Verluste. Mitte der 1920er Jahre war der Schuldenstand bereits so hoch, dass die Verantwortlichen handeln mussten.
So gab es ab 1927 ernsthafte Bestrebungen, die Bahn in den Eigenbetrieb der Aktiengesellschaft zu übernehmen. Allerdings hätte die Gesellschaft dann auch durch den Bund geleistete Garantien übernehmen müssen, ebenso wären Gebühren für das Nutzungsrecht des Gemeinschaftsbahnhofs Bregenz angefallen.
Somit wurde dies nicht weiter verfolgt, da die Hauptaktionäre, besonders die Gemeinden, trotz der nicht so schlechten wirtschaftlichen Aussichten, dem Eigenbetrieb skeptisch gegenüber standen. Eine weitere Idee war, die Bahn durch die Privatbahn Stern & Hafferl betreiben zu lassen, die bereits erfolgreich andere Lokalbahnen in Salzburg und Oberösterreich betrieb. Doch auch dies scheiterte, weil die Firma nicht alle Bediensteten übernehmen wollte.
Alternativ kam zu Beginn der 1930er Jahre, im Zeichen der Weltwirtschaftskrise und den damit verbundenen Einnahmeverlusten, die Diskussion auf, die Bregenzerwaldbahn zu verstaatlichen. Allerdings wurde gleichzeitig den, seit 1919 zuständigen, Österreichischen Bundesbahnen (ÖBB) vorgeworfen, den Betrieb unflexibel zu führen, zu viel Personal zu unterhalten und so die schlechten Betriebsergebnisse zu verursachen.
Ein diesbezügliches betriebswirtschaftliches Gutachten vom 21. Mai 1929, verfasst von Hofrat Matuschzik, stellte der bisherigen Betriebsführung – trotz steigendem Fahrgastaufkommen, darunter vermehrt auch Touristen, und steigendem Frachtaufkommen – ein vernichtendes Urteil aus. Besonders beim Güterverkehr gab es grobe Missstände, Unregelmäßigkeiten, Nichteinhaltung der Termine und mangelnde Wagenbeistellung trotz einem miserablen Nutzungsfaktor des Wagenparks. Trotzdem verkehrten ab 1931 wieder fünf Zugpaare täglich.
Aufgrund der finanziellen Probleme beschloss die Bundesregierung, gemäß Kundmachung des Bundesministeriums für Handel und Verkehr vom 19. Oktober 1931, veröffentlicht im Bundesgesetzblatt Nummer 325, vom staatlichen Einlösungsrecht Gebrauch zu machen. Somit erlosch die vorhandene Konzession am 31. Dezember 1931 und die Strecke war ab 1. Jänner 1932 Teil der Österreichischen Bundesbahnen. Aufgrund der weiter bestehenden wirtschaftlichen Schwierigkeiten wurde bereits 1936 ein erster Antrag auf Einstellung der Bahn eingebracht. Dieser wurde jedoch von der Bregenzerwälder Bevölkerung entschieden abgelehnt und letztlich vom Bundesministerium für Handel und Verkehr, mit dem Hinweis auf fehlende alternative Straßenverbindungen, verworfen.

### „Anschluss“ Österreichs und Zweiter Weltkrieg

Reichskursbuch mit Hinweis auf die Omnibusanschlüsse, Sommerfahrplan vom 15. Mai 1939. Nach Einführung des Dieselbetriebs variierten die Reisezeiten nur noch zwischen eineinhalb und zwei Stunden.

In der ersten österreichischen Republik gehörte die Strecke in den Zuständigkeitsbereich der Bundesbahndirektion Innsbruck. Nach dem „Anschluss“ Österreichs 1938 und der Integration in die Deutsche Reichsbahn firmierte diese kurzfristig als Reichsbahndirektion Innsbruck, bevor sie bereits zum 15. Juli 1938 aufgelöst und die Nebenbahn der Reichsbahndirektion Augsburg unterstellt wurde.
Diese benannte den Fuhrpark sowie einige Betriebsstellen nach ihren Vorgaben um und erhöhte das Angebot 1939 auf acht Zugpaare täglich. Ferner unterstellte sie die Betriebswerkstätte Vorkloster ab demselben Jahr der Hauptwerkstätte Feldkirch, die wiederum Augsburg untergeordnet war. Die Deutsche Reichsbahn führte in den Jahren 1938 bis 1943 die letzten Ersatzbauten an der Strecke durch, dazu wurden teilweise auch Kriegsgefangene eingesetzt. So wurden damals beispielsweise einige kleinere Brücken in Betonbauweise neu errichtet sowie die beiden Brückenköpfe der Rotachbrücke erneuert und dann betoniert.
Der Zweite Weltkrieg hatte lange Zeit keinen Einfluss auf den Bahnverkehr. Erst in den letzten Kriegstagen kam es zu einer knapp einmonatigen Verkehrsseinstellung, nachdem der Vormittagszug am 29. April 1945 bei der Einfahrt in den Bregenzer Bahnhof von französischen Tieffliegern beschossen wurde. Der Angriff forderte zwölf Tote, darunter den Lokomotivführer.

### Nach dem Zweiten Weltkrieg

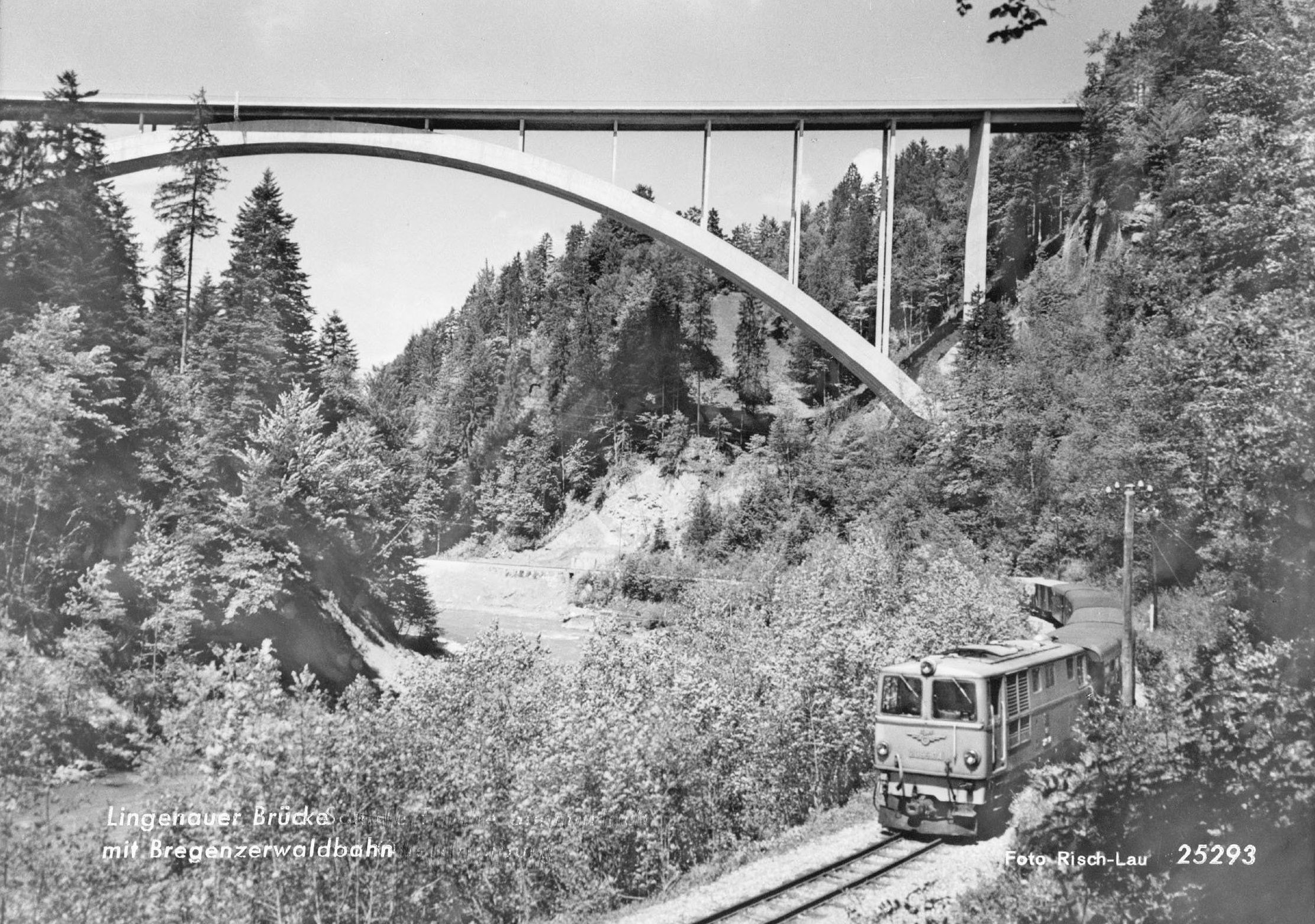
Der zunehmende Straßenausbau sorgte nach dem Zweiten Weltkrieg für schwindende Fahrgastzahlen, hier ein Zug unter der 1968 eröffneten Lingenauer Hochbrücke beim Kilometer 19,9, aufgenommen circa 1970

Ermäßigte Rückfahrkarte vom 11. Juli 1958 für die Kilometerzone 35 ab Bregenz, das heißt gültig bis Bezau oder Feldkirch-Amberg. Den ÖBB wurde von Bahnbefürwortern später vorgeworfen, mit solchen Fahrkarten die tatsächliche Fahrgastnachfrage in den Bregenzerwald statistisch gar nicht korrekt erfassen zu können und die Fahrgastzahlen deshalb zu niedrig anzugeben.

1945 wurden die ÖBB wieder gegründet, die Direktionsstruktur aus der Zeit vor 1938 wieder eingerichtet, auch die Bundesbahndirektion Innsbruck. Zugleich reduzierte diese das tägliche Angebot wieder auf fünf Zugpaare. War die Bregenzerwaldbahn direkt nach dem Zweiten Weltkrieg noch ein wichtiger Verkehrsträger zwischen dem Bregenzerwald und Bregenz, so ging diese Funktion in den 1950er Jahren schon wieder verloren, da der Individualverkehr und die Zahl der Lastkraftwagen im Zuge der Massenmotorisierung zunahm. Ursächlich hierfür waren vor allem immer mehr staubfreie Kunststraßen, neue Autotransportbetriebe, leistungsfähigere Lastkraftwagen sowie ein verbesserter und komfortablerer Omnibusverkehr.
Zum 15. Jänner 1955 elektrifizierten die ÖBB das Vierschienengleis im Bregenzer Stadtgebiet und bauten es schließlich zwischen dem 3. und 21. August 1957 in ein Dreischienengleis um. Ansonsten fanden nach 1945 lediglich Instandhaltungen an der Strecke statt, die Verantwortlichen wollten keine großen Investitionen mehr in die Bahn tätigen.
1968 ergab eine Fahrgastzählung, dass täglich 1100 Personen die damals fünf Zugpaare der Bregenzerwaldbahn benutzten. Diese Zahl hatte jedoch starke saisonale Schwankungen, da viele Feriengäste mit der Bahn anreisten. Viele Urlauber benützten zudem die Züge für Ausflüge nach Bregenz oder an den Bodensee. Im Güterverkehr fuhr von Montag bis Freitag nur ein Zugpaar täglich. Dieses war, abgesehen von geringen Holztransporten aus dem Achtal, meist schlecht ausgelastet, da der Großteil des Güterverkehrs damals schon über die Straße abgewickelt wurde.
Zum Fahrplanwechsel am 31. Mai 1970 endete schließlich auch der Bahnpost-Betrieb auf der Strecke, nachdem die Postbeförderung in den Bregenzerwald bis dahin traditionell ausschließlich per Zug erfolgte.
Der auf der Strecke eingesetzte Postwagen hatte bis dahin an allen Bahnhöfen Brief- und Paketpost, Abrechnungen und Bargeld übernommen. Sendungen konnten auch direkt abgegeben werden, es existierte hierfür ein eigener Stempel „Bahnpostamt Bregenz–Bezau“.
Im Juli 1971 sanierten die ÖBB nach einem Steinschlag die Brücke beim Kilometer 6,4, weshalb ab Kennelbach ein Schienenersatzverkehr erforderlich war. 1974 war die Strecke wiederum unterbrochen, damals wurde das Streckengleis beim Kilometer 7,9 – nach einem weiteren Erdrutsch – aus Sicherheitsgründen etwas in Richtung Bregenzer Ach verlegt und begradigt. Nach Abschluss der Arbeiten wurde dort zudem noch ein Sicherheitsnetz in Form eines Zauns aus Stahlseilen aufgestellt.

### Nachfragerückgang, EUROVAPOR-Dampfbetrieb und Kanutransport

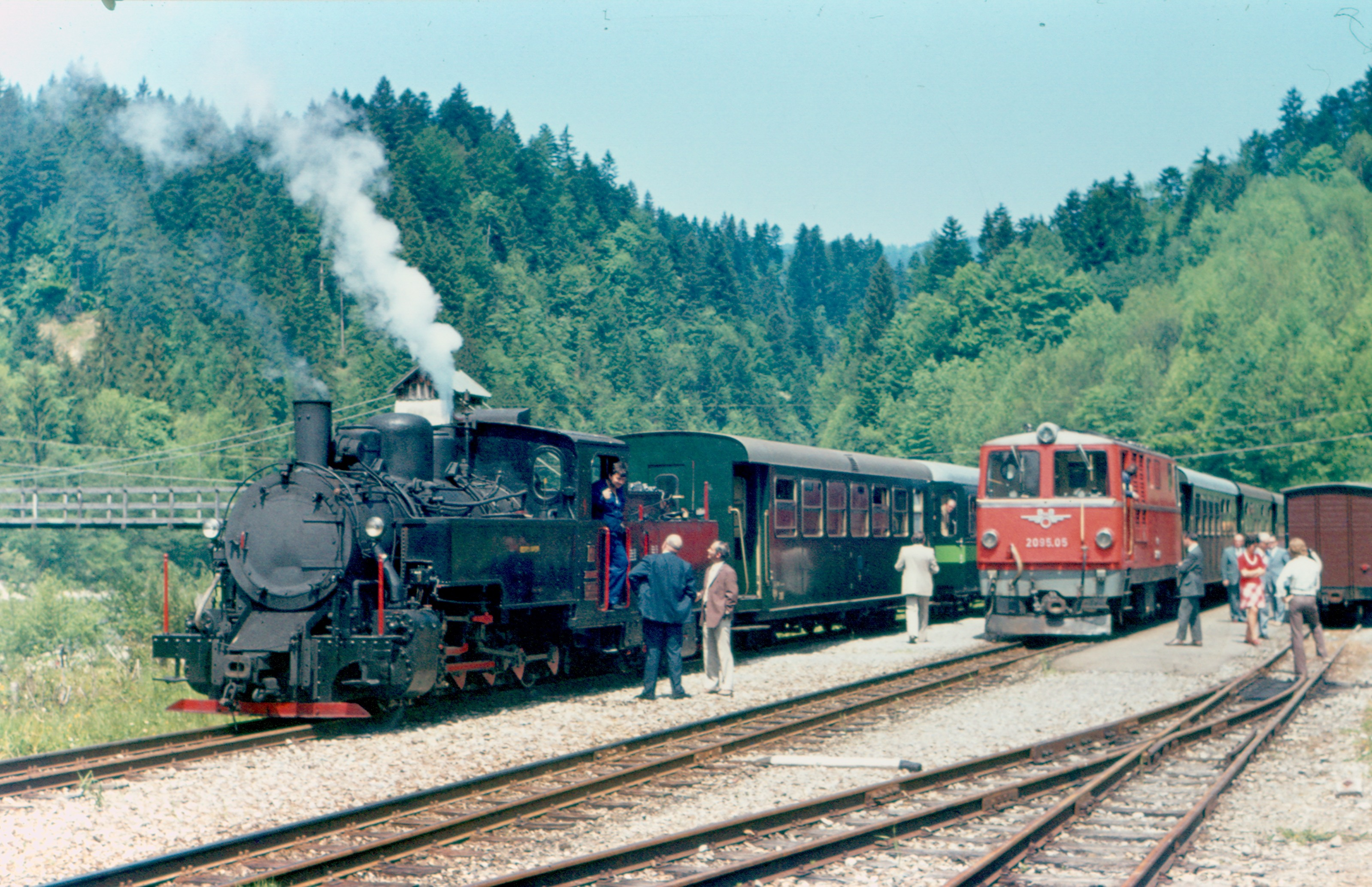
Ein Planzug überholt einen Dampfsonderzug im Bahnhof Doren-Sulzberg, 1974

Edmondsonsche Fahrkarte für die Strecke Bregenz–Egg und zurück sowie Dampfzuschlag zu zwölf Schilling, ausgegeben am 12. August 1976

Nachdem die ÖBB am 12. April 1963 die letzte betriebsfähige Dampflokomotive abgezogen hatten, kehrte der Dampfbetrieb ab dem 1. Juli 1974, zwecks Anhebung der Attraktivität, in Form zusätzlicher Dampfbummelzüge auf die Bregenzerwaldbahn zurück. An den drei bis vier wöchentlichen Betriebstagen fuhren sie dreimal täglich in beide Richtungen, über den regulären Fahrpreis hinaus musste ein spezieller Dampf-Zuschlag entrichtet werden. Sie boten mit dem Barwagen Wälderschenke, der von der Brauerei Egg bewirtschaftet wurde, zudem ein gastronomisches Angebot.
Der mit Unterstützung der Sektion Zürich der Schweizer Organisation EUROVAPOR und in Zusammenarbeit mit den ÖBB, dem Verkehrsamt der Landeshauptstadt Bregenz und dem Verkehrsverband Bregenzerwald durchgeführte Nostalgiebetrieb, zunächst nur im Sommer, ab dem 31. Dezember 1977 dann auch im Winter, war ein voller Erfolg. 1978 wurden bereits 25.250 Reisende in den Dampfzügen gezählt und 6.094 Zugkilometer erbracht, 1979 waren es schon rund 30.000 Fahrgäste. Sie brachten der Strecke, die damals bereits als akut einstellungsgefährdet galt, dringend benötigte Zusatzeinnahmen, der Betreiber begründete dies auf der Rückseite der Aufpreise wie folgt:

„Infolge der unsicheren Lage über den Weiterbestand der Bregenzerwaldbahn sieht sich EUROVAPOR gezwungen, die in den Dampfzugbetrieb investierten Summen vorzeitig zu amortisieren und diesen Zuschlag zu erheben!“

Für die Dampflokomotiven wurde auf freier Strecke, bei der ehemaligen Verladestelle Bommerngraben beim Streckenkilometer 19,7, eine provisorische Wasserstelle eingerichtet, wobei der Bommerngraben das Wasser lieferte. Dies war erforderlich, weil die Wasserstelle im Bahnhof Lingenau-Hittisau damals nicht mehr vorhanden war, der Wasservorrat aber nicht für die lange Steigung bis Egg ausreichte.
Eine weitere Besonderheit der letzten Betriebsjahre stellte der Transport von Kanus dar. Hierzu führten bestimmte Personenzüge in der Sommersaison einen oder zwei offene Güterwagen für die Beförderung der Boote ab Kennelbach mit. Zum Einstieg in den Fluss nutzten die Paddler die Stationen Doren-Sulzberg, Langenegg-Krumbach oder Lingenau-Hittisau. Zur weiteren Verbesserung der Einnahmesituation trugen die Reisezugwagen zudem ab Sommer 1978 unterhalb der Fenster Verkehrsmittelwerbung.
Die Errichtung des Kraftwerks Langenegg in den Jahren 1975 bis 1979 erforderte beim Kilometer 16,06 eine niveaugleiche Kreuzung mit dessen temporär eingerichteter Baubahn. Sie hatte die gleiche Spurweite und war mittels einer Schrankenanlage mit Lichtzeichen gegen die Bregenzerwaldbahn gesichert, während auf selbiger Überwachungssignale existierten.
1976 bediente die Bregenzerwaldbahn insgesamt 16 Stationen, die ein bis vier Kilometer voneinander entfernt waren, ihr mittlerer Abstand betrug zwei Kilometer. Eine Erreichbarkeit der Haltestellen in maximal 20 Minuten Gehzeit war damals für annähernd 23 Prozent der Bewohner des Bregenzerwaldes beziehungsweise für rund 40 Prozent der Bewohner der außerhalb von Bregenz berührten 14 Gemeinden, das heißt von Kennelbach bis Bezau, gegeben. Obwohl die Betriebsleistungen im Zeitraum 1960 bis 1974 im Wesentlichen unverändert blieben, zeigte die Nachfrageentwicklung damals eine stark rückläufige Tendenz.
So wurden 1974 auf den Stationen der Bregenzerwaldbahn um 58 Prozent weniger Fahrkarten verkauft als 1960. Erst durch eine verstärkte Werbung sowie die Einführung der Dampfsonderzüge konnte der weitere Nachfragerückgang etwas abgefangen werden. Parallel dazu zeigte damals auch die Entwicklung des Güterverkehrs auf der Bregenzerwaldbahn eine stark rückläufige Tendenz. So hatte sich die Gesamtzahl der Güterzüge, von 1072 im Jahr 1960 auf nur noch 490 im Jahr 1974, um 54 Prozent verringert. Jedoch hielten sich die in Vorkloster umgeladenen Güter mengenmäßig in derselben Größenordnung von rund 10.000 Nettotonnen.
Dieses Umladen erwies sich bis zuletzt als Hauptnachteil für den Güterverkehr auf der Strecke. Da die Betriebe des Bregenzerwaldes die Schmalspurbahn für ihren Versand kaum in Anspruch nahmen, 1974 wurden nur 162 Nettotonnen verschickt, kehrten die Güterwagen fast immer unbeladen nach Bregenz zurück.

### Unterspülung der Rotachbrücke und Hangrutschung
Am 21. April 1980 gegen 14:00 Uhr wurde der Personen- und Güterverkehr wegen der Unterspülung des südöstlichen Widerlagers der Rotachbrücke vorübergehend auf der Gesamtstrecke eingestellt. Obwohl die Beschädigung des Bauwerks vergleichsweise gering ausfiel, begannen die ÖBB daraufhin sofort mit Verhandlungen über eine dauerhafte Einstellung der Strecke. Anfang Mai 1980 wurde verlautbart, dass das Widerlager nur provisorisch repariert würde, es sollte erst das Ergebnis des Nebenbahngutachtens der Österreichischen Raumordnungskonferenz abgewartet werden.
Die Reparatur verlief deshalb nur schleppend, unter anderem weil mit den Arbeiten eine Baufirma aus dem Raum Bludenz, die zuvor hin und wieder für die ÖBB Arbeiten an der Arlbergbahn ausführte, beschäftigt war. Dies hatte zur Folge, dass die Bauarbeiter jeden Tag von Bludenz aus bis zur Einsatzstelle fahren mussten und dadurch nur maximal drei Stunden pro Tag arbeiten konnten. Erst am 10. Juni 1980 erfolgte eine Belastungsfahrt mit zwei Lokomotiven der Reihe 2095, am 16. Juni 1980 wurde der Verkehr auf der Gesamtstrecke wieder aufgenommen.
Niederschläge verursachten am 3. Juli 1980 bei Kilometer 7,45 oder 7,65 eine Hangrutschung. Dadurch war die Strecke zwischen Kennelbach und Egg unterbrochen. Nochmals wurde diese Unterbrechung beseitigt und der Verkehr am 5. Juli 1980 wieder vollständig aufgenommen.

### Einstellung des Abschnitts Kennelbach–Egg und Inselbetrieb Egg–Bezau

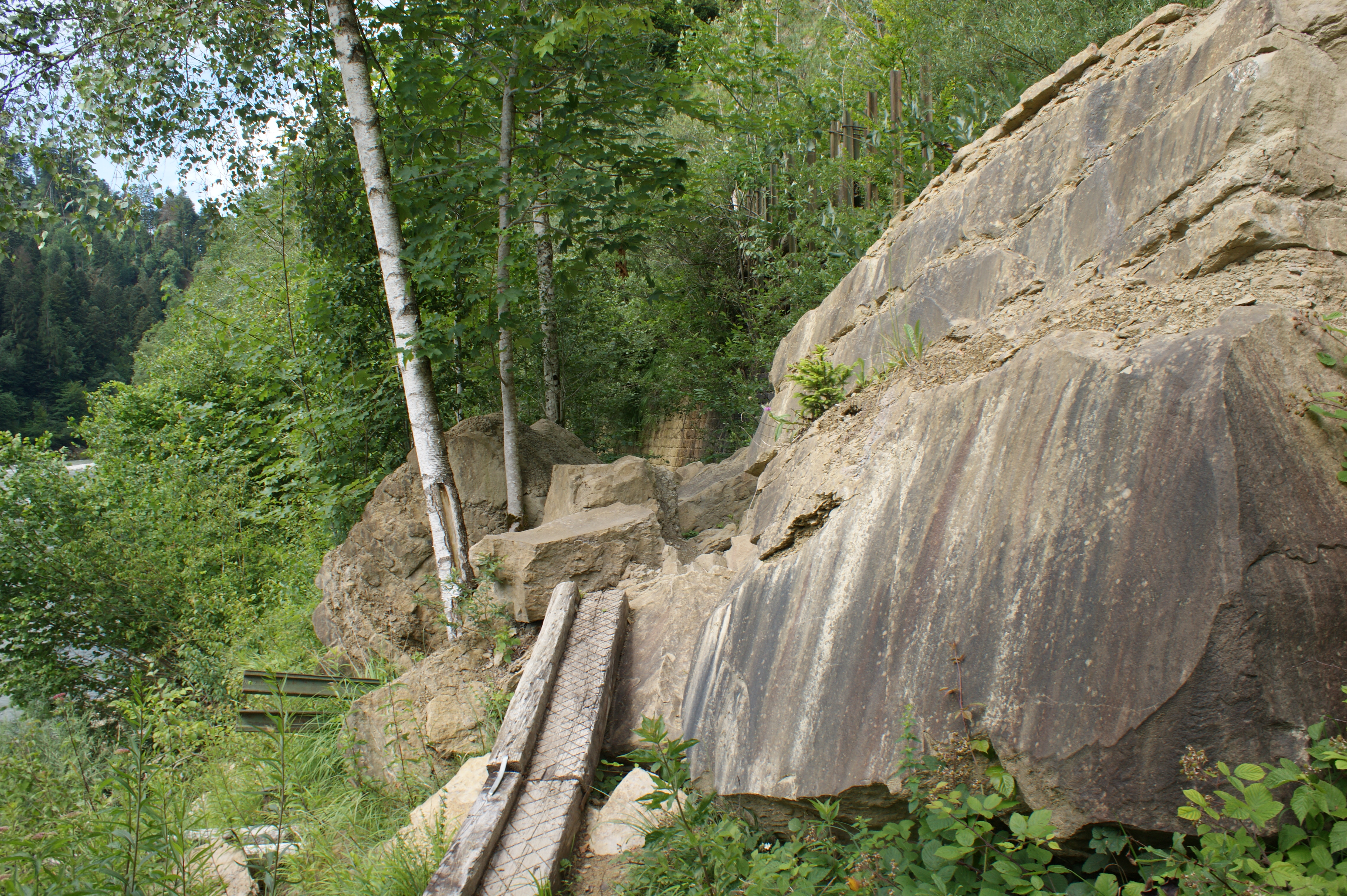
Der etwa 25 Meter lange Rest des Felsblocks, der die Strecke am 14. Juli 1980 blockierte

Am 14. Juli 1980 ereignete sich, noch vor Wiederaufnahme des Zugbetriebs, bei Kilometer 7,1 wiederum eine Hangrutschung im Ausmaß von circa 6000 bis 7000 Kubikmetern. Das größte Hindernis war hierbei ein kompakter Felsblock, der auf der Trasse lag. Insgesamt war die Strecke auf etwa 100 Metern beschädigt. Zwischen Kennelbach und Egg wurde daraufhin erneut ein Schienenersatzverkehr eingerichtet. Ein Versuch, den Felsblock als Ganzes zu sprengen, scheiterte, so dass man sich auf kleinere Absprengungen, um ein ausreichendes Lichtraumprofil für die Trasse wiederherzustellen, beschränkte. Mit den weiteren Aufräumarbeiten wurde daraufhin wieder das oben genannte Bludenzer Unternehmen beauftragt. Als es wenige Tage später zum Nachrutschen von Erdmassen kam, welche die Aufräumarbeiten bedrohten, stellten die ÖBB diese am 13. August 1980 ein und forcierten die Stilllegung der Gesamtstrecke.
Der 13. Juli 1980 war somit der letzte Tag mit durchgehendem Gesamtverkehr. Ab dem 14. Juli 1980 war die Strecke dann im Personenverkehr in die Abschnitte Bregenz–Kennelbach und Egg–Bezau geteilt, dazwischen fuhren Bahnbusse im Schienenersatzverkehr. Am meisten von der Einstellung des Schienenverkehrs betroffen waren die Bewohner des Weilers Rohrhalden, weshalb die ÖBB den dortigen Pendlern für eine Übergangsfrist von einem Jahr einen VW-Bus zur Verfügung stellten.
Der Güterverkehr endete zu diesem Zeitpunkt ganz. Der Inselbetrieb im oberen Streckenabschnitt gestaltete sich jedoch schwierig, so musste die einzige dort eingeschlossene Lokomotive, die 2095.05, unter anderem per Tankwagen mit Treibstoff versorgt werden. Mit ihr eingeschlossen waren vier Personenwagen sowie etwa 20 Güterwagen.

### Einstellung des Abschnitts Egg–Bezau
Im September 1980 präsentierten die ÖBB ein Gutachten, welches eine massive Gefährdung der Bahnstrecke im Bersbucher Wald im Bereich der Streckenkilometer 28,58 bis 28,615 und 29,0 bis 29,12 aufgrund der Gesteinsbeschaffenheit des dort von der Bahn gequerten Steilhanges feststellte. Da der Verkehr auf der nur wenige Meter unterhalb und parallel zur Bahntrasse geführten Bregenzerwaldstraße aber trotz dieser genannten Gefahren uneingeschränkt weiterlief, dürfte das Gutachten parteiisch im Sinne der ÖBB abgefasst worden sein.
Aufgrund dessen musste auch der Betrieb zwischen Egg und Bezau aufgegeben werden. Der letzte Planzug auf diesem Abschnitt war der Personenzug 5902 am 20. Oktober 1980 von Bezau nach Egg zwischen 8:00 und 8:30 Uhr. Die Rückführung des Zuges nach Bezau erfolgte als Leerfahrt. Anfang November 1980 wurden die dort eingeschlossenen Fahrbetriebsmittel schließlich auf einem Culemeyer-Straßenroller abtransportiert und in Kennelbach, mittels einer eigens hierfür eingerichteten provisorischen Betriebsmittelüberladerampe, wieder aufgegleist.

### Restbetrieb Bregenz–Kennelbach und Schienenersatzverkehr Kennelbach–Bezau
Ab dem 21. Oktober 1980 fuhren somit nur noch zwischen Bregenz und Kennelbach Züge, wofür eine Zuggarnitur ausreichte, im Anschluss daran zwischen Kennelbach und Bezau wiederum Bahnbusse im Schienenersatzverkehr. Die dadurch betrieblich notwendigen, zusätzlichen Leerpersonenzüge zwischen Bregenz und Kennelbach beziehungsweise Kennelbach und Bregenz waren für Fahrgäste freigegeben, aber nur auf den in den Stationen aushängenden Fahrplänen aufgeführt. Da die Österreichische Post damals alleinige Konzessionsträgerin für den Buslinienverkehr im Bregenzerwald war, hatte sie diesbezüglich eine Monopolstellung. Die Postbusse fungierten vor allem als Zubringer zu den Stationen der Bregenzerwaldbahn. Sie fuhren jedoch sehr unregelmäßig, das Hauptaugenmerk richtete sich auf Kurse, welche morgens und abends fuhren. Aufgrund dieser konzessionsrechtlichen Gründe war die Benutzung der ÖBB-Ersatzbusse für die Fahrgäste umständlich. Abgesehen vom Umsteigezwang in Kennelbach durften diese nicht die vorhandenen Postbushaltestellen anfahren. In Egg beispielsweise musste der Ersatzverkehr deshalb immer zum Bahnhof fahren, obwohl dieser ungünstiger als die Haltestelle der Post in der Ortsmitte lag. Am 11. April 1981 führte schließlich auch der EUROVAPOR-Dampfzug eine letzte Abschiedsfahrt zwischen Bregenz und Kennelbach durch.
Am 25. Juli 1981 fand eine Demonstration für den Erhalt der Bahn statt. Bei dieser wurde ein Bus des Schienenersatzverkehrs gestoppt und dem als Fahrgast mitreisenden Handelsminister Josef Staribacher eine Petition übergeben. Parallel dazu lief eine Unterschriftensammlung, bei der 25.000 Bürger unterschrieben. Letztlich blieben die Aktionen jedoch ohne Erfolg. Verkehrsminister Karl Lausecker reagierte auf die Proteste und führte aus, „dass die Bahn, als sie noch gefahren ist, von den Bürgern des Bregenzerwaldes und den Besuchern der Region so unzureichend genutzt wurde, dass sie den ÖBB einen Verlust von 43 Millionen Schilling jährlich bescherte“. Es war aus seiner Sicht nicht verantwortbar, dass diese Summe alljährlich vom Steuerzahler aufgebracht werden sollte, also auch von jenen Personen, die weder an der Bahn wohnten noch sie benutzen. 43 Millionen Schilling im Jahr 1980 entsprechen unter Berücksichtigung der Inflation etwa 10,4 Millionen Euro im Jahr 2023.
Nach einer anderen Quelle betrug der jährliche Abgang vor der teilweisen Betriebseinstellung im Jahr 1980 42 Millionen Schilling. Die Instandsetzung der Trasse im unmittelbaren Rutschungsbereich wurde damals mit 200 Millionen Schilling und die grundlegende Sanierung der Bahnanlage mit 700 Millionen bis 1,2 Milliarden Schilling geschätzt. Trotzdem begannen die Österreichischen Bundesbahnen bereits im August 1981 damit, Fahrzeuge der Bregenzerwaldbahnen zu anderen Schmalspurbahnen abzutransportieren.
Tatsächlich benutzten in den letzten Betriebsjahren jährlich rund 300.000 Fahrgäste die regulären Züge der Bregenzerwaldbahn, während das Güterverkehrsaufkommen lediglich 10.000 Tonnen pro Jahr betrug.
Zudem verschütteten am 22. Oktober 1981 schließlich auch noch im Bereich der Streckenkilometer 12,7 bis 12,8 unterhalb der Nellenburg rund 30.000 Kubikmeter Erdmassen samt Bestockung die Trasse vollständig. Das Gleis wurde dadurch von der Strecke – teils bis in den Fluss – verschoben. Durch diesen Murenabgang, der vom Volumen her der mit Abstand größte Niedergang von Erd- und Gesteinsmassen in der Geschichte der Bregenzerwaldbahn war, sank laut Bundesbahndirektion Innsbruck die Chance auf eine Wiederinbetriebnahme stark.
Allerdings waren zu diesem Zeitpunkt auch sämtliche Erhaltungsarbeiten, wie zum Beispiel das Räumen der Entwässerungsgräben, eingestellt worden. Erst im Laufe des Jahres 1982 erklärte sich die Vorarlberger Landesregierung dazu bereit, 20 Prozent zur Sanierung der Strecke beizutragen, zu diesem Zeitpunkt hatten die ÖBB aber kein Interesse mehr an einem Weiterbetrieb.

### Einstellung des Restbetriebs Bregenz–Kennelbach
Am 9. Jänner 1983 endete schließlich auch der, mit der Lokomotive 2091.01 durchgeführte, Pendelverkehr zwischen Bregenz und Kennelbach. Letzter planmäßiger Zug der Bregenzerwaldbahn mit Fahrgästen war der Regionalzug 5916 von Kennelbach nach Bregenz, dessen Garnitur anschließend als Leerpersonenzug 36447 nach Vorkloster überstellt wurde. Ursächlich hierfür waren Kanalarbeiten im Bereich des Bahnhofs Bregenz, diese sollten sechs Wochen andauern. Doch wurde der reguläre Schmalspurverkehr nach deren Beendigung nie mehr aufgenommen, die an der Baustelle entfernten Gleise wurden nicht mehr eingesetzt.
Am 12. September 1983 wurden die Lokomotive 2091.01 und der Klima-Schneepflug, als letzte verbliebene Fahrzeuge der Bregenzerwaldbahn, nach St. Pölten abtransportiert. Nachdem der Bregenzer Bahnhof für Schmalspurfahrzeuge aufgrund der vorangegangenen Bauarbeiten nicht mehr erreichbar war, erfolgte dies in Vorkloster und wiederum mit Hilfe einer provisorischen Betriebsmittelüberladerampe.

### Umwandlung des Schienenersatzverkehrs in einen regulären Busverkehr

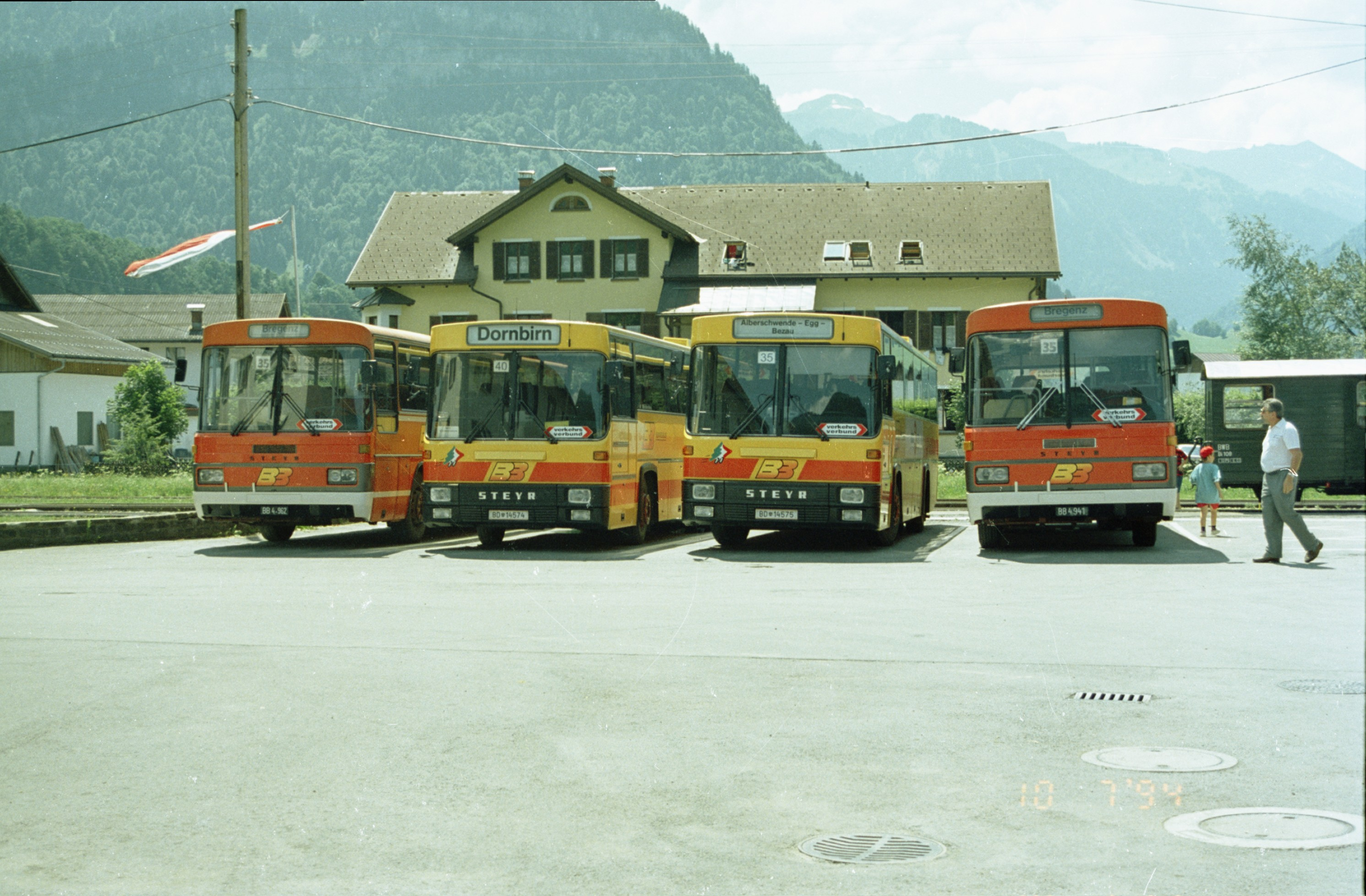
1994: Bundesbusse vor dem Bahnhof Bezau, im Hintergrund ein Zug der Museumsbahn

Mit Beginn des Sommerfahrplans am 3. Juni 1984 war die Bregenzerwaldbahn nicht mehr im Eisenbahn-Kursbuch aufgeführt. Ursächlich hierfür war die sogenannte Verkehrslösung Bregenzerwald, ein über zwei Jahre erarbeitetes neues Buslinienkonzept mit Taktfahrplan, das zeitgleich eingeführt wurde. Der Schienenersatzverkehr zwischen Bregenz und Bezau ging somit in einen regulären Busverkehr über, damit war auch der Bahntarif nach Bezau obsolet. Gleichzeitig kam es zu einer Stärkung des Postlinienverkehrs, da die ÖBB Zahlungen für den Busverkehr im Bregenzerwald zu leisten hatten und dadurch mehr Fahrzeuge eingesetzt werden konnten.
Außerdem verkürzte sich die Reisezeit von zuletzt einer Stunde und 25 Minuten beim durchgehenden Zugverkehr auf 63 Minuten beim durchgehenden Busverkehr. 1994 wurde die Verkehrslösung Bregenzerwald schließlich durch den Landbus Bregenzerwald abgelöst. Wiederholt gab es 1984 Protestmärsche gegen die Einstellung der Bahn und zudem erste Forderungen nach einer Museumsbahn.

### Juristische Einstellung und Gleisabbau

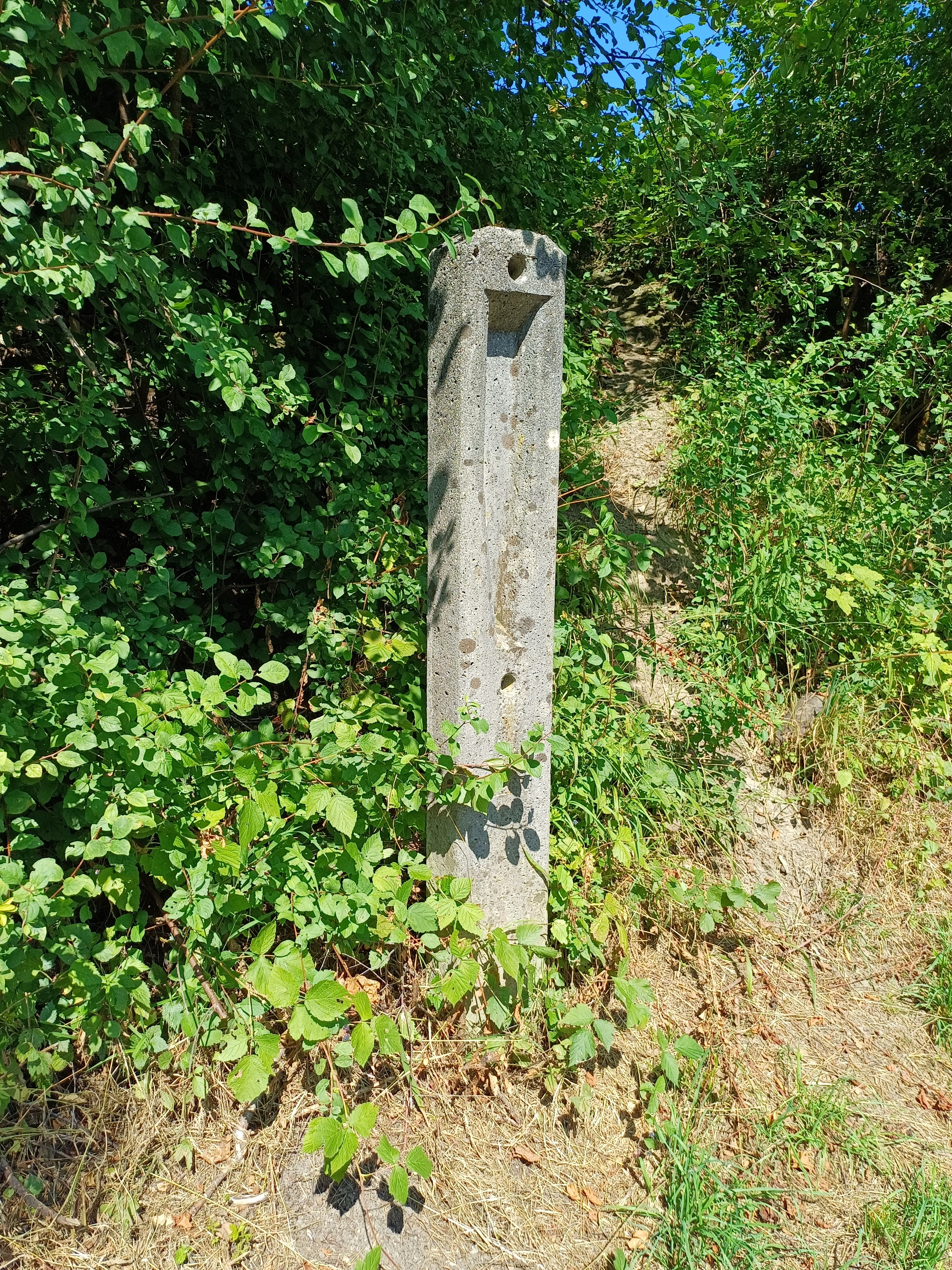
Ehemaliger Betonsockel eines hölzernen Telefonmasten beim Pfisterbachviadukt

Mit Ermächtigung des Bundesministers für Verkehr erteilte der Vorarlberger Landeshauptmann Herbert Keßler, vertreten durch seinen Landesstatthalter Siegfried Gasser, den ÖBB am 29. Jänner 1985 die eisenbahnrechtliche Bewilligung für die dauernde Einstellung des Gesamtverkehrs auf der Strecke Bregenz–Bezau. Nur der normalspurige Anschlussbahnbetrieb zwischen Bregenz und Vorkloster blieb noch erhalten. Nachdem die Schoeller GmbH & Co. KG 1995 einen Großteil der Produktion nach Tschechien verlagerte und 2003 ihren Betrieb in Bregenz völlig einstellte, erübrigte sich auch dieser.
Im Bersbucher Wald wurde bereits am 22. Oktober 1984, das heißt noch vor Einstellung der Strecke, damit begonnen, die Bahntrasse zugunsten der Verbreiterung der Bregenzerwaldstraße zu entfernen. In Bregenz, Kennelbach, Egg und Schwarzenberg wurden die Schranken der Bahnübergänge entfernt und die Gleise überteert. Darüber hinaus wurde erst 1988 mit der Abtragung der Gleise im Achtal begonnen, zuerst zwischen der Weißachbrücke und Langenegg-Krumbach. 1989 wurden die Gleise durch Andelsbuch entfernt, 1992 schließlich auch diejenigen zwischen Egg und Andelsbuch, um dort einen Radweg einrichten zu können. Die allerletzten Gleise wurden 1997 zwischen Doren-Sulzberg und dem Rotachtunnel abgebaut.
Die ÖBB zahlten der Regionalplanungsgemeinschaft Bregenzerwald als Entschädigung für die Einstellung des Bahnbetriebs 60 Millionen Schilling, waren damit aber gleichzeitig von der Pflicht zum Abbau der nun ungenutzten Bahnanlagen befreit worden. Im Gegenzug fungiert die Regionalplanungsgemeinschaft Bregenzerwald seither als Grundstücksverwalter der ehemaligen Bahnliegenschaften.
Das Land und die betroffenen Gemeinden gaben ihre Zustimmung zur dauernden Einstellung des Schienenverkehrs nur unter der Voraussetzung, dass, neben der Sicherung des Nachfolgeverkehrs, sowohl auf dem Personen- als auch auf dem Güterverkehrsektor und infrastruktureller Maßnahmen auch die Trassengrundstücke der Bregenzerwaldbahn gemäß Eisenbahnbuch, soweit sie für Bundeszwecke entbehrlich, dem Land Vorarlberg ohne Entgelt übertragen werden. Die Übertragung der Trasse sollte an das Land und nicht direkt an die jeweiligen Gemeinden, in denen die Grundstücke liegen, erfolgen, weil die im Zusammenhang mit der dauernden Verkehrseinstellung von der Eisenbahnbehörde allenfalls zu verfügenden Abtragungs- beziehungsweise Sanierungsmaßnahmen der Bahnanlagen zu Lasten des Landes gehen sollten. Der Verkehrswert der an das Land zu übertragenden Trasse samt Bauwerken wurde vom Bundesministerium für Finanzen damals mit 30 Millionen Schilling ermittelt. Die Kosten der vom Land zu übernehmenden Abtragungs- und Sanierungsmaßnahmen wurden seinerzeit mit 14 Millionen Schilling geschätzt.
Ausgenommen von der allgemeinen Regelung waren die Bahngrundstücke in den Bereichen Bersbuch, Bersbucher Wald und Bühel. Diese wurden schon Anfang der 1980er Jahre, das heißt bald nach der Unterbrechung des durchgehenden Bahnbetriebs, als Grundreserve für den Straßenausbau an die Bundesstraßenverwaltung überschrieben.

### Einrichtung einer Museumsbahn

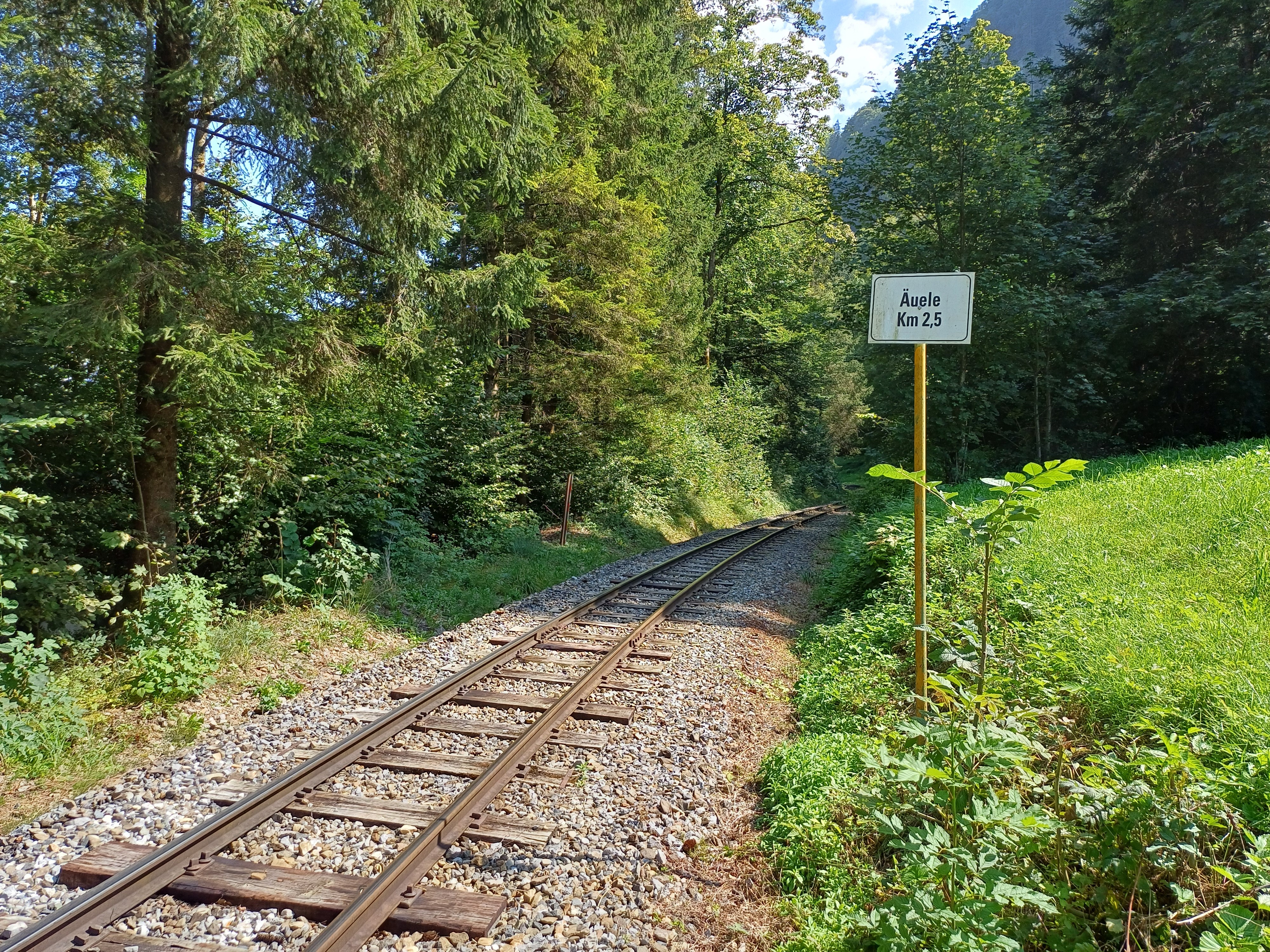
Hektometertafel 2,5 der Museumsbahn, die den Bahnhof Bezau als ihren Nullkilometer definierte, im Streckenabschnitt Äuele

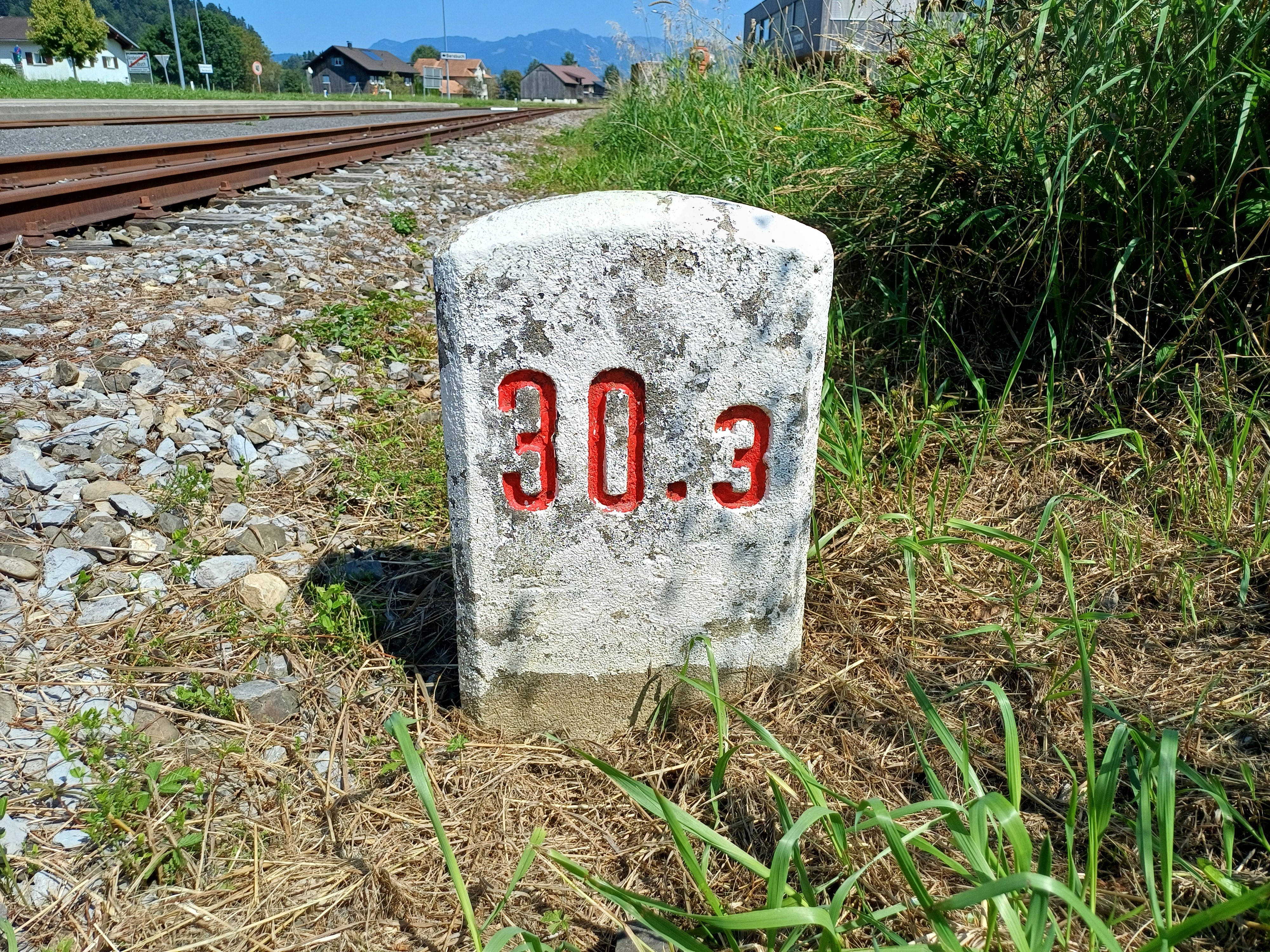
Erhaltener historischer Hektometerstein im Bahnhof Schwarzenberg

Am 29. November 1985 wurde in Bezau der Bregenzerwaldbahn-Museumsbahn Verein mit Sitz ebendort gegründet, um die Strecke zumindest teilweise im Museumsbetrieb weiter zu befahren. Er verwendet dabei ebenfalls die Abkürzung BWB der 1932 aufgelösten Aktiengesellschaft.
Bereits 1985 unternahm man mit primitivem Rollmaterial erste Publikumsfahrten, die jedoch nicht genehmigt waren und deshalb alsbald behördlich verboten und auch mit Strafmandaten belegt wurden. Der offizielle Museumsbetrieb begann zunächst ab dem 26. September 1987 zwischen Schwarzenberg und Bezau. In Schwarzenberg konnten jedoch zunächst keine Lokomotiven umgesetzt werden, da der dortige Bahnhof wegen der zugeteerten Eisenbahnkreuzung mit der Bregenzerwaldstraße nicht mehr nutzbar war.
Erst infolge eines Vertrags mit der Landesstraßenverwaltung über die nötige Querung der Bundesstraße durfte die Museumsbahn das dortige Gleis am 24. April 1989 wieder freilegen. Zum 13. Mai 1989 konnten somit auch der Bahnhof Schwarzenberg selbst sowie das Teilstück Bersbuch–Schwarzenberg reaktiviert werden, wobei in Bersbuch wiederum keine Umsetzmöglichkeit bestand. Damit erreichte die Museumsbahn ihre maximale Länge von 6,03 Kilometern und beförderte 1989 bereits 29.600 Fahrgäste.
Obwohl die Bregenzerwald-Museumsbahn zu den kürzesten Museumsbahnen Österreichs zählt, ist sie gemessen an den Fahrgastzahlen die erfolgreichste, Stand 2013 wurden jährlich um die 50.000 Fahrkarten verkauft. Seit 1995 verkehrt sie auch im Winter, seit 1996 bietet sie – in Tradition der EUROVAPOR-Züge – auch wieder ein gastronomisches Angebot unter der Bezeichnung Wälderschenke an. Die Traktion der Museumszüge, die anfangs nur mit Diesellokomotiven erfolgte, wird seit 1990 auch mit Dampflokomotiven durchgeführt. Der Museumsbahnverein ist ferner Mitglied im Verband Österreichischer Museums- und Touristikbahnen (ÖMT). Die Museumsbahn drehte außerdem die Streckenkilometrierung, das heißt neuer Nullkilometer ist seither Bezau. Die alten Hektometersteine blieben dennoch auch im oberen Streckenabschnitt weitgehend erhalten.

Logo der Bregenzerwald-Museumsbahn
Museumsbahn-Fahrkarte aus der Saison 1990, als noch bis Bersbuch gefahren werden konnte

### Hochwasserschäden 1999

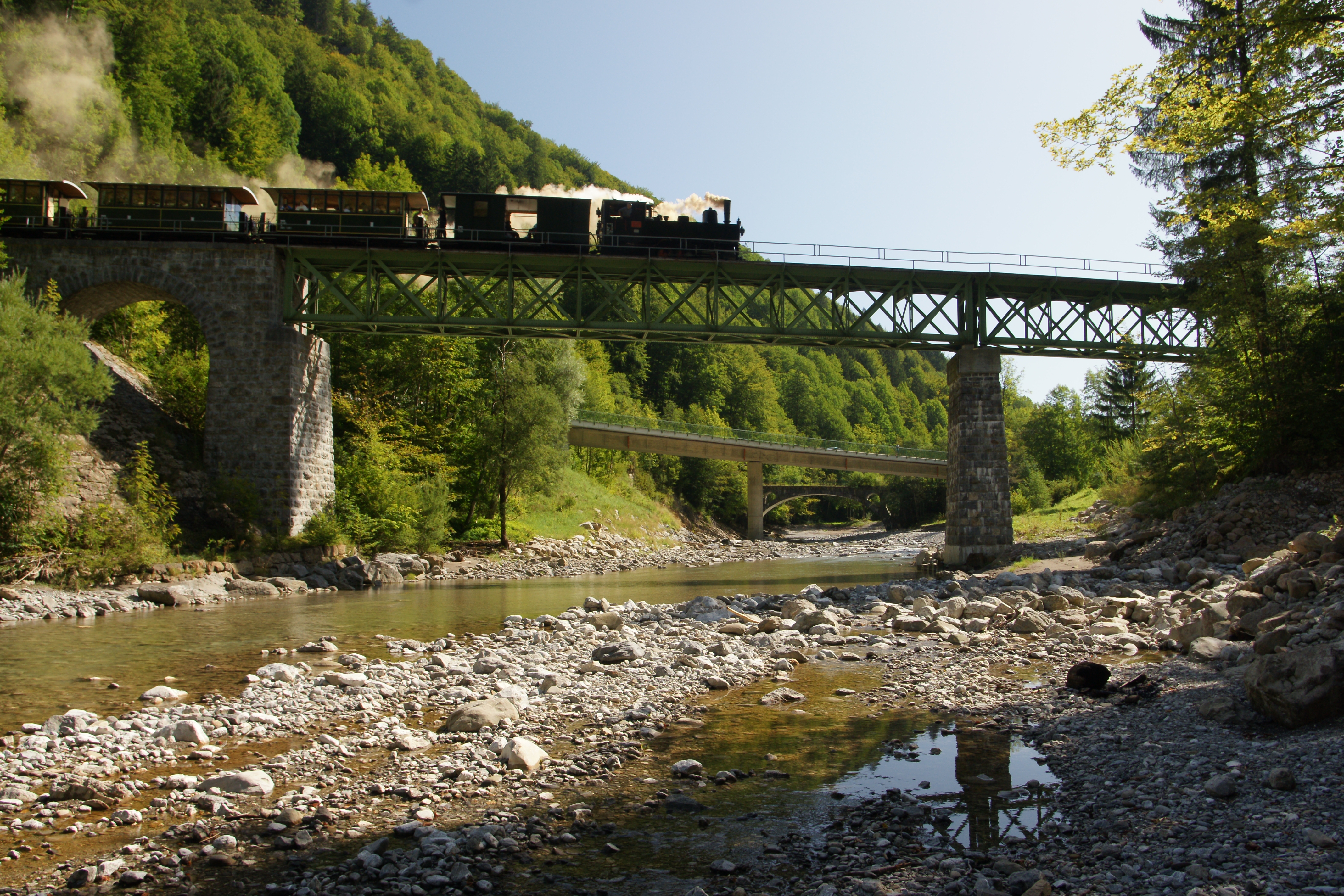
Dampfzug nach Bezau auf der Sporeneggbrücke; dahinter die neue und die alte – zwischen 2015 und 2017 abgerissene – Brücke der Bregenzerwaldstraße, aufgenommen 2009.

Das Pfingsthochwasser 1999 brachte die Sporeneggbrücke am 22. Mai 1999 großteils zum Einsturz. Bis zu 390 m³/s, mehr als das Zehnfache des um diese Jahreszeit Üblichen und der Höchstwert seit 1951, dem Beginn der vorliegenden Aufzeichnung, flossen an der flussaufwärts von Bezau gelegenen Pegelstation Mellau talwärts. Es folgte ein Neubau des unterspülten und eingestürzten südlichen Pfeilers, der diesmal mit einem Betonkern und mit Steinen des beschädigten, südlichen Widerlagers verkleidet, ausgeführt wurde. Der mit dem südseitigen Ende in den Fluss gestürzte Fachwerkträger konnte aufgearbeitet und wieder aufgesetzt werden.
Da die Bregenzer Ach ihr Flussbett beim Pfingsthochwasser nach Süden aufweitete, war ein in Richtung Bezau versetzter, ebenfalls nun mit einem Betonkern gefertigter Neubau des südlichen Widerlagers erforderlich. Anstatt des eingestürzten, acht Meter langen Gewölbebogens wurde ein zweiter, dem Original nachempfundener, 20,80 Meter langer Fachwerkträger in der Schweiz neu angefertigt und als Ganzes antransportiert. Im Mai 2000 konnte das, nun 68,0 Meter lange, Bauwerk, dessen Wiederaufbau über sieben Millionen Schilling kostete, wiedereröffnet werden.
Im Jahr 2000 kostete eine Erwachsenenfahrt von Bezau nach Schwarzenberg und zurück 60 Schilling bei Dieselbetrieb und 80 Schilling bei Dampfbetrieb.

### Weitere Verkürzung der Strecke

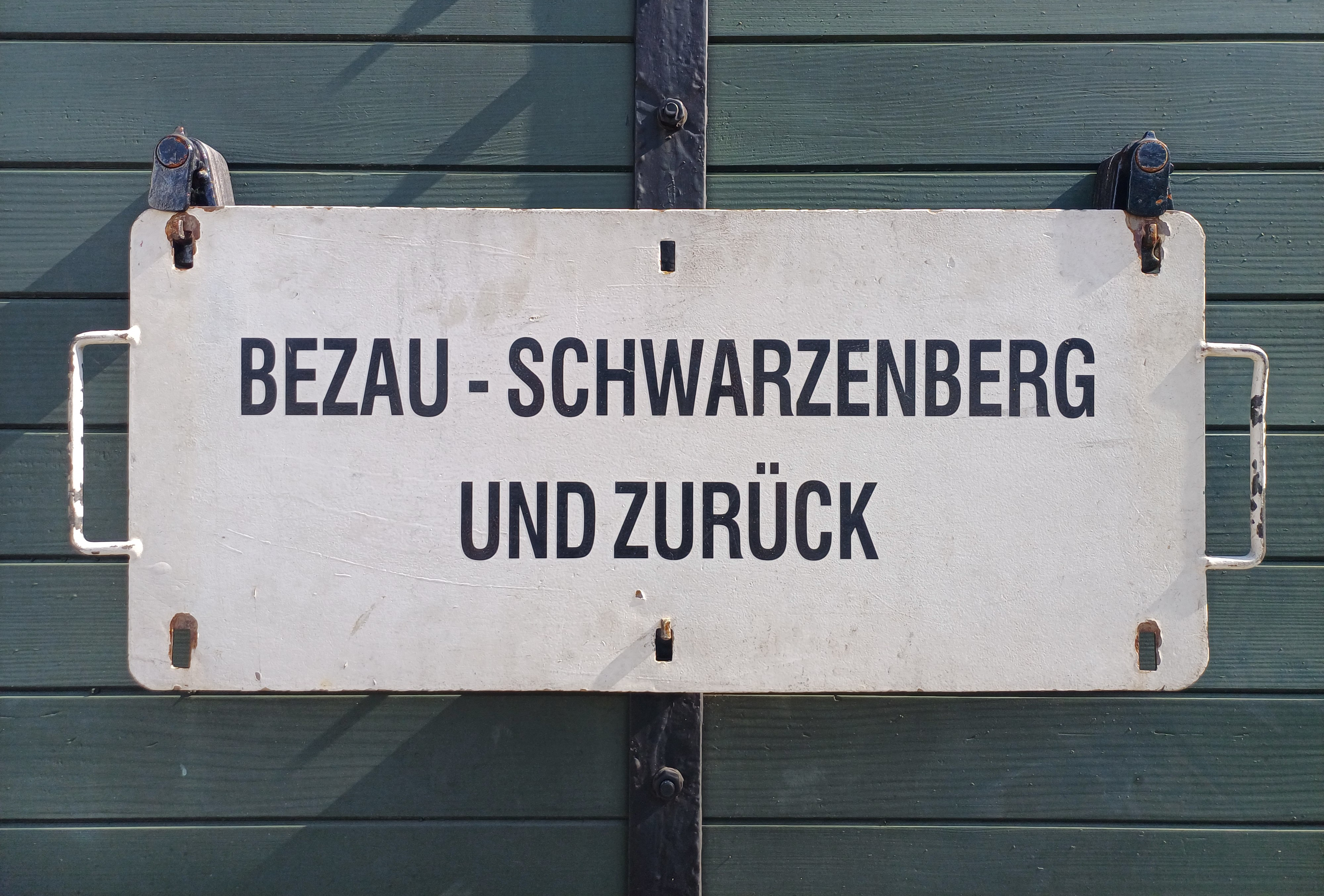
Zuglaufschild der Museumsbahn, 2024

Obwohl zeitweise eine Ausdehnung des Museumsbetriebs auf den Abschnitt Egg–Bersbuch oder zumindest Andelsbuch–Bersbuch geplant war, trat ab dem 3. Oktober 2004 genau der gegenteilige Fall ein. Nachdem das Land Vorarlberg 2003 den Pachtvertrag mit der Museumsbahn über den Abschnitt Bersbuch–Schwarzenberg fristgerecht zum Jahresende 2004 gekündigt hatte, um die schon länger geplante L-200-Umfahrung von Bersbuch bauen zu können, musste sich der Verein von diesem zurückziehen. Dadurch verkürzte sich die Strecke um weitere 1,2 Kilometer.

### Hochwasserschäden 2005
Das Alpenhochwasser im August 2005 übertraf mit 450 m³/s am Pegel Mellau den Wert von 1999 noch. Es fügte der Strecke Schäden durch Unterspülung des Gleiskörpers und Überschwemmung des Bezauer Bahnhofes zu; diese konnten jedoch innerhalb weniger Wochen behoben werden.
Da die Bregenzer Ach ihr Bett diesmal an der Brücke bei Reuthe aufweitete, musste der Fachwerkträger nach dem Hochwasser vorübergehend abgebaut und die ursprünglich 31,32 Meter lange Brücke um einen zusätzlichen Pfeiler mit einer weiteren, aus Beton gefertigten Öffnung um etwas mehr als sechs Meter nach Osten verlängert werden.

### Gründung der Bregenzerwaldbahn-Museumsbahn Betriebsgesellschaft
Am 17. Jänner 2014 gründeten die Museumseisenbahner die Bregenzerwaldbahn-Museumsbahn Betriebsgesellschaft mbH mit Sitz in Bezau. Diese ist seither als Eisenbahnverkehrsunternehmen für die Abwicklung des Fahrbetriebs und von Veranstaltungen zuständig. Sie entlastet damit den Verein von organisatorischen Alltagsgeschäften und mietet dafür die Eisenbahninfrastruktur aus dem Besitz des Vereins an. Der Verein selbst ist weiterhin gemeinnützig und bleibt im Besitz der Fahrbetriebsmittel.

## Fahrbetriebsmittel

### Regelbetrieb

#### Triebfahrzeuge

Die für die Bregenzerwaldbahn gebaute Maschine U 25, zum Zeitpunkt der Ablieferung befindet sich diese noch im Fotografieranstrich

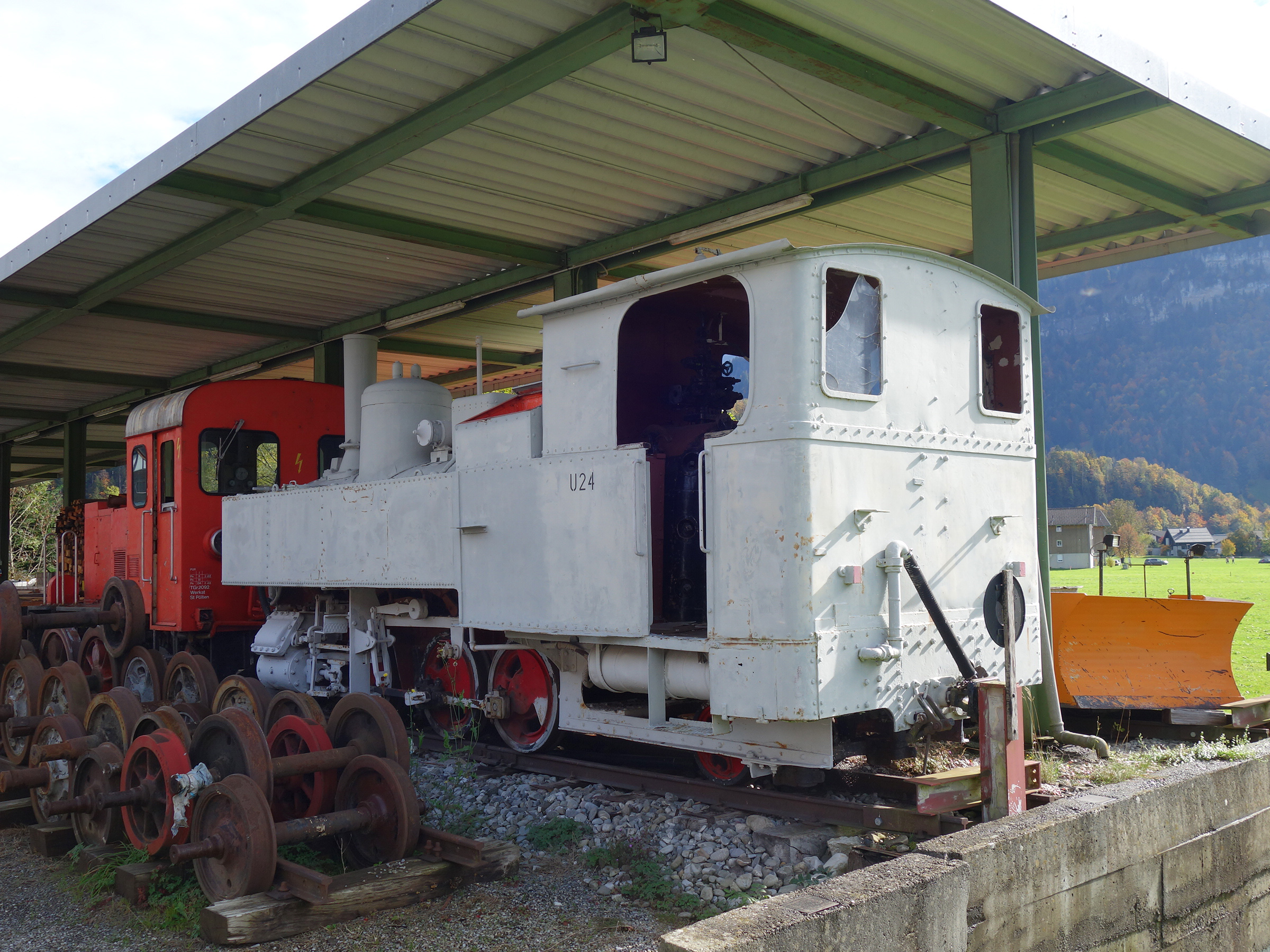
Die ehemalige Bregenzer Denkmallokomotive U24 in Bezau, dahinter die Verschublokomotive 2092.01

Die auf der Strecke eingesetzten Fahrzeuge befanden sich von Beginn an im Besitz der k.k. Staatsbahnen, die BWB selbst besaß als reines Eisenbahninfrastrukturunternehmen kein eigenes Rollmaterial. Zur Eröffnung standen drei Dampflokomotiven der andernorts seit 1894 bewährten Reihe U zur Verfügung, dies waren die Maschinen U 23, U 24 und U 25. 1903 folgte mit der U 27 eine vierte und 1907 mit der U 36 nochmals eine fünfte Lokomotive dieser Serie.
Während des Ersten Weltkrieges wurden drei Lokomotiven zum Kriegsdienst an die k.u.k. Heeresfeldbahn abgegeben, die sie unter anderem auf der Steinbeisbahn einsetzte. Ersatzweise kamen Maschinen der Reihen Uv, Bh und Uh nach Bregenz. Die U 26 kehrte nicht mehr zurück, sie wurde 1918 als Reparationszahlung in die Sowjetunion abgegeben.
Nach dem Zweiten Weltkrieg verblieben ferner einige ehemalige Heeresfeldbahnlokomotiven im Stand der Zugförderungsstelle Bregenz. Letztlich fuhr die U 24 bis 1950 auf der Bregenzerwaldbahn, die U 25 bis 1938, die U 27 war bis 1937 auf der Strecke im Einsatz und wurde 1973 verschrottet.
1937 lösten vier dieselelektrische Gepäcktriebwagen der Reihe 2041/s, die Maschinen 2041.04/s, 2041.05/s, 2041.06/s und 2041.07/s, später als 2091.04–2091.07 bezeichnet, nach und nach die bisherigen Dampflokomotiven ab, um die Traktion wirtschaftlicher zu gestalten. Aufgrund ihrer vergleichsweise schwachen Leistung konnten die neuen Maschinen damals jedoch noch nicht den Gesamtverkehr übernehmen. Im Zweiten Weltkrieg kamen wegen Dieselmangels wiederum nur Dampflokomotiven zum Einsatz, bis die – zur Sicherheit an Bahnhöfen im Achtal versteckten – Gepäcktriebwagen nach Kriegsende reaktiviert werden konnten.
Am 14. März 1960 kam die erste Diesellokomotive der damals neu beschafften dieselhydraulischen Reihe 2095, die 2095.01, zur Bregenzerwaldbahn. Diese war zwar nur bis zum 28. September 1961 auf der Strecke im Einsatz, doch wurden am 11. Mai 1961 die 2095.04, am 30. August 1961 die 2095.05, am 6. Dezember 1961 die 2095.06 und am 12. Oktober 1962 die 2095.07 angeliefert. Mit ihnen konnten der Gesamtverkehr auf Dieselbetrieb umgestellt und, durch gleichzeitige Anhebung der Streckenhöchstgeschwindigkeit, signifikante Reisezeitverkürzungen erreicht werden. Vom 1. September 1962 bis zum 20. Oktober 1962 war außerdem die 2095.11 im Bregenzerwald eingesetzt. Die leistungsstarken Maschinen trugen bis zur Streckenstilllegung die Hauptlast des Verkehrs, ergänzt um die Verschublokomotive 2092.01.
EUROVAPOR wiederum nahm den Dampfbetrieb mit der von der Zillertalbahn AG geliehenen Dampflokomotive ZB04 auf. Sie kam am 6. April 1974 nach Bregenz und wurde in ihrem neuen Einsatzgebiet später „Wälderblitz“ genannt. Am 2. Oktober 1978 folgte als Ergänzung die 699.01, die vom Verein Club 760 angemietet wurde. Auf dem steilsten Abschnitt mussten die Dampfzüge dabei teilweise von der Reihe 2092 nachgeschoben werden.
Als Bahndienstfahrzeug existierte die gelb lackierte Motordraisine X 602.9072 mit geschlossenem Wagenkasten, im örtlichen Dialekt Bahnteifl für Bahnteufel genannt.

#### Personenwagen

Skizze eines Achtfenster-Wagens aus der Anfangszeit, noch im Originalzustand

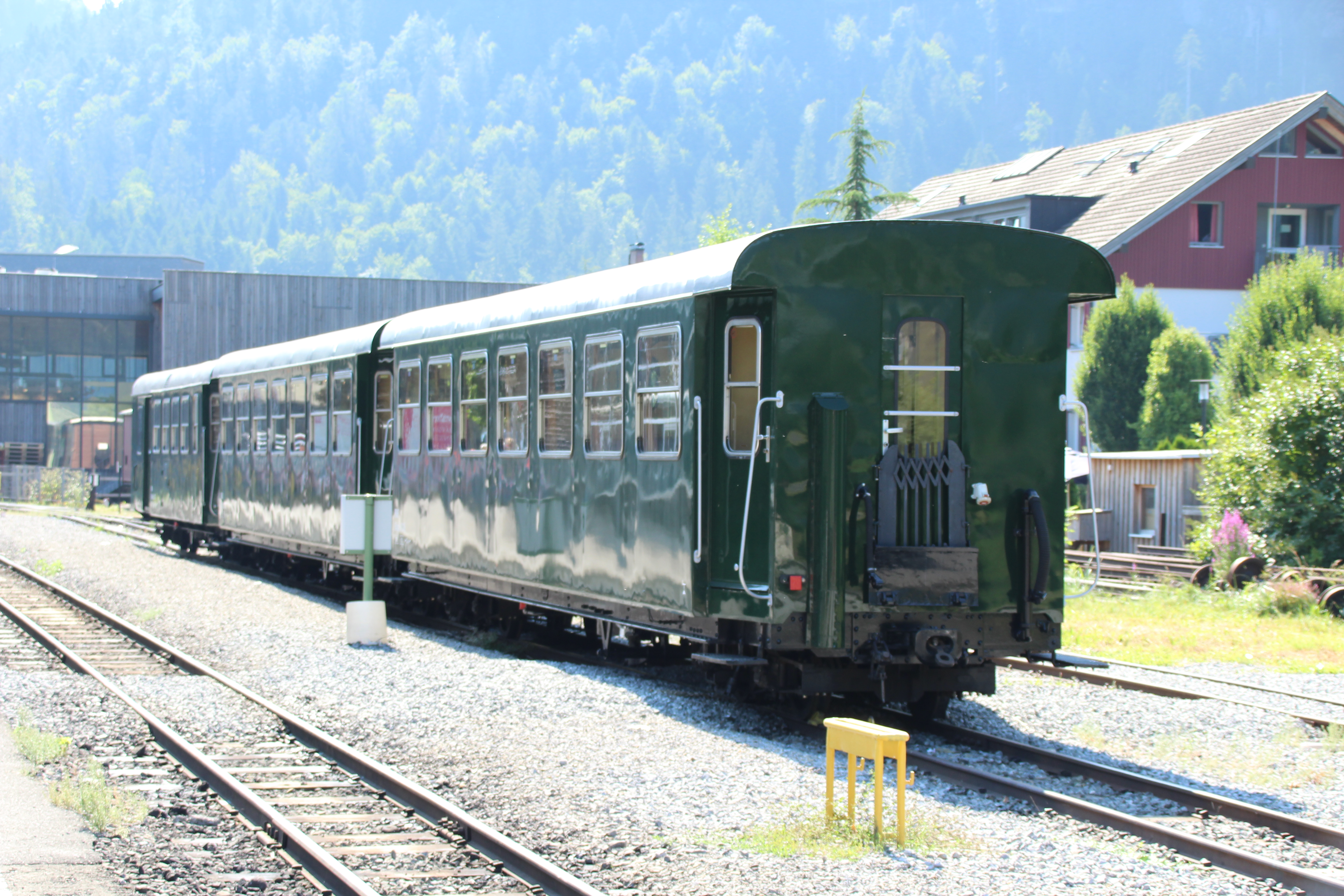
Vierachsige Spantenwagen aus den 1960er Jahren, heute im Bestand der Museumsbahn

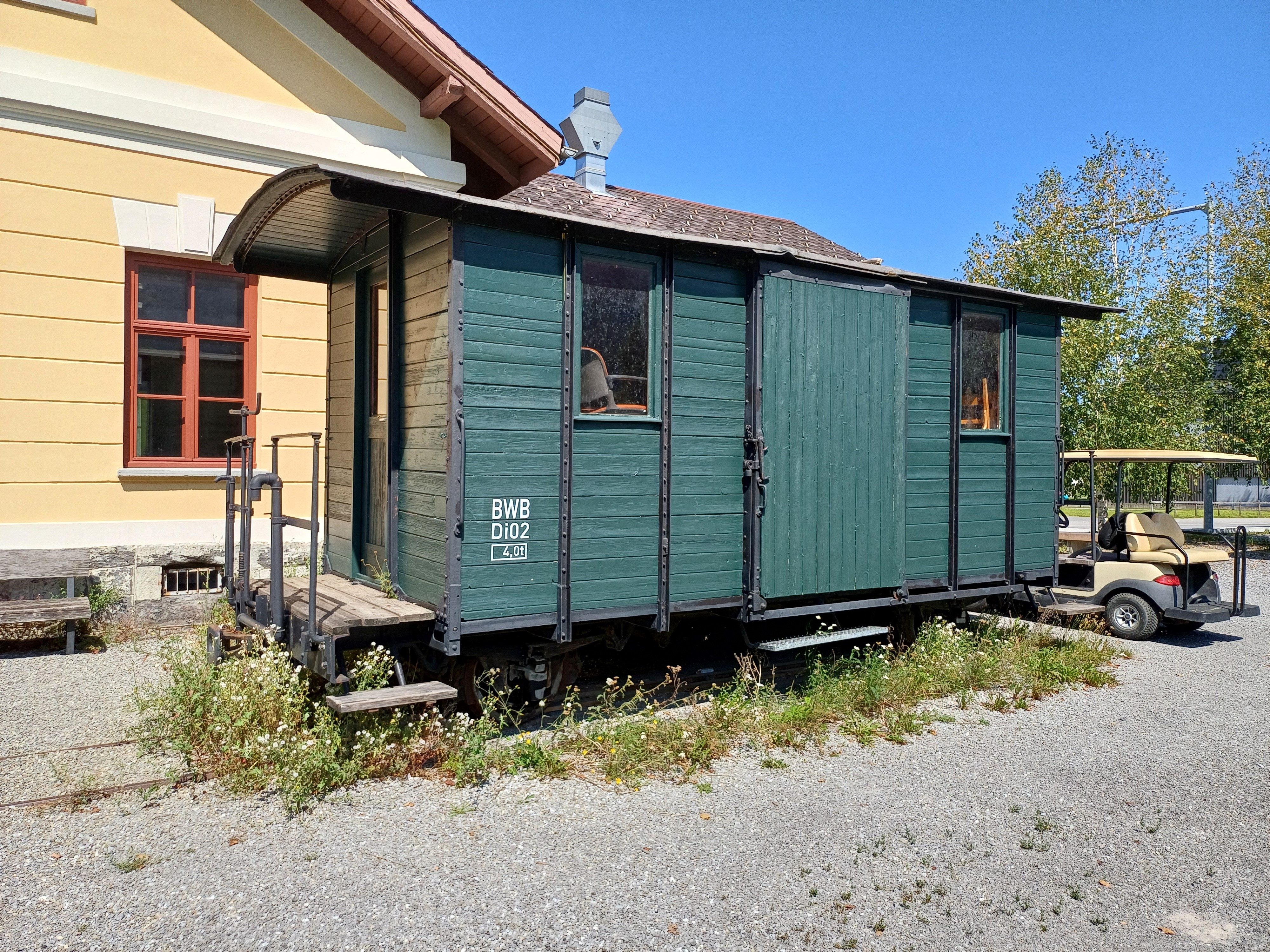
Ehemaliger Gepäckwagen Di02 als Denkmal am Bahnhof Andelsbuch

Zur Betriebseröffnung lieferte die Grazer Maschinen- und Waggonbau-Aktiengesellschaft zwei Personenwagen mit 2. und 3. Klasse (BCi 1–2) sowie vier Personenwagen 3. Klasse (Ci 11–14) für den Einsatz auf der Bregenzerwaldbahn an die k.k. Staatsbahnen. Diese setzte zusätzlich den BCi 3 und den Ci 15, beide schon 1897 vom gleichen Hersteller gebaut, von der böhmischen Lokalbahn Neuhaus–Wobratain nach Vorarlberg um.
1903 wurde der Wagenpark schließlich komplettiert. Neben vier Neubauwagen, darunter die BCi 4–6 und der Ci 16, wurden damals der BCi 7 sowie die Ci 17–19 gebraucht von der Lokalbahn Lambach–Gmunden übernommen, sie waren dort bereits ab 1898 im Dienst. Damit standen in den ersten Betriebsjahren sieben BCi und neun Ci zur Verfügung.
Die vier Lambacher Wagen wurden nach dem schweren Unfall von 1908 ausgemustert und im Jahr darauf durch vier weitere Neubauwagen der Grazer Waggonfabrik (Ci 20–23) ersetzt. Für den Güterverkehr kamen 1908 die Wagen G 247–252, Jhn 253–258 und Jk 259–260 neu hinzu. Im Ersten Weltkrieg mussten sechs Personenwagen für den Kriegsdienst abgegeben werden. Letzte zu Privatbahn-Zeiten beschaffte Personenwagen waren schließlich der Ci 340 im Jahr 1928 und der Ci 341 im Jahr 1930.
Die zweiachsigen Personenwagen aus der Anfangszeit hatten einen österreichweit standardisierten Holzaufbau mit offenen Plattformen. Diese sogenannten Achtfenster-Wagen mit Flachdächern erwiesen sich als recht empfindlich, weshalb sie in den 1920er Jahren großteils zu Haubendachwagen mit vier Fenstern umgebaut wurden. Nach dem Zweiten Weltkrieg erhielt ein Teil von ihnen schließlich noch geschweißte Wagenkästen.
Für größere Unterhaltungsmaßnahmen war die Wagenwerkstätte Feldkirch zuständig.
Die Umstellung des Wagenparks auf modernere vierachsige Drehgestellwagen begann 1952, als zwei sogenannte Krimmler Wagen, die Halbgepäckwagen BD4ip 4264 und 4266, von der Pinzgauer Lokalbahn zur Bregenzerwaldbahn umstationiert wurden. Letzterer wurde später zur Wälderschenke umgebaut, wozu er zunächst eine hellgrüne Bauchbinde bekam und 1978 schließlich komplett orange lackiert wurde. 1963 folgten sechs weitere Vierachser der Gattung B4iP, diese Spantenwagen wurden zuvor von der Hauptwerkstätte St. Pölten neu aufgebaut und trugen die Betriebsnummern 3106–3107 und 3180–3183, ergänzt um die Halbgepäckwagen BD4ip 4100–4101 gleicher Bauart.
Zum 75-jährigen Jubiläum im Jahr 1977 mussten aufgrund des großen Fahrgastandrangs Wagen von der Mariazellerbahn ausgeliehen werden, die sich durch ihren braunen Anstrich von den tannengrünen Stammfahrzeugen der Bregenzerwaldbahn unterschieden.

#### Güter- und Bahndienstwagen
Abgesehen von den Personenwagen standen der Bregenzerwaldbahn anfangs zwei kombinierte Dienst- und Postwagen (DF 101–102), zehn gedeckte (G 201–210) sowie 30 offene Güterwagen (Jhn 211–240) zur Verfügung, die ebenfalls von der Grazer Maschinen- und Waggonbau-Aktiengesellschaft stammten. Auch der Güterwagenbestand wurde erst 1903 komplettiert, als die G 241–246 neu geliefert wurden. 1903 und 1907 folgten außerdem noch, wiederum gebraucht von der Lokalbahn Lambach–Gmunden, die schon 1898 gebauten DF 103 und 104. Letzte zu Privatbahn-Zeiten beschaffte Güterwagen waren schließlich die 1928 von der Maschinen- und Waggonbau-Fabriks-AG Simmering hergestellten Gwl 1330–1331, Owr 3060–3063 und Omra 6432.
Letzter Postwagen auf der Bregenzerwaldbahn war der 1932 von der Grazer Waggonfabrik gebaute Dreiachser Nummer F3hwo 8500, der von 1966 bis 1970 regulär im Einsatz war und schließlich 1997 in den Bestand der Museumsbahn gelangte. Darüber hinaus existierte noch der zweiachsige Dienstwagen 6502, dieser wurde 1968 zur Bregenzerwaldbahn überstellt und fand hauptsächlich als Mannschaftswagen für Güterzüge sowie später bei den EUROVAPOR-Dampfzügen Verwendung.
Für den Winterdienst stand der Klima-Schneepflug Nummer 98506 zur Verfügung.

### Museumsbetrieb

#### Triebfahrzeuge

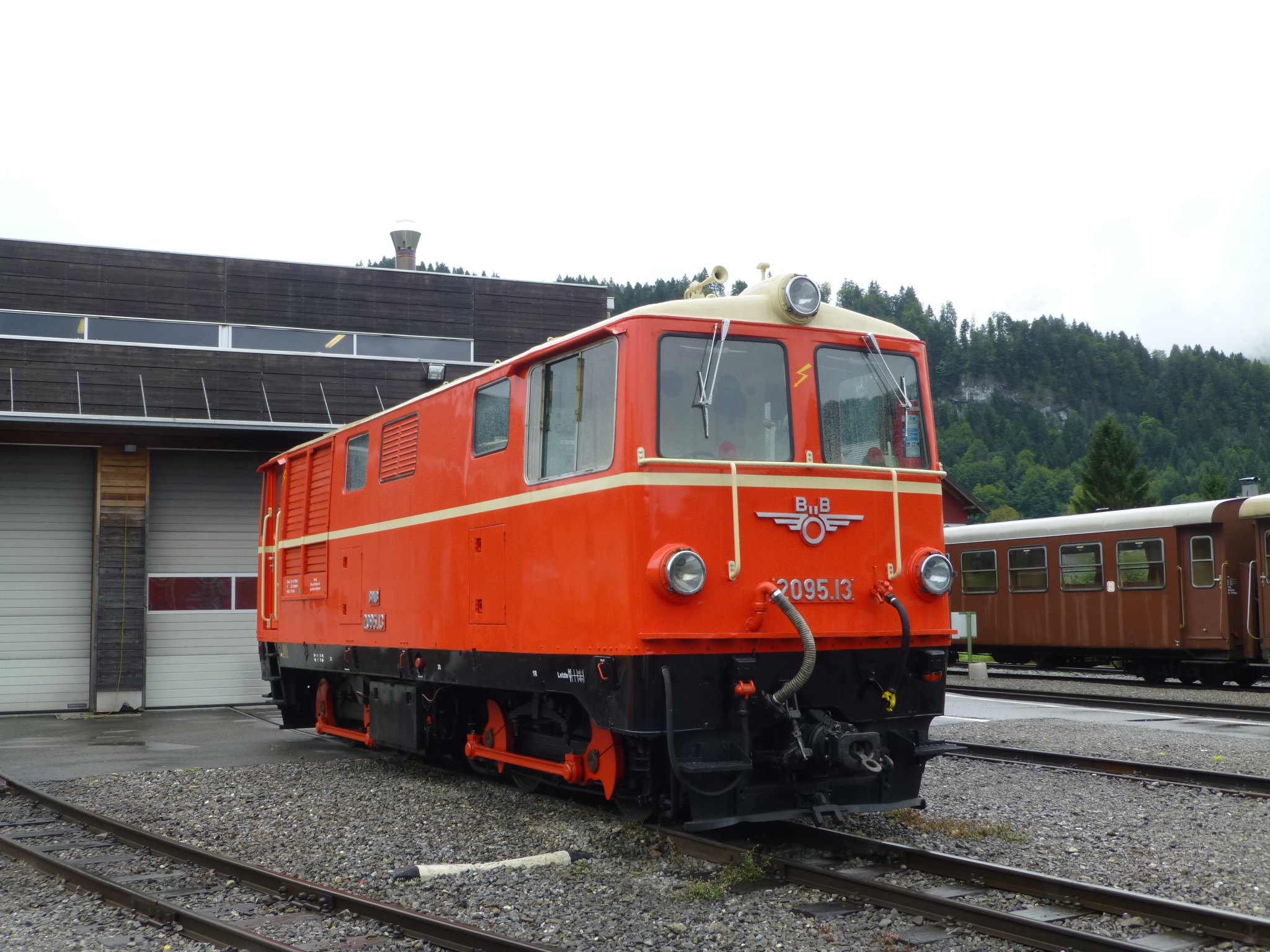
Lokomotive 2095.13

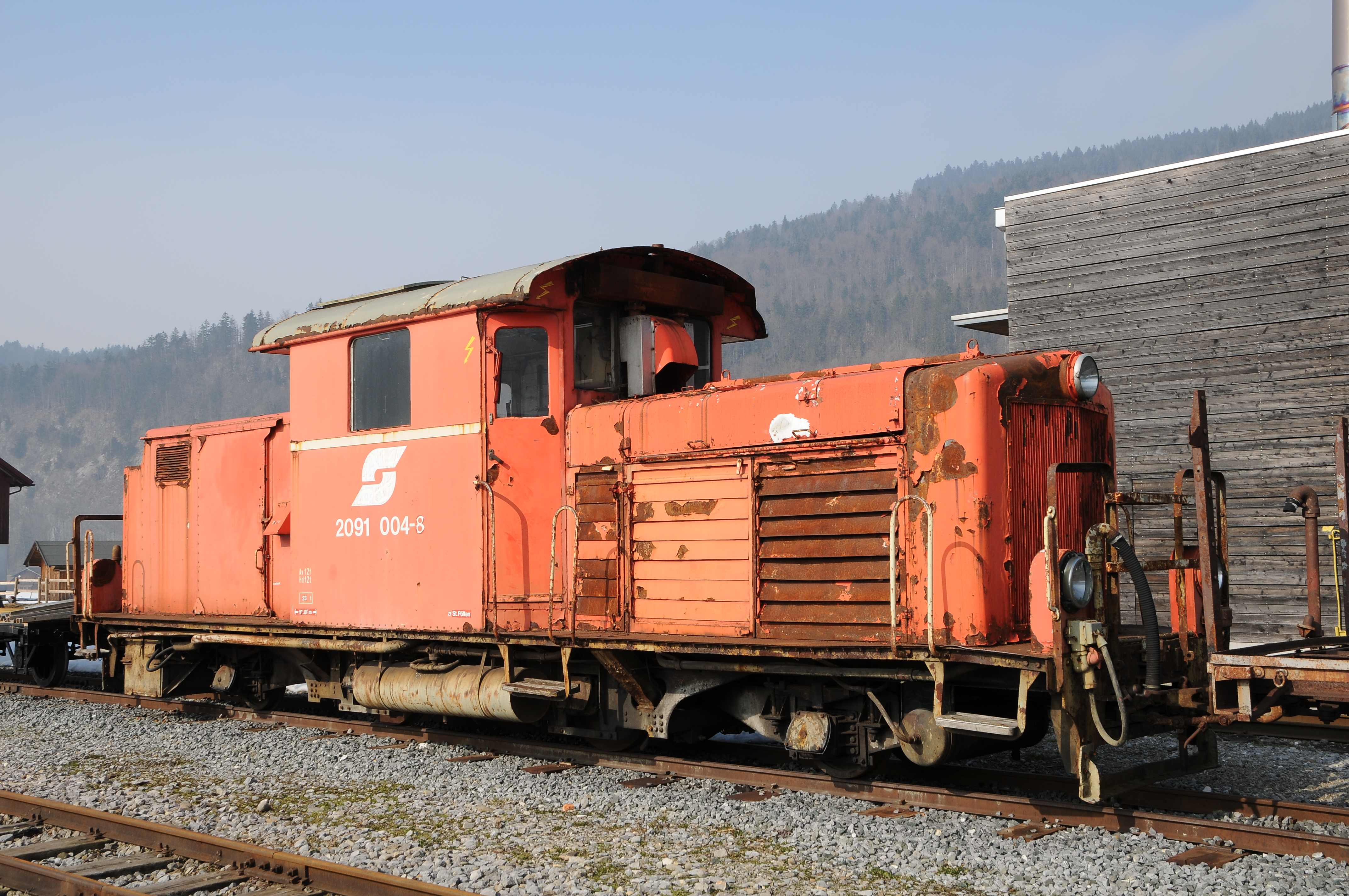
Lokomotive 2091 004-8

Weil die Originaltriebfahrzeuge der Bregenzerwaldbahn alle von den ÖBB abtransportiert wurden, war das erste Triebfahrzeug der Museumsbahn ein, im April 1985 zu einem Schienenfahrzeug umgebauter, Mercedes-Benz LP, der zuvor als Öltankwagen diente. Dieser wurde optisch mittels Sonderaufbau einer Tenderlokomotive angeglichen, schwarz lackiert und als „HansErich U-4-85“ bezeichnet. Namensgebend waren hierbei Hans Meusburger, Vorstand des Museumsbahnvereins, und der Bezauer Altbürgermeister Erich Schäffler, beide Gründungsmitglieder.
Später gelangten einige kleinere Diesellokomotiven zur Museumsbahn, unter anderen die heute „Hilde“ genannte Heeresfeldbahnlokomotive der Type HK 130 C, welche von der Lokalbahn Payerbach–Hirschwang stammt und dort als D1 bis zur Einstellung am 12. August 1982 im Einsatz war. Diese 1943 gebaute Lokomotive der Bauart C-dh wurde vom Museumsbahnverein im Jahr 1986 ohne Motor und Getriebe in Weiz gekauft. In Bezau wurde sie, unter anderem durch den Einbau eines Motors und eines Getriebes, die aus einer Baumaschine gewonnen wurden, betriebsfähig hergerichtet und nach ihrer Patin, einer Anwohnerin des Bezauer Bahnhofs mit dem Vornamen Hildegunde, benannt. Sie ist seit 1987 auf der Bregenzerwaldbahn im Einsatz. Ihr Dienstgewicht beträgt 16,6 Tonnen, ihre Motorleistung 110 PS und ihre Höchstgeschwindigkeit 20 km/h.
Weitere Diesellokomotiven sind die 2091.08 und eine HF 130 C (2092.01). Der Museumsbahnverein erwarb weiterhin im Jahr 2014 von der Niederösterreichischen Verkehrsorganisationsgesellschaft die zuvor auf der Mariazellerbahn eingesetzte 2095.13, welche mit einem Getriebeschaden in St. Pölten abgestellt war. Nach Reparatur und Neulackierung steht sie der Museumsbahn seit dem 24. Mai 2015 zur Verfügung.
Als erste Dampflokomotive des heutigen Museumsbetriebs kam 1990 die ehemalige 798.101 „Nicki S.“ leihweise zum Einsatz, nachdem diese zuvor durch die Einstellung der Jagsttalbahn auf ihrer Stammstrecke arbeitslos geworden war. Seit 1993 steht mit der U 25 wieder eine aufgearbeitete Original-Dampflokomotive der Reihe U betriebsfähig zur Verfügung, 2001 folgte mit einer Lok der Reihe Uh eine zweite Dampflokomotive. Eine weitere Dampflokomotive, die ehemalige Denkmallokomotive U 24, ist abgestellt vorhanden.

#### Wagen

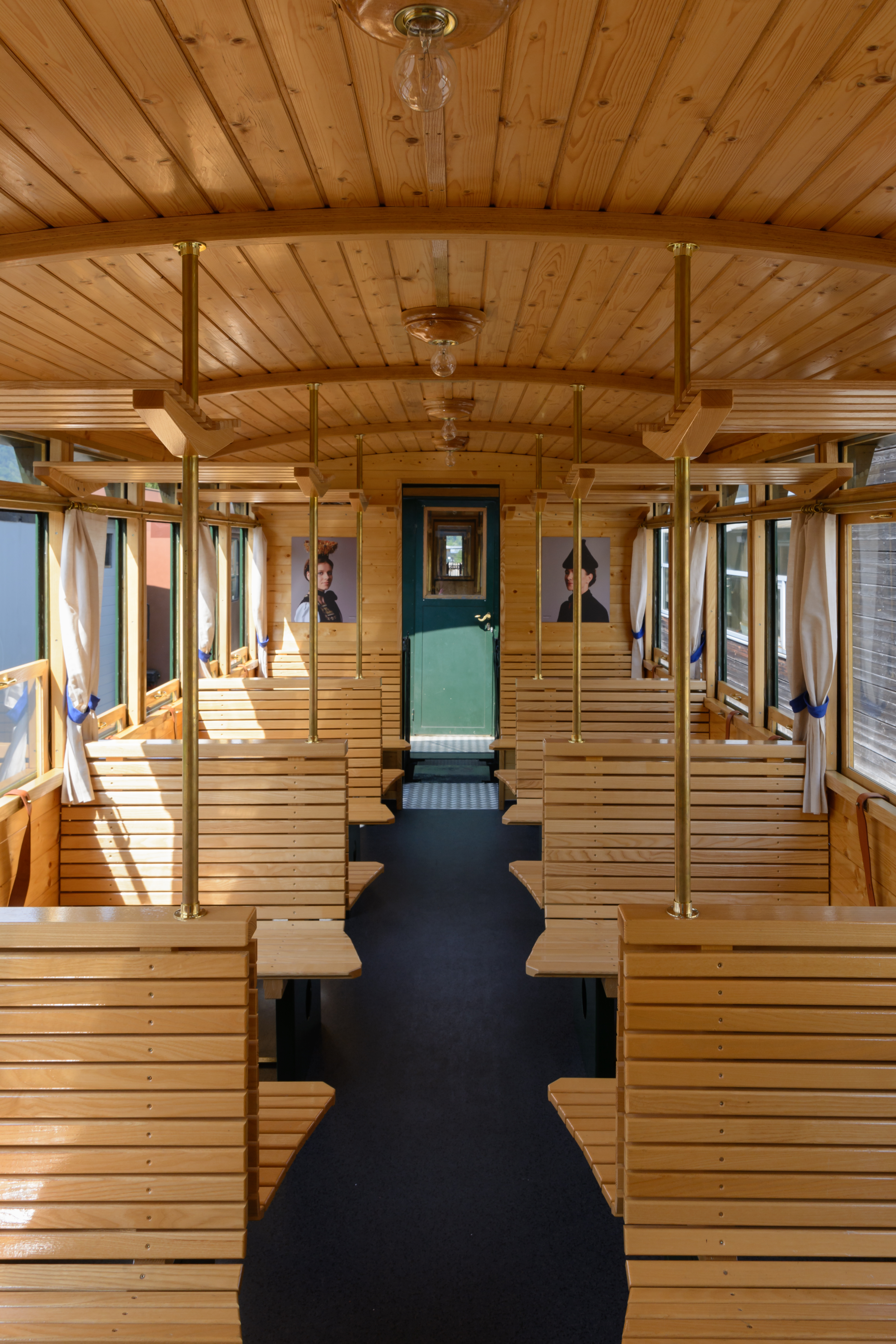
Im Auftrag der Museumsbahn nach historischem Vorbild neu aufgebauter Personenwagen der dritten Wagenklasse

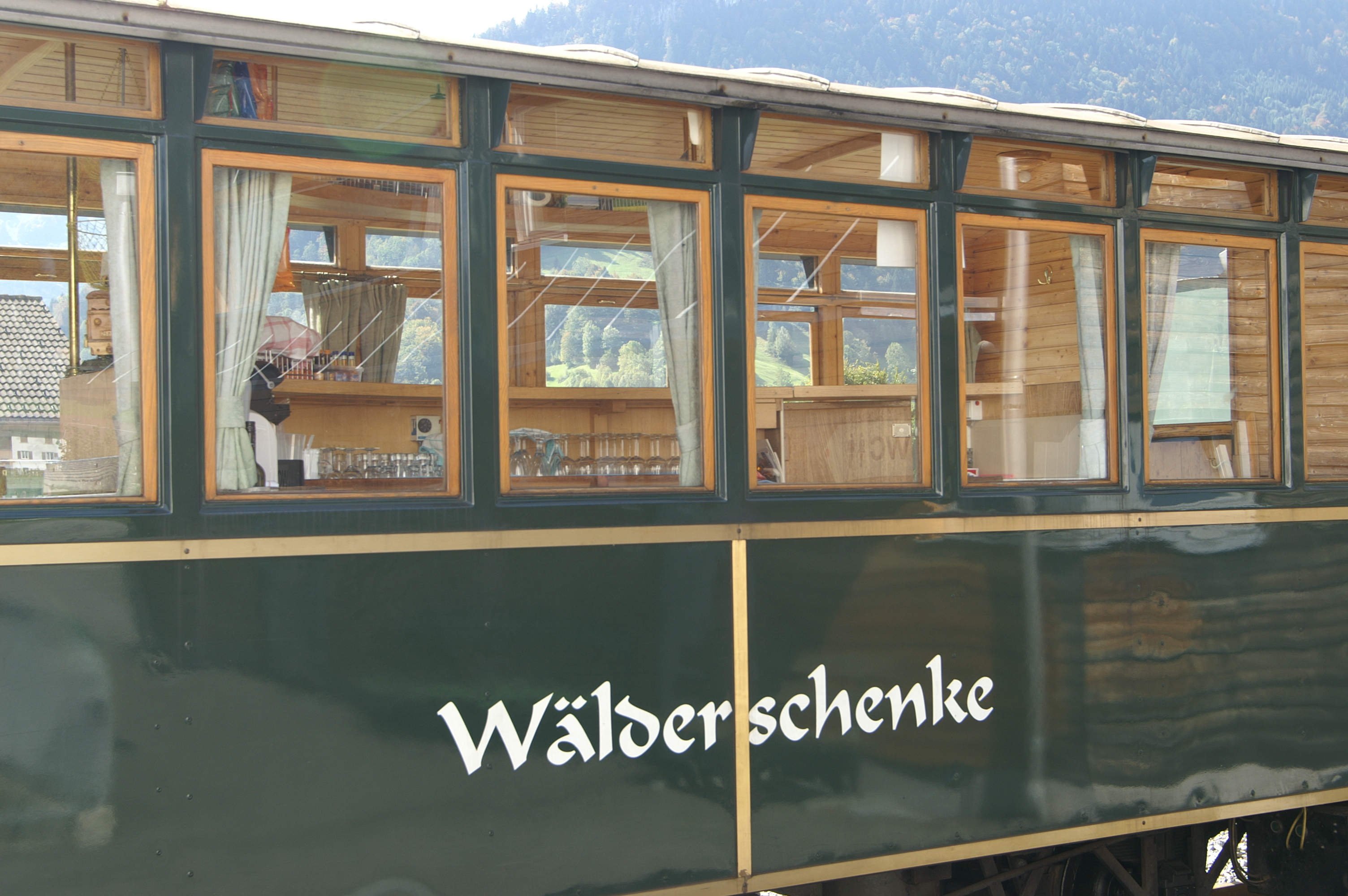
Der Wälderschenke-Wagen, 2007

Erster Wagen der Museumsbahn war der zweiachsige Original-Güterwagen 245 aus dem Jahr 1903, mittlerweile als Gw/s 10009 bezeichnet, der nach der Streckeneinstellung in Egg verblieb und vom Verein provisorisch in einen Personenwagen mit Fenstern und Sitzbänken umgebaut wurde. Mit ihm erfolgten die ersten Publikumsfahrten. 1986 folgte der zweiachsige Beiwagen Nummer 11 der Stubaitalbahn, der für den Einsatz im Bregenzerwald umgespurt werden musste, 1989 kamen noch die Wagen 15, 16 und 17 von ebendort hinzu. Sie trugen im Bregenzerwald die Betriebsnummern Bi 101 bis 104, drei von ihnen wurden 2016 nach Rumänien abgegeben, der Bi 103 erhielt einen neuen Aufbau. Ergänzend zu den Stubaitalbahn-Wagen erwarb die Museumsbahn 1987 auch einen Wagen der ehemaligen Lokalbahn Innsbruck–Hall in Tirol, der aber seit 1995 nicht mehr in Betrieb ist.
Um dem Publikum ein authentischeres Wagenmaterial präsentieren zu können, ließ der Museumsbahnverein in den Jahren 1995 bis 1999 bei der Fahrzeugbau Meusburger aus Bezau sowie der Tischlerei Wilfried Lingg aus Au auf sechs alten zweiachsigen Güterwagen-Fahrgestellen neue Holzaufbauten erstellen. Sie orientieren sich am ursprünglichen Rollmaterial von 1902. Auf diese Weise entstanden, mit Holzsitzbänken im Stil der früheren dritten Wagenklasse, der rollstuhlgerechte Mehrzweckwagen MZW 106 sowie die Wagen Ci/s 107–111. Zusätzlich entstand auf dem früheren Illwerke- und STLB-Rungenwagen Jka 6105 aus Kapfenberg die zweite Wälderschenke, der Vierachser C4i/s 105. Dieser ersetzte 2013 aus Kapazitätsgründen den, ab 2006 eingesetzten, zweiachsigen Barwagen mit der Nummer 108.
In den Jahren 2015 und 2016 erwarb die Museumsbahn darüber hinaus von der Niederösterreichischen Verkehrsorganisationsgesellschaft fünf vierachsige Spantenwagen (B4ip/s 3113, 3143, 3145 und 3153 sowie BD4ip/s 4230), die davor auf der Mariazellerbahn im Einsatz waren. Darüber hinaus besitzt die Museumsbahn folgende Dienst- und Güterwagen:
- Di 01, zweiachsig, Baujahr 1920, ex ÖBB Gw 10255
- Di 02, zweiachsig, Baujahr 1922, ex ÖBB Gw 10208
- D/s 63, zweiachsig, Baujahr 1891, ex ÖBB Di 6463
- F3hwo/s 8500, dreiachsig, Baujahr 1932, ex ÖBB-Postwagen
- Gw 10050, zweiachsig, Baujahr 1889, ex ÖBB-Gerätewagen
- Nw 40023, zweiachsig, Baujahr 1896, ex ÖBB
- Nw 40024, zweiachsig, Baujahr 1896, ex ÖBB
- O/s 61554, zweiachsig, Baujahr 1905, ex ÖBB
- O/s 61555, zweiachsig, Baujahr 1905, ex ÖBB
- O/s 61580, zweiachsig, ex ÖBB
- 91 004, zweiachsig, Baujahr 1898, ex ÖBB
- 500, zweiachsig, ex Dienstbahn der Internationalen Rheinregulierung
- 501, zweiachsig, ex Dienstbahn der Internationalen Rheinregulierung

## Betriebsstellen

### Bregenz

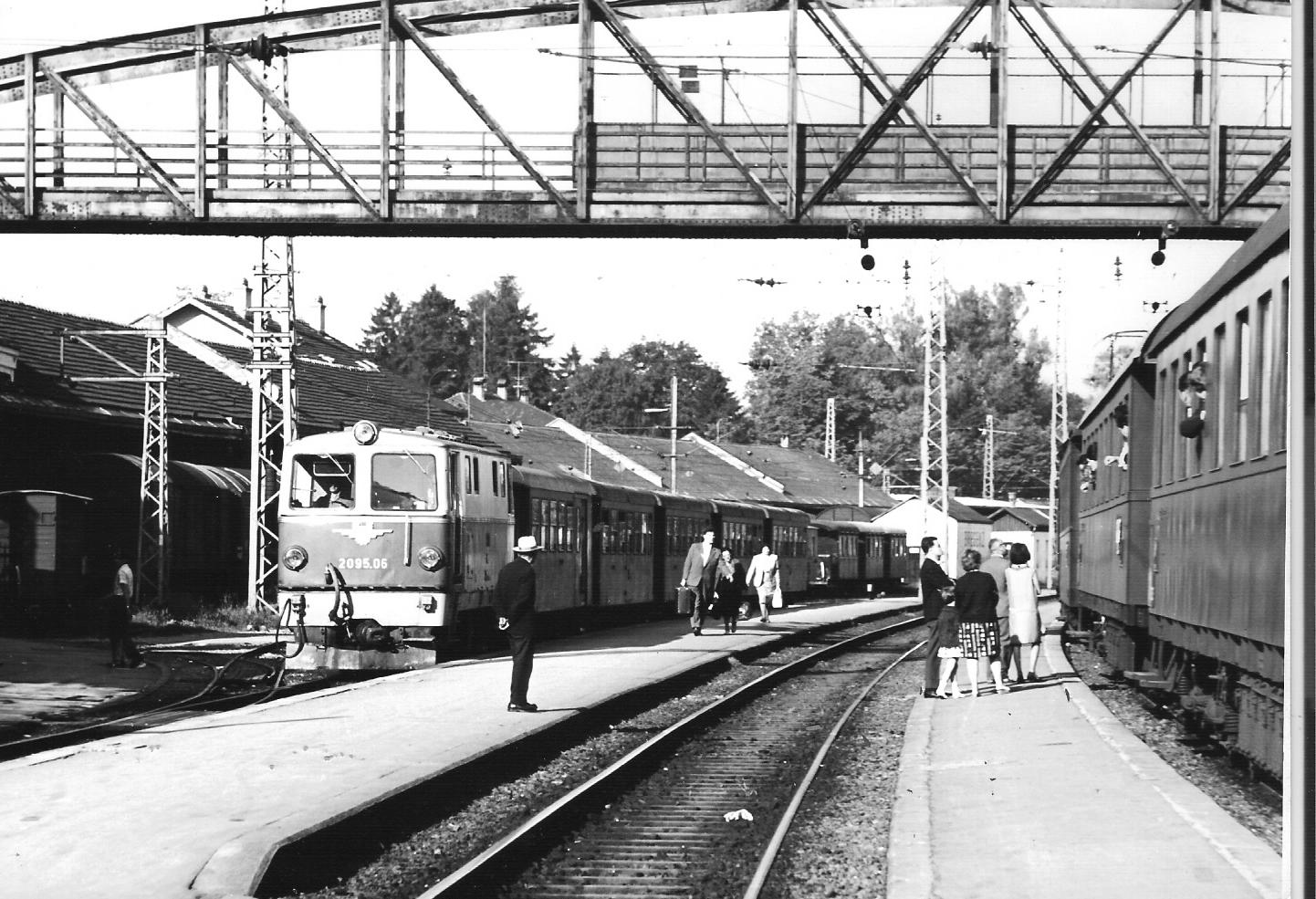
Angekommener Zug der Bregenzerwaldbahn im Bahnhof Bregenz, 1965

Am Ausgangspunkt der Strecke, dem Bahnhof Bregenz beziehungsweise vom 5. Mai 1941 bis zum 23. März 1946 Bregenz Hbf, wurden die schmalspurigen Gleisanlagen nachträglich zwischen das Aufnahmsgebäude von 1872, das bahnlinks stand, und die normalspurigen Gleise der Strecke Lindau–Bludenz eingefügt. Sie waren aus Platzgründen auf ein Minimum beschränkt. Für die Dampflokomotiven stand ein Wasserkran zur Verfügung, für Überstellungen zu anderen Schmalspurbahnen existierte eine Betriebsmittelüberladerampe. Verschubarbeiten fanden überwiegend im benachbarten Vorkloster statt, was zahlreiche Leerfahrten verursachte. Der Prellbock der Bregenzerwaldbahn befand sich bereits beim Streckenkilometer 0,01, die Züge Richtung Bezau fuhren vom Hausbahnsteig ab.
Beim großen Umbau des Bregenzer Bahnhofs in den 1980er Jahren war für die Bregenzerwaldbahn noch ein neues Stumpfgleis vorgesehen, dieses wurde letztlich aber in Normalspur ausgeführt und diente der Bahnpost.

### Vorkloster

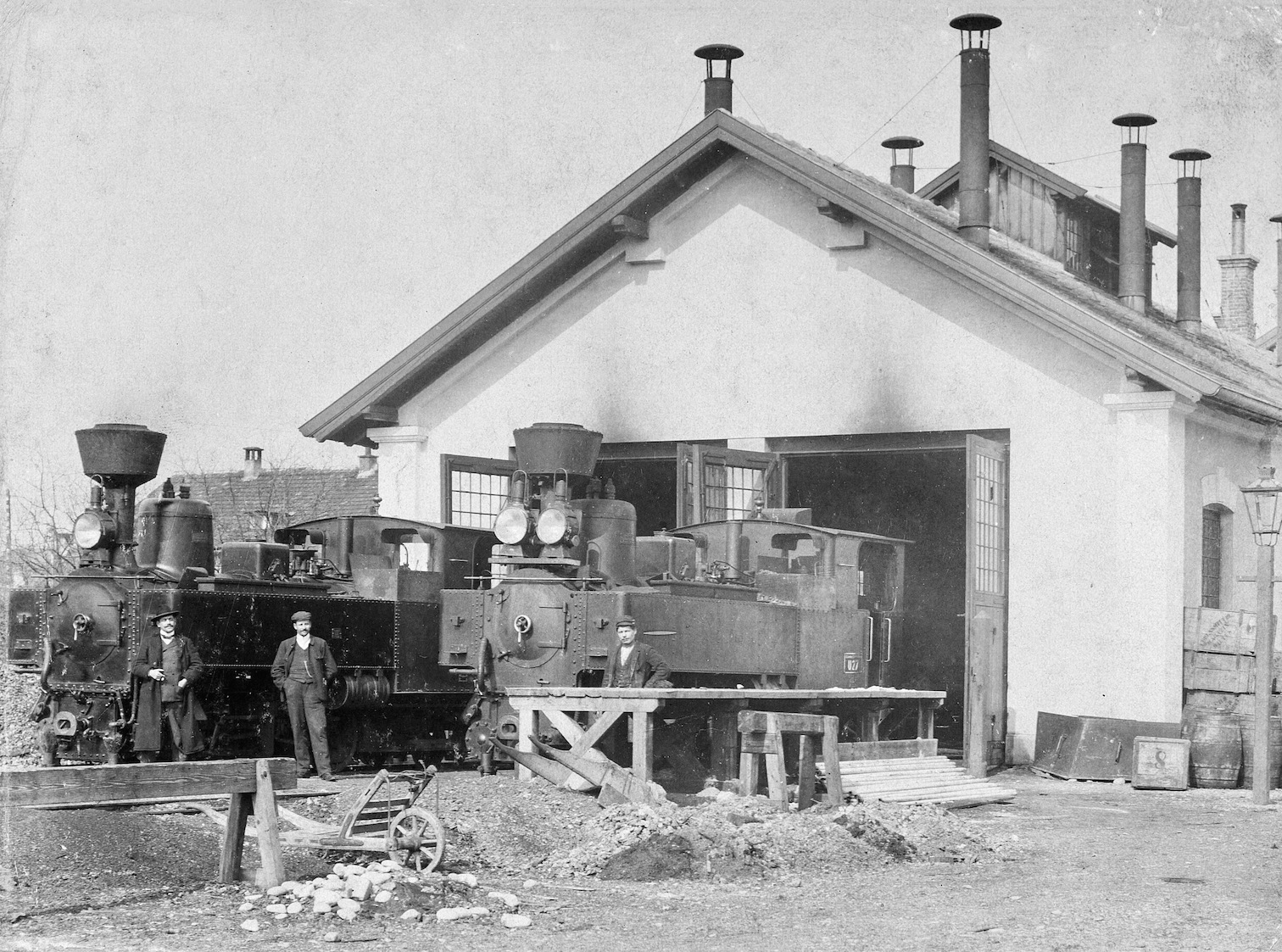
Heizhaus Vorkloster mit zwei Lokomotiven der Reihe U, um 1903

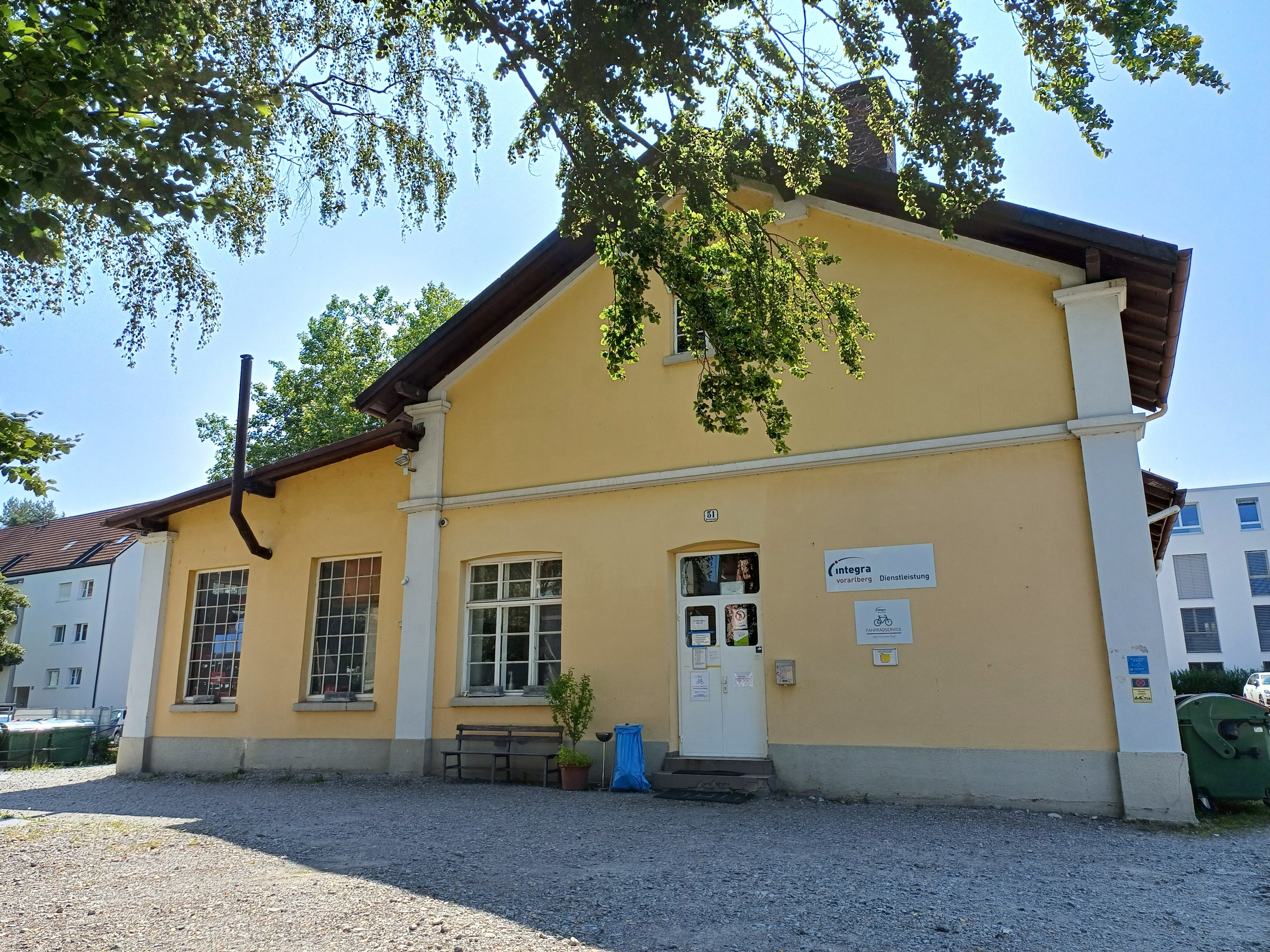
Stirnseite des Heizhauses im Jahr 2024, auf der linken Seite der nachträgliche Anbau

Die Station Vorkloster, bis 1903 noch als Bregenz Lokalbahnhof bezeichnet und vom 6. Oktober 1941 bis zum 23. März 1946 Bregenz-Vorkloster genannt, war nach der gleichnamigen Bregenzer Siedlung benannt und lag an der Straße In der Braike. Sie spielte im Personenverkehr als „Haltestelle für den Personen- und Gepäckverkehr“ nur eine untergeordnete Rolle, dafür stellte sie in ihrer gleichzeitigen Funktion als Betriebsbahnhof den betrieblichen Mittelpunkt der Bahn dar. Organisatorisch war Vorkloster ein Bahnhofsteil von Bregenz.
In Vorkloster wurden alle Güter zwischen Normalspur und Schmalspur umgeladen. Außerdem zweigten dort die beiden normalspurigen Anschlussbahnen zum Mischfutter-Werk der VELAG (Vereinigte Landwirtschaftliche Genossenschaft), deren Baubewilligung am 8. September 1913 erfolgte und die als Spitzkehre ausgeführt war, und zur Schoeller’schen Wollgarnspinnerei an der Mariahilfstraße 29 ab. In Verlängerung des Schoeller-Gleises existierte von 1917 bis Anfang der 1960er Jahre außerdem noch das Schleppgleis zur Firma Elektra Bregenz an der Brielgasse 27. Die Trennung zwischen Schmalspur und Normalspur beim Streckenkilometer 1,58 war dabei so ausgeführt, dass sie ohne bewegliche Teile auskam. Hierbei sorgten Radlenker dafür, dass Schmalspurfahrzeuge automatisch in Richtung Bezau zwangsgeführt wurden, während im Gegenzug Normalspurfahrzeuge nur Richtung Elektra-Werksgelände fahren konnten.
Die Zugförderungsstelle mit – zunächst zweiständigem, nach Erweiterung dreiständigem – Heizhaus samt Wasserkran, eine zweiständige Wagenwerkstatt sowie die für die Strecke zuständige Bahnmeisterei befanden sich ebenfalls in Vorkloster. Für größere Reparaturen wurden die Fahrzeuge hingegen auf Schmalspurtransportwagen zur Hauptwerkstätte St. Pölten gebracht. Neben der Station Vorkloster befand sich die von Anton Bayer bewirtschaftete Restauration Bregenzer-Waldbahn.
Nach Aufgabe des Schmalspurverkehrs verfügte der Bahnhofsteil Vorkloster nur noch über zwei normalspurige Gleise. Das bahnrechts gelegene hölzerne Stationsgebäude wurde nach Einstellung des Personenverkehrs abgerissen, das Bahnhofsgelände ist mittlerweile durch mehrstöckige Wohnhäuser sowie die über das ehemalige Bahngelände führende Max-Haller-Straße überbaut. Das Heizhaus mit der Anschrift Vorklostergasse 51 blieb samt einem kurzen Original-Gleisrest erhalten und beherbergt heute ein Reparaturcafé für Fahrräder.
Die Gegend wird heute ersatzweise von der Linie 103 des Stadtbus Bregenz sowie der Linie 130 des Landbus Unterland erschlossen, die dort die Haltestelle Blumenegg bedienen.

### Rieden

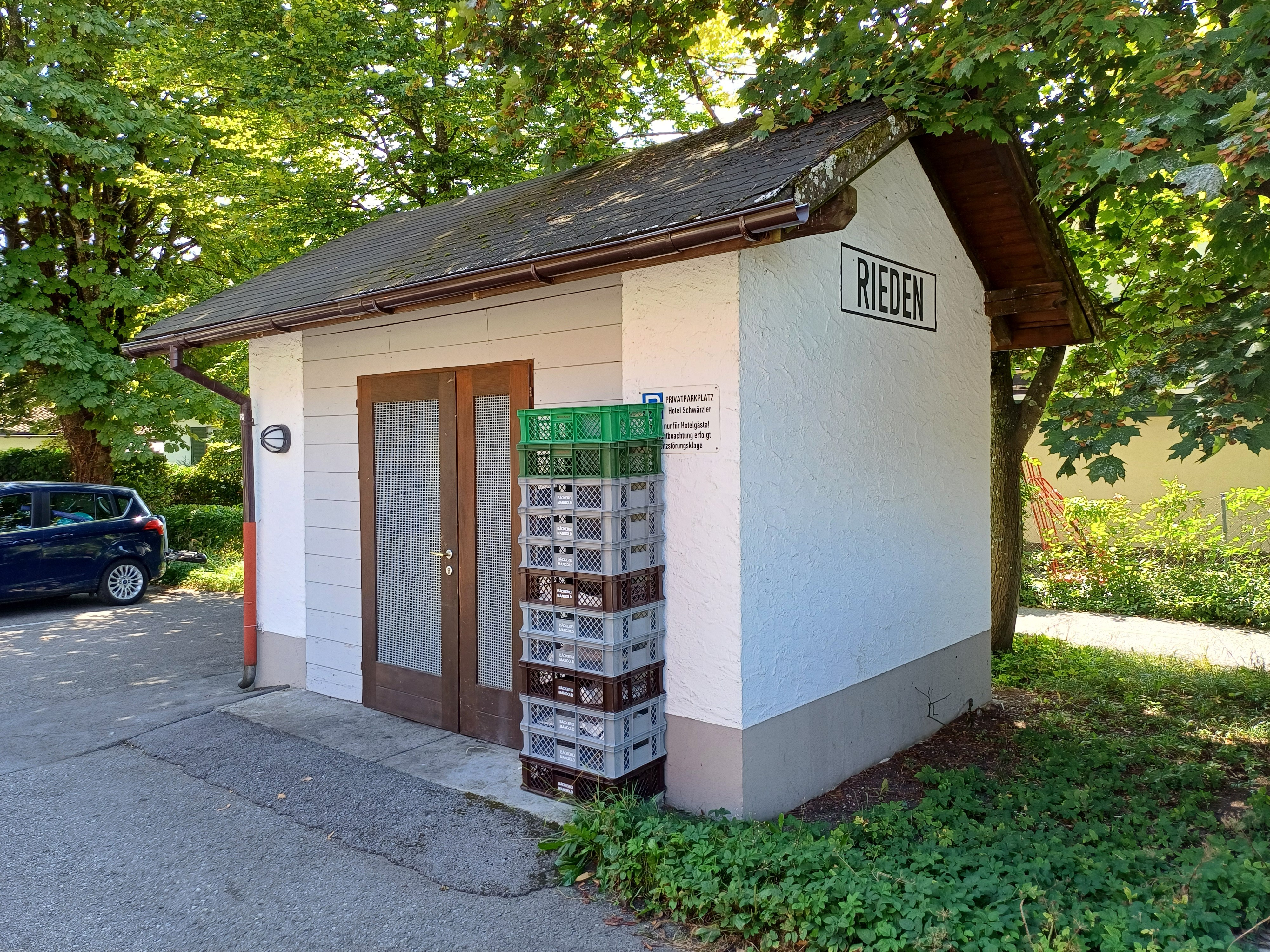
Ehemalige Haltestelle Rieden, 2024

Die bahnrechts gelegene Haltestelle Rieden, beziehungsweise vom 1. Mai 1939 bis zum 5. Oktober 1941 Rieden (Vorarlberg) und vom 6. Oktober 1941 bis zum 23. März 1946 Bregenz-Rieden, war nach der gleichnamigen Bregenzer Katastralgemeinde benannt und stellte den ersten Eisenbahnanschluss des Ortes dar – die Station Riedenburg an der Normalspurstrecke nach Bludenz existierte bei Eröffnung der Bregenzerwaldbahn noch nicht. Die Haltestelle Rieden befand sich, auf zum Eröffnungszeitpunkt noch unbebautem Gebiet, beim Hotel Schwärzler, unmittelbar nach der Kreuzung mit der Landstraße. Als einzige Haltestelle der Bregenzerwaldbahn hatte Rieden ein steinernes Stationsgebäude, dieses blieb erhalten und wird vom Hotel als geschlossener Schuppen genutzt. Die Gegend wird heute ersatzweise von den Linien 104 und 105 des Stadtbus Bregenz erschlossen, die dort die Haltestelle Feldmoosgasse bedienen.

### Kennelbach

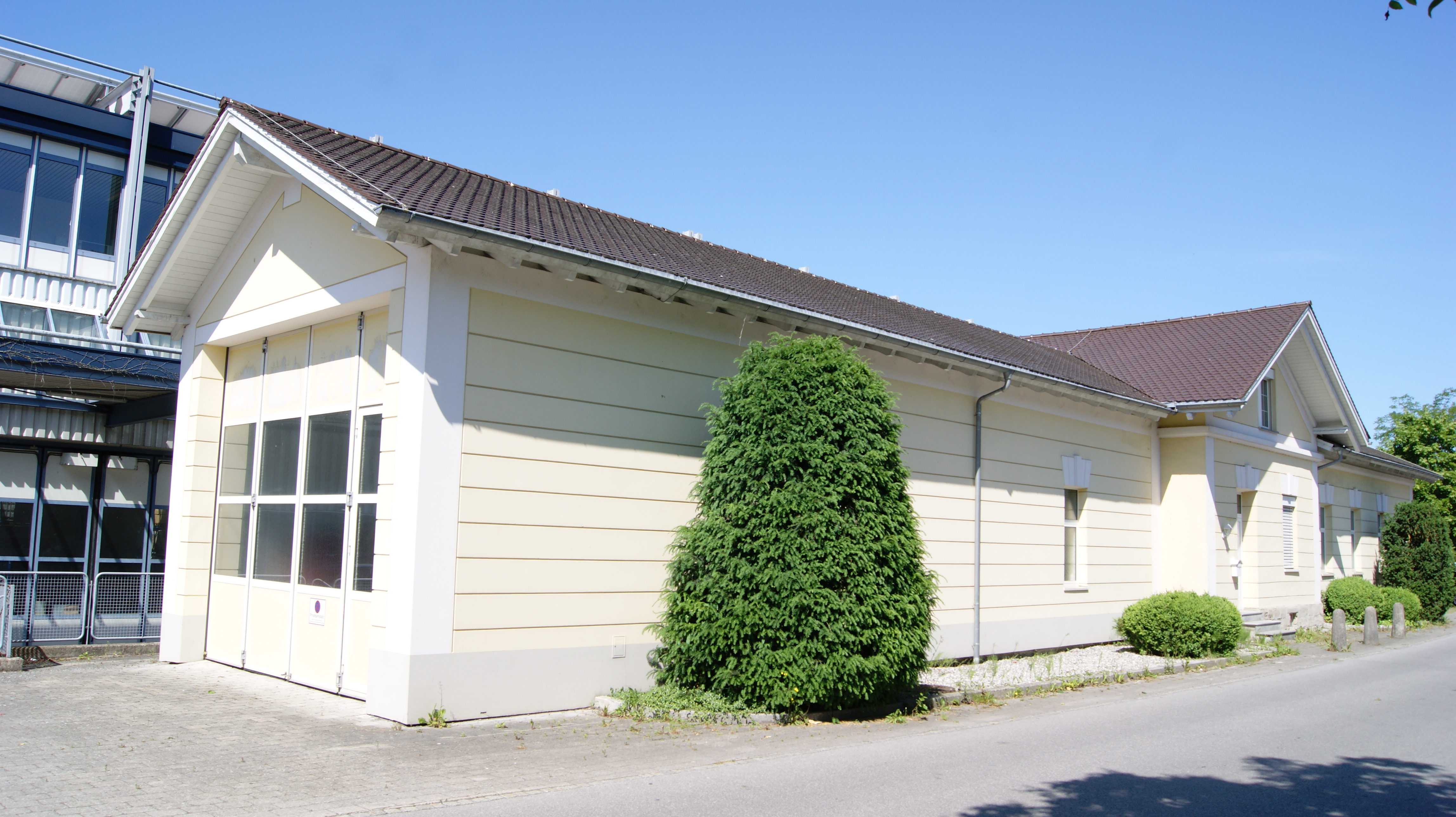
Straßenseite des ehemaligen Aufnahmsgebäudes Kennelbach im Jahr 2015, der im Vordergrund sichtbare Anbau entstand nach Einstellung der Bahn und ersetzte das vormalige Gütermagazin auf Bezauer Seite

Der Bahnhof Kennelbach, beziehungsweise vom 15. Mai 1939 bis zum 23. März 1946 Bregenz-Kennelbach, erhielt 1906 für den ausgeprägten Güterverkehr ein zweites Gleis, zu dieser Zeit war die ortsansässige Firma Jenny & Schindler ein bedeutendes Unternehmen der Textilindustrie.
Die Station war während der gesamten Betriebszeit besetzt, weil der Bahnhofsvorstand auch die Schranke der benachbarten Hofsteigstraße, heute Teil der L 13, bedienen musste. Das bahnlinks gelegene Kennelbacher Aufnahmsgebäude an der Bahnhofstraße 4 blieb weitgehend erhalten, anstelle des ehemaligen Gütermagazins auf Bezauer Seite erhielt es jedoch einen Garagenanbau. Ferner erwarb das Unternehmen BUG Alutechnik den Teil der Fläche, auf dem einst die Gleise lagen, und verbaute diesen. Die Kennelbach bedienenden Busse halten heute nicht mehr am Bahnhof, sondern an der Haltestelle Postamt in der Bregenzer Straße.
Schon vor Eröffnung der Bregenzerwaldbahn war ferner geplant, die ebenfalls 1902 eröffnete Straßenbahn Dornbirn–Lustenau über Wolfurt bis Kennelbach zu verlängern und dort mit der Bregenzerwaldbahn zu verknüpfen. Letztlich verhinderte der Erste Weltkrieg aber auch dieses Vorhaben endgültig.

### Fluh
Die 1937 nachträglich eingerichtete Haltestelle Fluh befand sich wiederum auf Bregenzer Gemarkung. Die namensgebende, erst seit 1938 zu Bregenz gehörende, Katastralgemeinde Fluh lag aber zweieinhalb Kilometer entfernt und 300 Höhenmeter oberhalb der Bahn. Die bahnlinks gelegene Station besaß ein hölzernes Wartehäuschen, das 2009 noch als Ruine vorhanden war, und war nur über einen Fußweg erreichbar.

### Wirtatobel

Verladestelle Wirtatobel

Der seit 1840 im Wirtatobel-Stollen im Pfänder-Südhang in kleinerem Maße betriebene Abbau von Pechkohle wurde intensiviert, als die traditionellen Kohleabbaugebiete nach dem Zerfall der Österreichisch-Ungarischen Monarchie im Ausland lagen. Deshalb ging 1920 die Verladestelle Wirtatobel auf der Gemarkung von Langen bei Bregenz in Betrieb. Sie verfügte über ein Abstellgleis für Kohlewagen und einen Lagerplatz für etwa 100 Tonnen des Brennstoffs. Eine dazu ab 1919 errichtete, 1900 Meter lange Materialseilbahn transportierte täglich bis zu 40 Tonnen Kohle von den Abbaustätten zunächst über 140 Höhenmeter hinauf auf einen Bergrücken und anschließend über 330 Höhenmeter hinab zur Verladestelle. Dreimal pro Woche brachte man die Kohle in einem aus sechs Wagen bestehenden Zug nach Bregenz. Da die – ohnehin minderwertige – Kohle nur einen Abnehmer in Konstanz hatte, wurde der Kohleabbau nach dessen Insolvenz vorläufig eingestellt und später nur noch sporadisch, zuletzt von 1946 bis 1949, betrieben. Der Abtransport der dann nur noch geringen Mengen erfolgte über die Straße. Die bahnlinks gelegene Verladestelle wurde deshalb bereits 1921 wieder aufgegeben und nach dem Zweiten Weltkrieg abgerissen.

### Langen-Buch

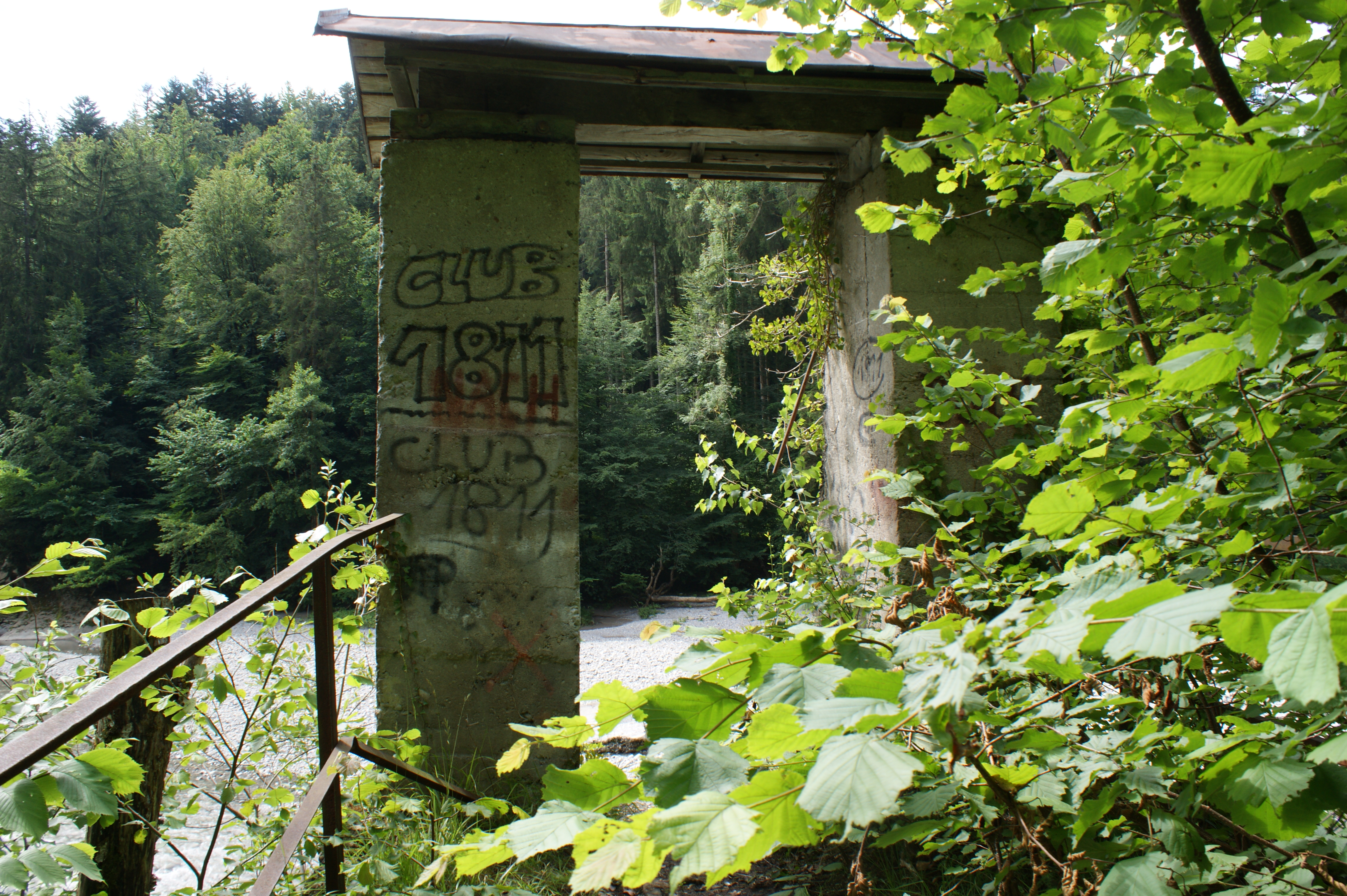
Nördlicher Pylon der Hängebrücke im Zuge des Fußwegs nach Buch

Die bahnlinks gelegene Haltestelle Langen-Buch befand sich auf Gemarkung der Gemeinde Langen bei Bregenz und wurde schon am 21. Mai 1977 aufgelassen. Der Ort Langen lag drei Kilometer und 200 Höhenmeter entfernt, nach Buch waren es eineinhalb Kilometer und 250 Höhenmeter. Beide Dörfer waren nur über Fußwege erreichbar. Für die Bewohner von Buch wurde 1906 eigens eine Hängebrücke errichtet. Das Hochwasser von 1910 riss den Mittelpfeiler weg und brachte die gesamte Brücke zum Einsturz, nur die Drahtseile konnten geborgen werden.
Die wiederaufgebaute Brücke stürzte in den 1960er Jahren bei einem Hochwasser erneut ein. Nur die Ruinen ihrer Pylone blieben erhalten. Um Verwechslungen mit der Station Langenbuch an der Bahnstrecke Schönberg–Schleiz in Thüringen auszuschließen, hieß die Station der Bregenzerwaldbahn vom 1. Mai 1939 bis zum 23. März 1946 Langen-Buch (Vorarlberg). Auch Langen-Buch hatte ein hölzernes Wartehäuschen, von diesem existiert nur noch das Betonfundament.

### Doren-Sulzberg

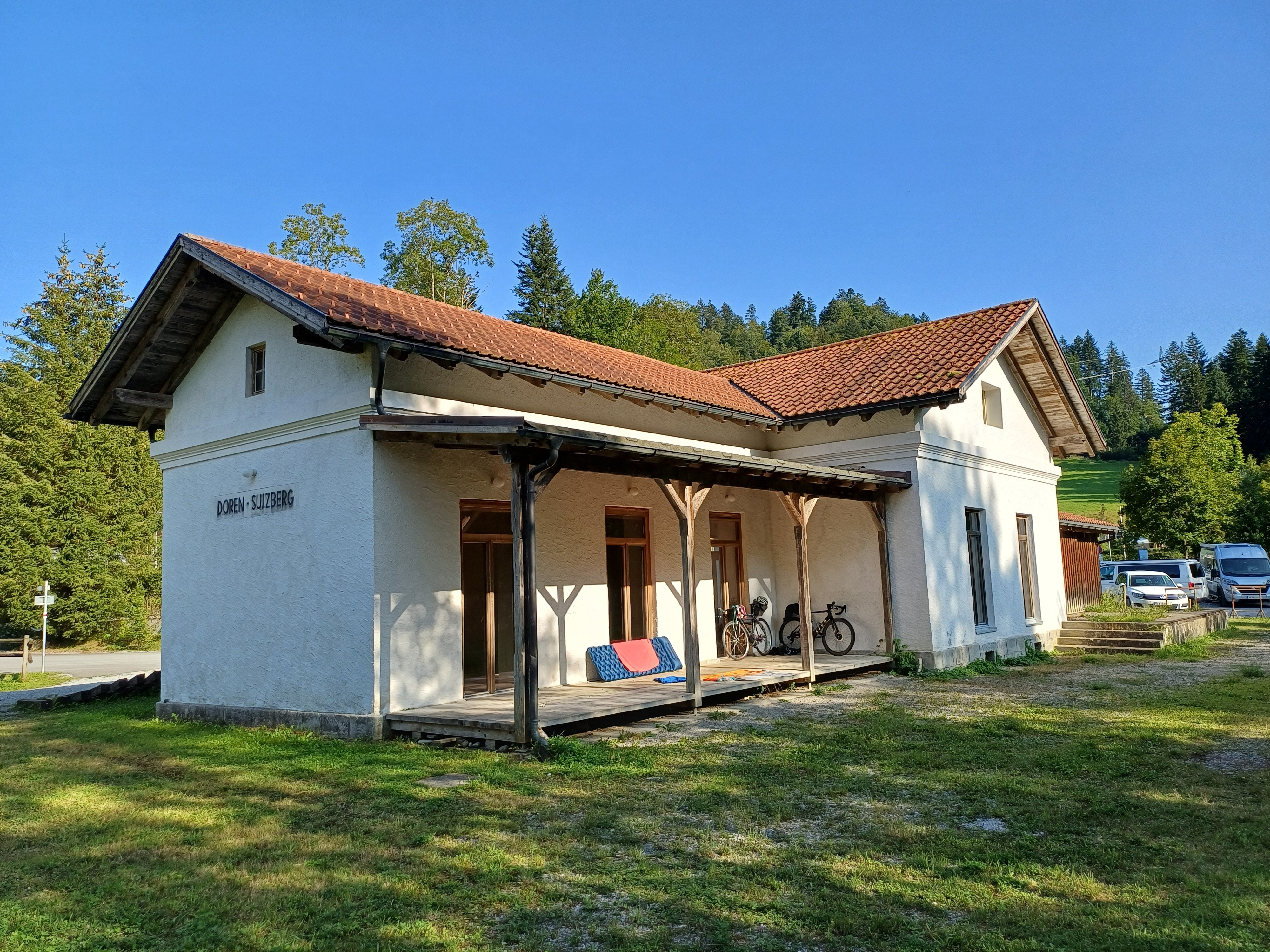
Gleisseite des ehemaligen Bahnhofs Doren-Sulzberg im Jahr 2024, Bregenzer Seite

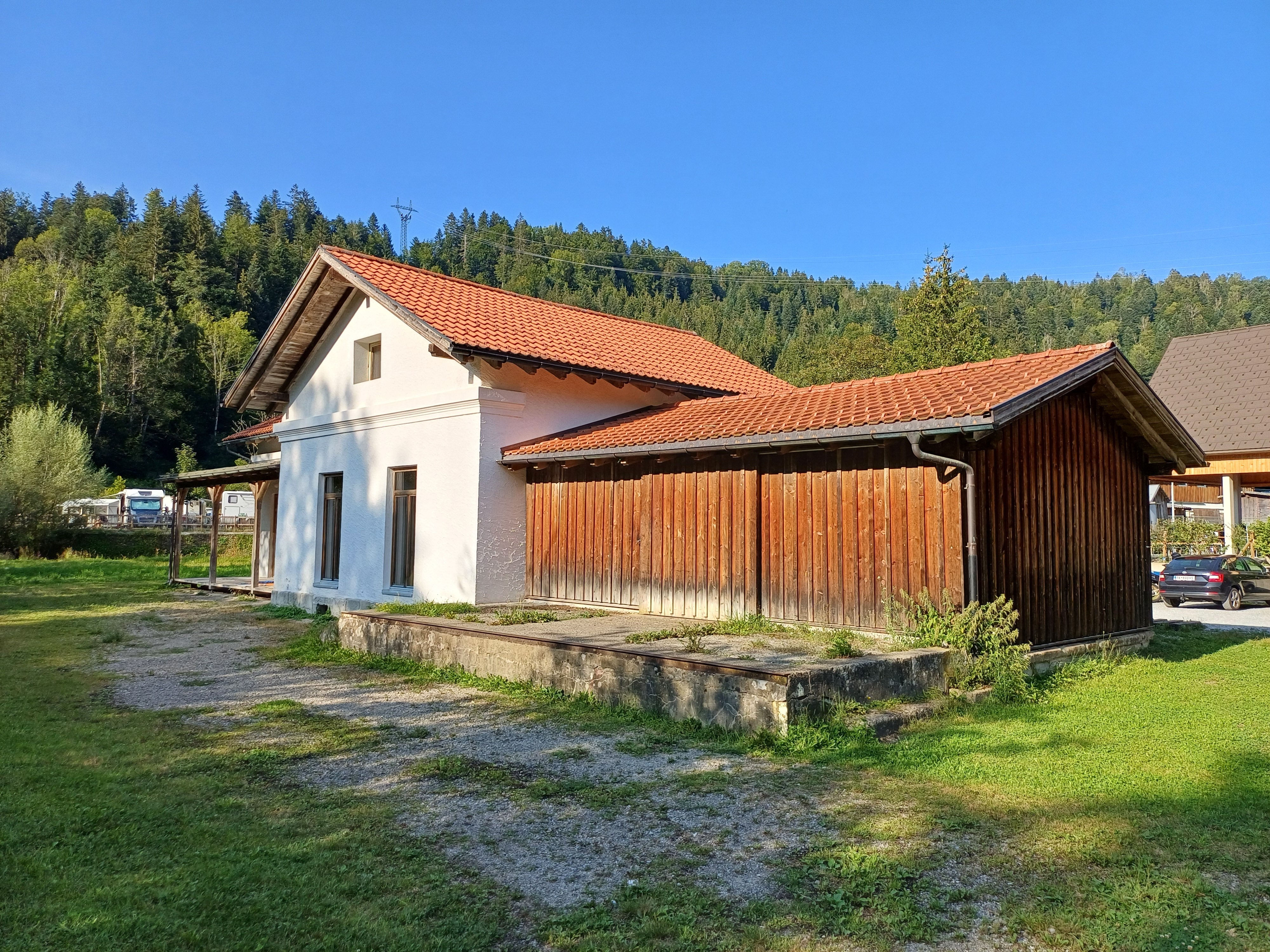
Gleisseite des ehemaligen Bahnhofs Doren-Sulzberg im Jahr 2024, Bezauer Seite

Der Bahnhof Doren-Sulzberg befand sich in der Parzelle Bozenau, auch Botzenau geschrieben, beim gleichnamigen Gehöft. An der dortigen Talweitung treten die Steilhänge bahnlinks vorübergehend bis zu mehrere hundert Meter vom Flussufer zurück. Er lag auf Dorener Gemarkung und hieß anfangs auch nur Doren, in der Planungsphase hieß er noch Bozenau. Im Gasthaus unmittelbar dahinter wurden während des Bahnbaus die Arbeiter untergebracht. Durch das bald danach am Bahnhof errichtete Dampfsägewerk entwickelte sich das Areal infolge der Bahneröffnung zu einem wichtigen Holzumschlagsplatz.
Erst am 15. November 1904 erhielt die Station auf Antrag der Sulzberger Gemeindevorstehung den Doppelnamen, wobei Doren viereinhalb Kilometer und 250 Höhenmeter und Sulzberg neuneinhalb Kilometer und 550 Höhenmeter entfernt lagen. Während für die Bewohner der beiden namensgebenden Orte beim Bahnbau eine 1,92 Kilometer lange Stichstraße zwischen dem Weiler Brenden an der vorhandenen, höher gelegenen Landstraße, die heutige Landesstraße 4, und dem neuen Bahnhof errichtet wurde, konnten die Bewohner von Buch, Alberschwende und dessen Ortsteil Fischbach diesen nur über einen Fußweg erreichen.
Auf Höhe der Bozenau existierte schon früh eine Möglichkeit, die Bregenzer Ach zu überqueren. So soll sich dort bereits um 1800 eine Bootsfähre befunden haben, weil die Furt nur bei Normalwasserstand befahrbar war. Eine erste Fußgängerbrücke, an Seilen aufgehängt und 76 Meter lang, wurde um 1860 errichtet, fiel aber dem Hochwasser vom 2. August 1901 zum Opfer. Anschließend fuhr provisorisch wieder eine Ruderfähre. Erst nach Eröffnung der Bregenzerwaldbahn einigten sich die Gemeinden Doren und Alberschwende über den Neubau eines Stegs mit wesentlich höheren Zugangsrampen sowie einem Mittelpfeiler und dessen Kostenaufteilung. Diesen wiederum zerstörte ebenfalls das Hochwasser im Juni 1910, lediglich die Widerlager blieben stehen. Daraufhin errichteten die Unternehmen Heimbach und Schneider aus Hard in den Jahren 1913 und 1914 eine zweifeldrige Hängebrücke mit Stützweiten von jeweils fast 40 Metern. Die Seilaufhängung wurde an den Tragstützpunkten überdacht. Immer wieder beschädigten Hochwasser das Bauwerk, es wurde zuletzt 1992 saniert und steht heute unter Denkmalschutz.
1906 erhielt der Bahnhof Doren-Sulzberg sein zweites Gleis, letztlich existierten dort somit zwei durchgehende Hauptgleise, ein beiderseits angebundenes Magazingleis, sowie in Richtung Bezau ein als Stumpfgleis ausgeführtes Freiladegleis mit Viehrampe. Wichtigster Güterkunde wurde das 1924 gegründete Dorener Unternehmen Ludwig Steurer Maschinen und Seilbahnenbau, das am Bahnhof einen Gleisanschluss sowie eine eigene Lagerhalle besaß.
Doren-Sulzberg war – als einzige Station in der Bregenzerachschlucht – bis zuletzt besetzt, um dort jederzeit Zugkreuzungen abwickeln zu können, die während der gesamten Betriebszeit der Strecke auch vorrangig dort stattfanden. Mit der 1977 erfolgten Einstellung der Postbusverbindung in die beiden namensgebenden Orte verlor die Station schon vor Aufgabe des Schienenverkehrs an Bedeutung. Das bahnlinks gelegene Aufnahmsgebäude mit der Anschrift Bozenau 141 blieb samt Gütermagazin erhalten und erhielt 2004 einen neuen Dachstuhl. Im Umkreis des Bahnhofes befindet sich heute ein Campingplatz. Ebenfalls erhalten blieb die ehemalige Lagerhalle der Firma Ludwig Steurer Maschinen und Seilbahnenbau. Seit Einstellung des Bahnbetriebs ist die Bozenau ohne jeden Anschluss an den öffentlichen Personennahverkehr.

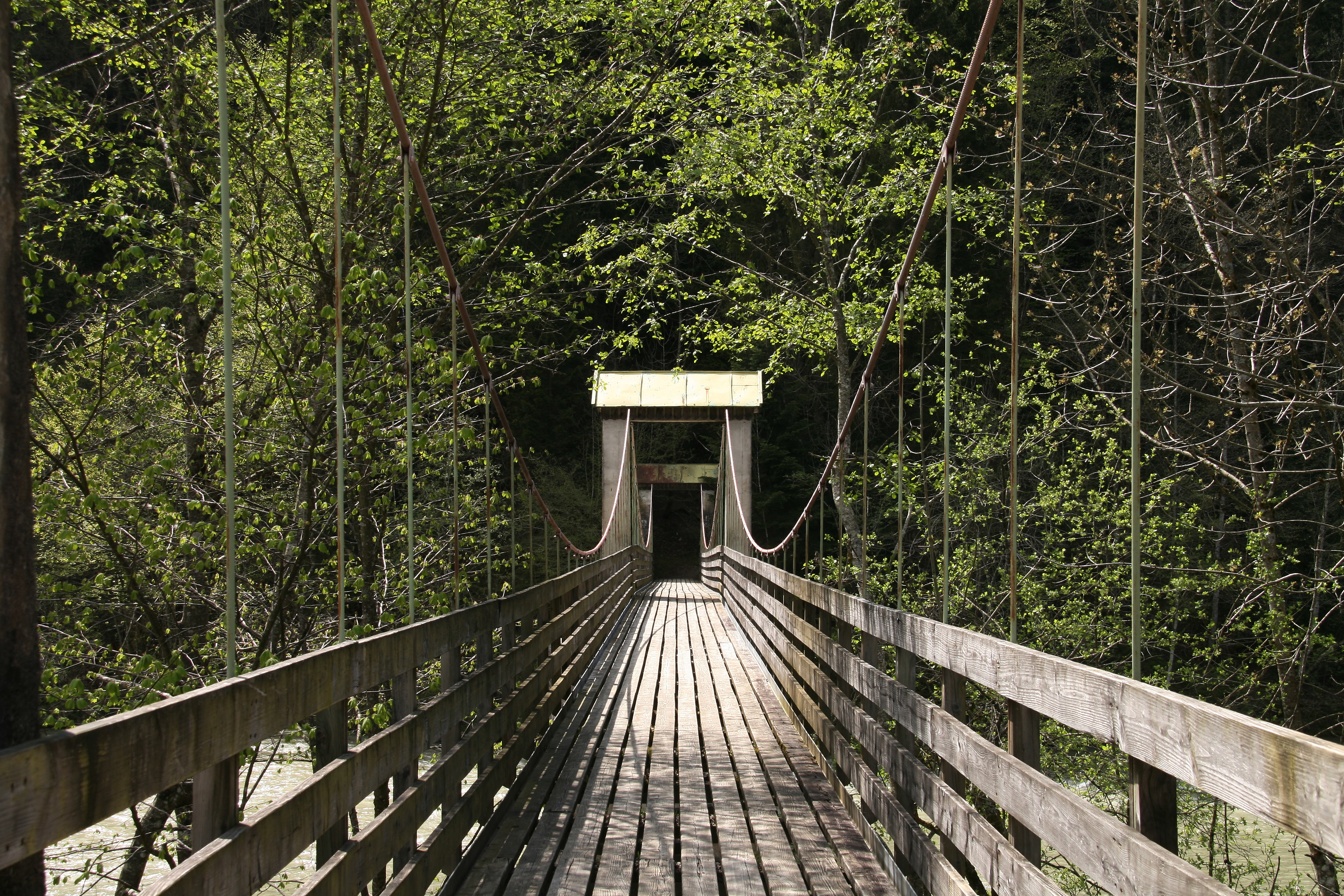
Über diese Brücke konnten auch die Fahrgäste aus Alberschwende den Bahnhof erreichen
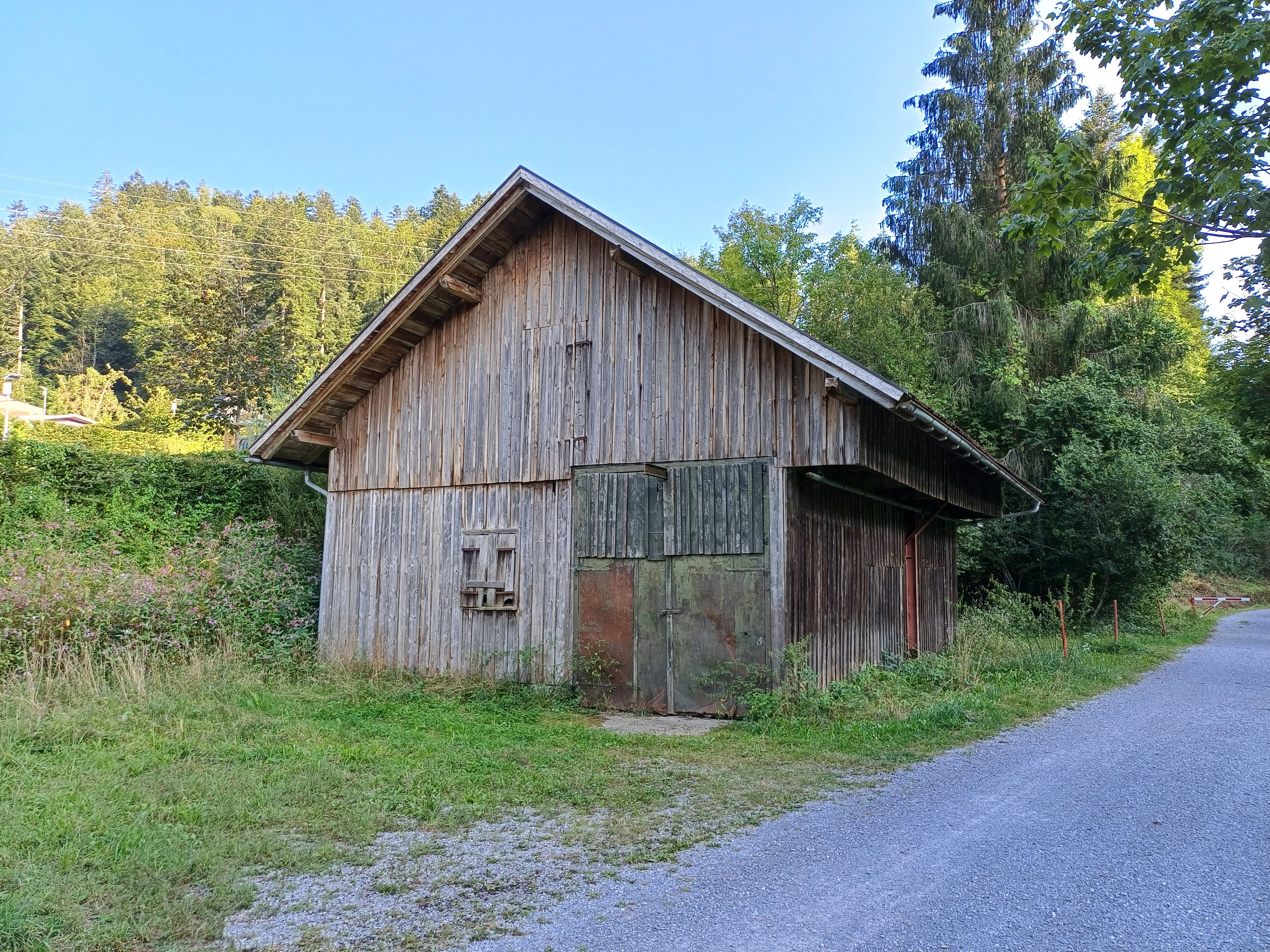
Ehemalige Lagerhalle des Unternehmens Ludwig Steurer Maschinen und Seilbahnenbau
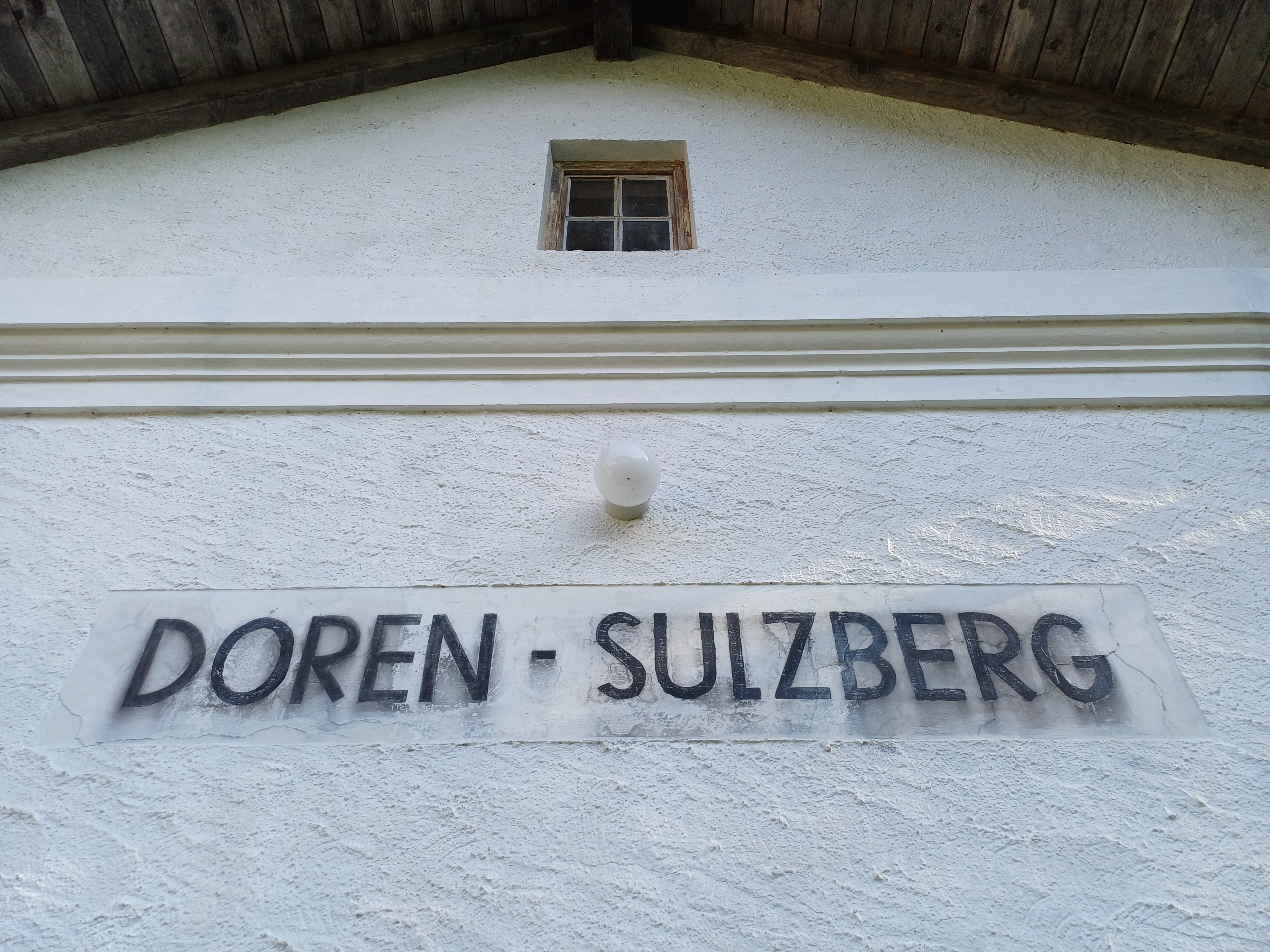
Bahnhofsschild, unter der letzten Aufschrift scheint der ursprüngliche Name Doren durch

### Weißachbrücke

Haltestelle Weißachbrücke um 1906, anfangs noch ohne Wartehäuschen

Die am 1. Oktober 1904, auf Ersuchen der Gemeinde Doren, nachträglich für den Personen- und Gepäckverkehr eingerichtete und bahnlinks gelegene Haltestelle Weißachbrücke befand sich circa 60 Meter vor dem namensgebenden Bauwerk. Sie diente der Erschließung des zu Doren gehörenden Weilers Rohrhalden, eine Straße verband diesen und die Station mit dem Hauptort, und wurde 1914 um ein kurzes Verladegleis für den Holztransport ergänzt. Das nachträglich errichtete hölzerne Wartehäuschen blieb nicht erhalten, das Ladegleis war spätestens in den 1970er Jahren abgebaut worden.

### Langenegg-Krumbach

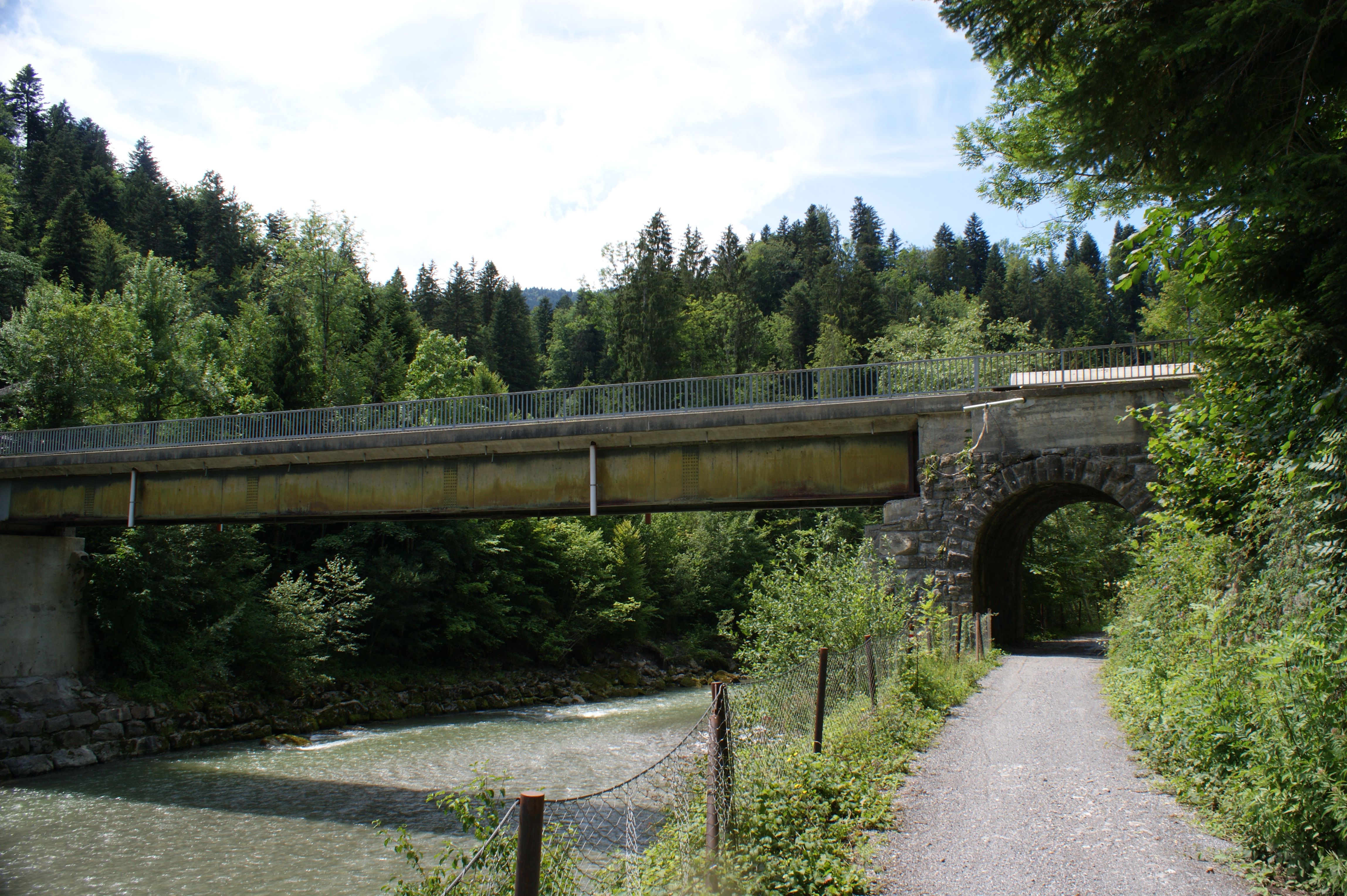
Straßenbrücke mit Bahndurchlass beim Bahnhof Langenegg-Krumbach, errichtet für die Fahrgäste aus Müselbach

Der Bahnhof Langenegg-Krumbach befand sich auf Unterlangenegger Gemarkung, erst 1924 wurde der Ort mit Oberlangenegg zur neuen Gemeinde Langenegg vereinigt. Die Station hieß anfangs nur Langenegg, erst am 1. November 1904 erhielt sie den Doppelnamen, wobei Langenegg drei Kilometer und 200 Höhenmeter und Krumbach sieben Kilometer und 270 Höhenmeter entfernt lagen.
Auch bei dieser Station wurde beim Bahnbau eine neue Verbindungsstraße in den Ort Unterlangenegg einerseits sowie in den Alberschwender Ortsteil Müselbach andererseits errichtet, die heutige Müselbacher Straße (L 25). In deren Verlauf führte beim Bahnhof eine holzgedeckte Brücke über die Bahnstrecke und die Bregenzer Ach. Sie wurde in den letzten Tagen des Zweiten Weltkriegs zerstört und später in bedeutend einfacherer Bauform wieder errichtet. Darüber hinaus diente Langenegg-Krumbach auch der Erschließung von Riefensberg, wohin schon 1923 ein privat betriebener Buszubringer existierte.
Langenegg-Krumbach war ab dem 11. Oktober 1966 nur noch eine unbesetzte Haltestelle ohne Fahrdienstleiter, diente aber weiterhin als Umsteigestelle von und zur Postautolinie von Dornbirn nach Lingenau, Hittisau, Langenegg und Krumbach, die mit der Bahnstrecke konkurrierte. Ebenso wurde die Bahnschranke beim Kilometer 18,2, die ursprünglich vom Geschäftsführer des Bahnhofes bedient wurde, entfernt und der Übergang mit Andreaskreuzen gesichert. Das zuletzt baufällige Aufnahmsgebäude lag bahnlinks und wurde 2005 abgerissen. Zeitweise existierte in Langenegg-Krumbach auch ein Kiosk, an dem kleine Speisen serviert wurden.

### Oberlangenegg
Die bereits 1957 aufgehobene Haltestelle Oberlangenegg, bei Eröffnung der Strecke noch Ober-Langenegg geschrieben, war nach der, bis 1924 eigenständigen, Langenegger Katastralgemeinde benannt. Mit dieser war sie nur durch einen Fußweg verbunden, der heute nicht mehr existiert.

### Bommerngraben
Die nach dem dort in die Bregenzer Ach einmündenden Gewässer benannte Verladestelle, bei Eröffnung der Strecke noch Pommerngraben geschrieben, wurde bereits 1930 aufgelassen.

### Lingenau-Hittisau

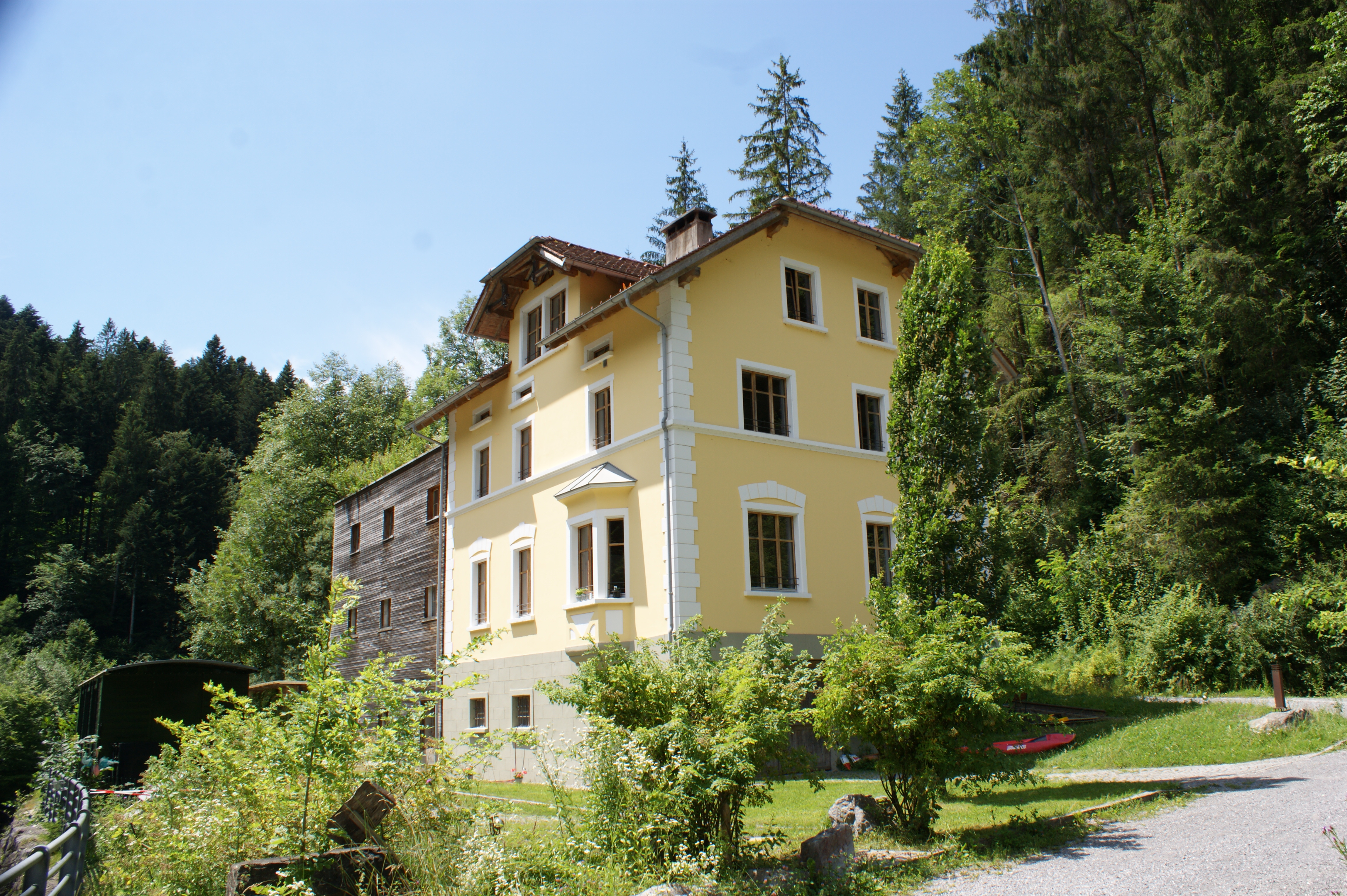
Die ehemalige Bahnhofsrestauration Vorderwald

Der Bahnhof Lingenau-Hittisau befand sich auf Lingenauer Gemarkung und hieß anfangs auch nur Lingenau, erst am 1. Mai 1903 erhielt er den Doppelnamen, wobei Lingenau vier Kilometer und Hittisau acht Kilometer entfernt lagen. Parallel zum Bahnbau entstand die Verbindungsstraße nach Lingenau, darüber hinaus diente die Station auch der Erschließung des Lecknertals, des Balderschwanger Tals sowie von Sibratsgfäll, ferner für Wanderungen nach Sonthofen und Oberstdorf.
Lingenau-Hittisau war mit drei Gleisen und einem Hebelstellwerk ursprünglich der größte Bahnhof und einer der wichtigsten Umschlagsplätze der Bregenzerwaldbahn. Zudem wurde hier bei den Dampflokomotiven Wasser nachgefüllt, bevor diese die lange Rampe bis Egg in Angriff nahmen. Im Laufe der Jahre verlor die Station jedoch an Bedeutung. Auch sie war ab dem 11. Oktober 1966 nur noch eine unbesetzte Haltestelle, ab Oktober 1972 hielten sämtliche Züge nur noch bei Bedarf, das bahnlinks gelegene Aufnahmsgebäude wurde schon 1977 abgerissen.
Beim Bahnhof Lingenau-Hittisau existierte zudem die „Bahnhofsrestauration Vorderwald“. Sie wurde ebenfalls vom Bahnbauer Johann Bertolini entworfen, das Gebäude blieb als Wassersportzentrum erhalten. Der auf dem Bahnhofsgelände als Denkmal aufgestellte Wagen ist ein Nachbau, nachdem der 2003 dort aufgestellte Bregenzerwaldbahn-Originalwagen beim Hochwasser in Herbst 2006 mitgerissen wurde.

### Egg

Bahnhof Egg um 1905, am rechten Bildrand das Gütermagazin auf Bregenzer Seite

Der Bahnhof Egg, der auch den Nachbarort Großdorf sowie einige Parzellen von Schwarzenberg erschloss, hatte ebenfalls zwei Hauptgleise, ein durchgängiges Magazingleis sowie auf der Bregenzer Seite ein Freiladestumpfgleis. Das zweite Hauptgleis kam dabei erst im Zweiten Weltkrieg dazu, um Zugkreuzungen zu erleichtern. Zudem existierte ab 1903 neben der Station eine von den Geschwistern Schmid bewirtschaftete Bahnhofsrestauration. Sie wurde ebenfalls von Johann Bertolini entworfen und 1974 abgerissen. Egg war die ganzen Betriebsjahre über besetzt, weil der Bahnhofsvorstand auch die Schranken der Straße Richtung Großdorf, die heutige L 29, bedienen musste. Das bahnrechts gelegene Aufnahmsgebäude musste 1999 dem Impulszentrum Bregenzerwald weichen, vor dessen Haupteingang erinnert ein kurzer Gleisrest an die frühere Nutzung des Geländes. 

### Unterbach
Die am 1. Mai 1903 nachträglich eröffnete Haltestelle Unterbach lag bahnlinks auf der Gemarkung von Egg und war nach dessen gleichnamigem Weiler benannt.

### Andelsbuch

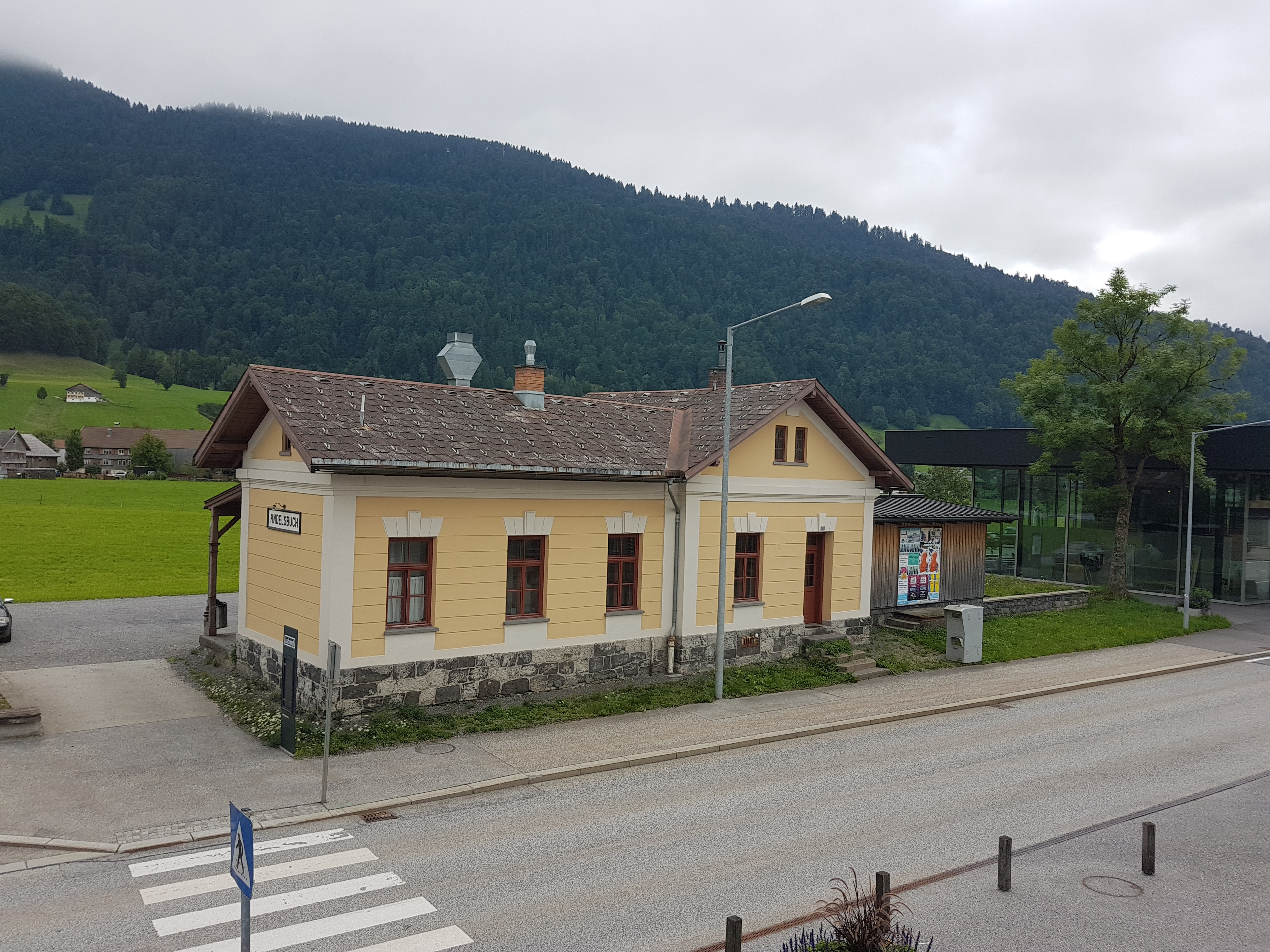
Straßenseite des ehemaligen Bahnhofs Andelsbuch mit Gütermagazin auf Bezauer Seite, 2019

Der ehemalige Bahnhof Andelsbuch, dessen bahnrechts gelegenes Aufnahmsgebäude die Anschrift Hof 347 hat und parallel zur Bregenzerwaldstraße liegt, wird heute vom örtlichen Kulturverein Bahnhof genutzt. Nebenan erhielt der Werkraum Bregenzerwald ein von Peter Zumthor geplantes Ausstellungsgebäude. Im Bahnhofsbereich erinnern außerdem die Freiladerampe, ein kurzer Gleisrest sowie zwei auf diesem als Denkmal aufgestellte Wagen an den früheren Bahnbetrieb. Hierbei handelt es sich um den Gepäckwagen Di02 und den Güterwagen G 156.

### Bezegg
Die am 1. Mai 1903 nachträglich eröffnete Haltestelle Bezegg lag bahnlinks auf der Gemarkung von Andelsbuch und befand sich in dessen Ortsteil Bühel, erschloss aber auch den angrenzenden Weiler Unterbezegg. Benannt war sie nach der nahe gelegenen Passhöhe Bezegg, der Forstweg dorthin beginnt bei der ehemaligen Station.

### Bersbuch
Die am 1. Mai 1903 nachträglich eröffnete Haltestelle Bersbuch lag bahnrechts auf der Gemarkung von Andelsbuch und war nach dessen gleichnamigem Ortsteil benannt. Sie diente von 1989 bis 2004 als Endstation der Museumszüge von und nach Bezau. Anschließend wurde sie komplett durch die neue Trasse der Bregenzerwaldstraße überbaut.

### Schwarzenberg

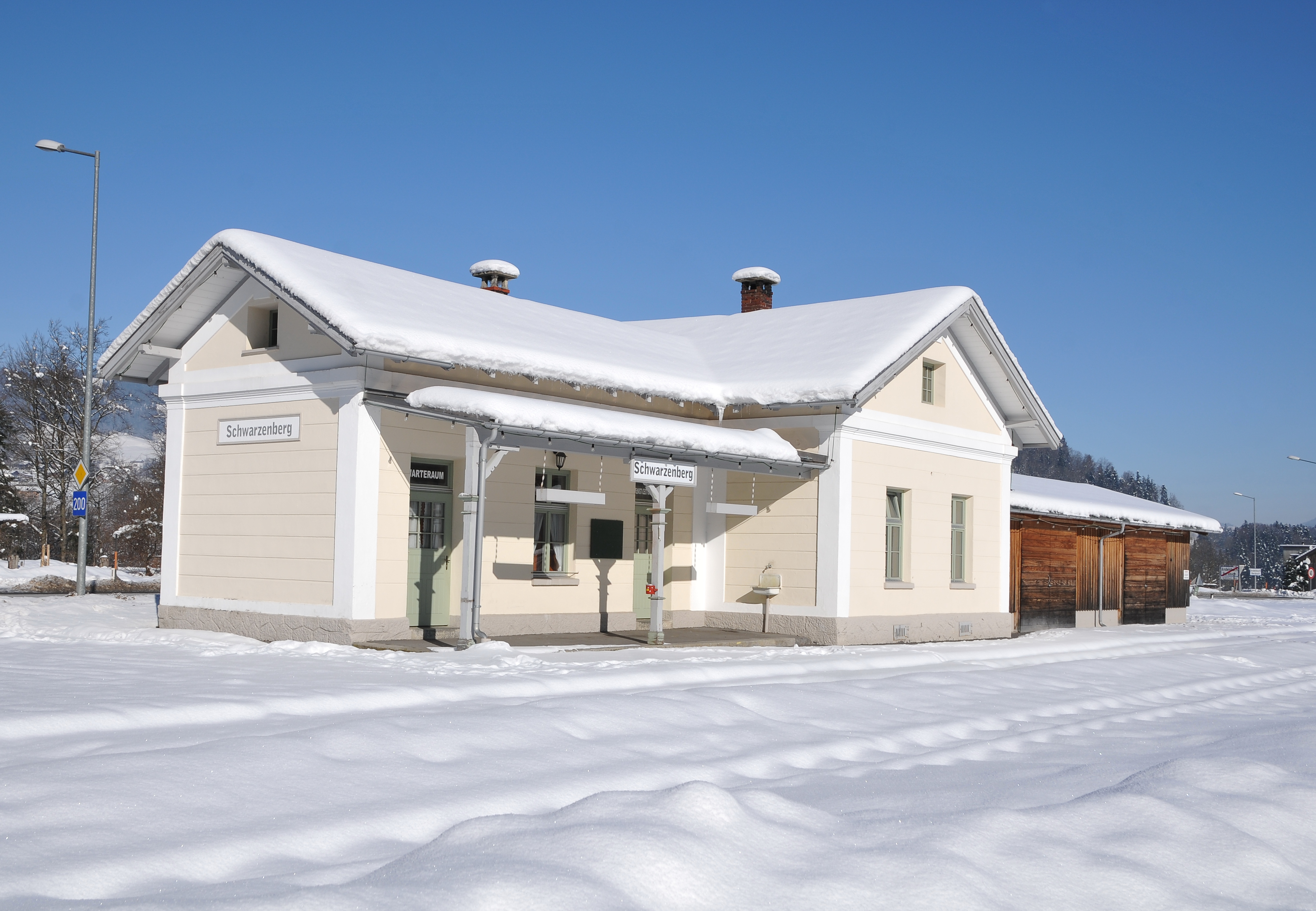
Gleisseite des Bahnhofs Schwarzenberg im Jahr 2013, das erhaltene Gütermagazin liegt auf Bregenzer Seite

Der Bahnhof Schwarzenberg, zur Abgrenzung vom Bahnhof Schwarzenberg (Erzgeb) zwischen dem 1. Mai 1939 und dem 23. März 1946 Schwarzenberg (Vorarlberg) genannt, liegt jenseits der Gemeindegrenze, im Andelsbucher Ortsteil Bersbuch. Die namensgebende Ortschaft liegt hingegen, jenseits der Bregenzer Ach, zwei Kilometer entfernt und ist durch die Bödelestraße mit der Station verbunden. Diese sollte anfangs, das heißt nach den ursprünglich von der Bauleitung zur Genehmigung vorgelegten Plänen, nur eine einfache Haltestelle mit Wartehalle werden, wurde letztlich aber doch als Bahnhof eröffnet.
Das bahnrechts gelegene Aufnahmsgebäude mit Gütermagazin auf Bregenzer Seite blieb erhalten und liegt parallel zur Bregenzerwaldstraße. Es hat die Konskriptionsnummer Bersbuch 348 und wird von der Museumsbahn als Endbahnhof genutzt, die dortige Bushaltestelle für den regulären öffentlichen Verkehr heißt hingegen Bersbuch Kreisverkehr. Neben dem ehemals durchgehenden Streckengleis am Hausbahnsteig steht ein bahnsteigloses Umfahrungsgleis zur Verfügung. Der Schwarzenberger Bahnhofsvorstand bediente früher auch die Schranken im Zuge der Kreuzung mit der Bregenzerwaldstraße. Auf einem nicht mit der Museumsstrecke verbundenen Gleisjoch steht in Schwarzenberg ferner ein Güterwagen als Denkmal, darüber hinaus errichtete der Museumsbahn-Verein in Schwarzenberg eines der charakteristischen quadratischen Toilettengebäude aus der Anfangszeit der Bahn originalgetreu.

### Sporenegg

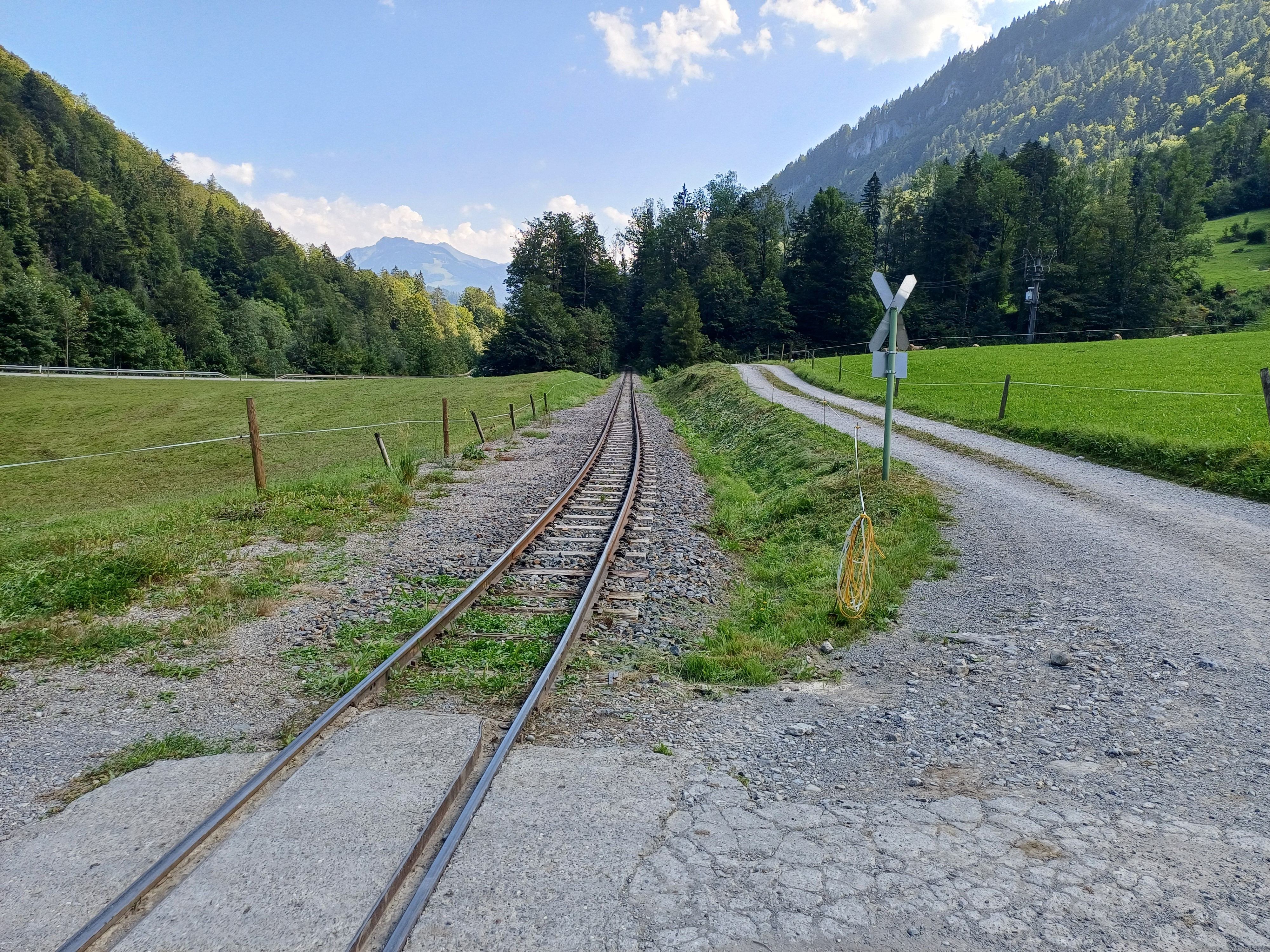
Die ehemalige Haltestelle Sporenegg, Blickrichtung Bezau, 2024

Die Haltestelle Sporenegg befand sich bahnlinks unmittelbar nach der Sporeneggbrücke auf Schwarzenberger Gemarkung und war nur vom 31. Juli 1999 bis zum 5. Mai 2000 in Betrieb. Sie diente als provisorische Endstation der Museumsbahn, so lange die vorgenannte Brücke nach ihrem Einsturz durch Hochwasser nicht genutzt werden konnte. Namensgebend war hierbei die Brücke, die wiederum nach einem Andelsbucher Flurnamen benannt ist.

### Reuthe

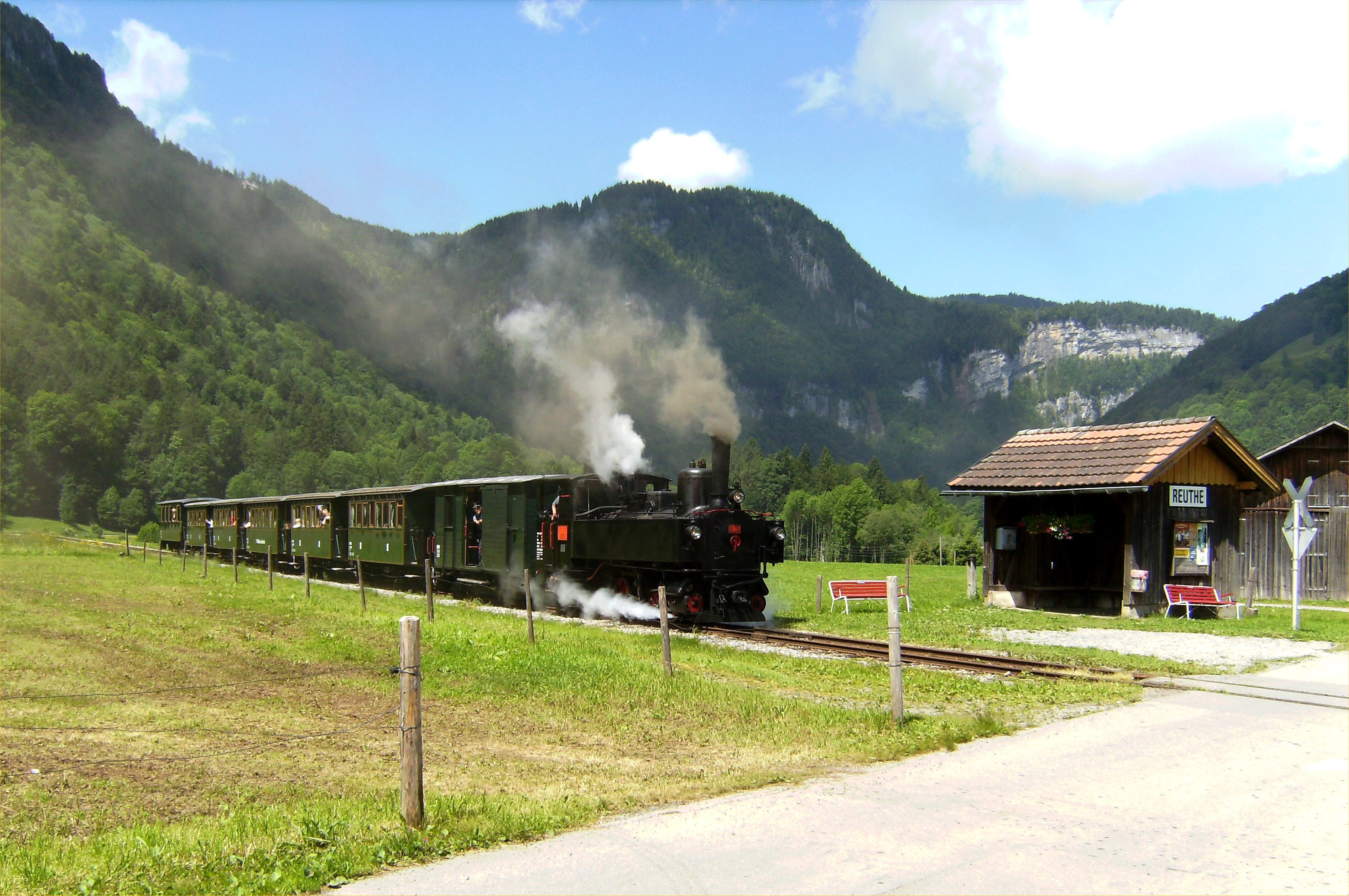
Haltestelle Reuthe, 2009

Die Haltestelle Reuthe befindet sich bahnlinks am Rande des zur Gemeinde gehörenden Weilers Hof, etwa zwei Kilometer nordwestlich des Kernorts Reuthe. Sie erschließt darüber hinaus auch noch den südlich gelegenen Weiler Baien, ebenfalls ein Teilort von Reuthe. Für die Bewohner des Hauptorts liegt der Bahnhof Bezau hingegen günstiger. Die Station wurde in der Planungs- und Bauphase noch unter dem Namen Hof-Reuthe geführt, 1914/1922 in Reuthe in Vorarlberg und schließlich am 1. Mai 1939 in Reuthe (Vorarlberg) umbenannt. Ab dem 23. März 1946 hieß sie wieder Reuthe in Vorarlberg, die Museumsbahn nennt die Station wiederum nur noch Reuthe wie in der Anfangszeit. Sie besitzt noch ihr ursprüngliches hölzernes Wartehäuschen und wird von der Museumsbahn als einziger Zwischenhalt genutzt. Direkt daneben befindet sich die Bushaltestelle Reuthe Bahnhöfle der Linie 833.

### Bezau

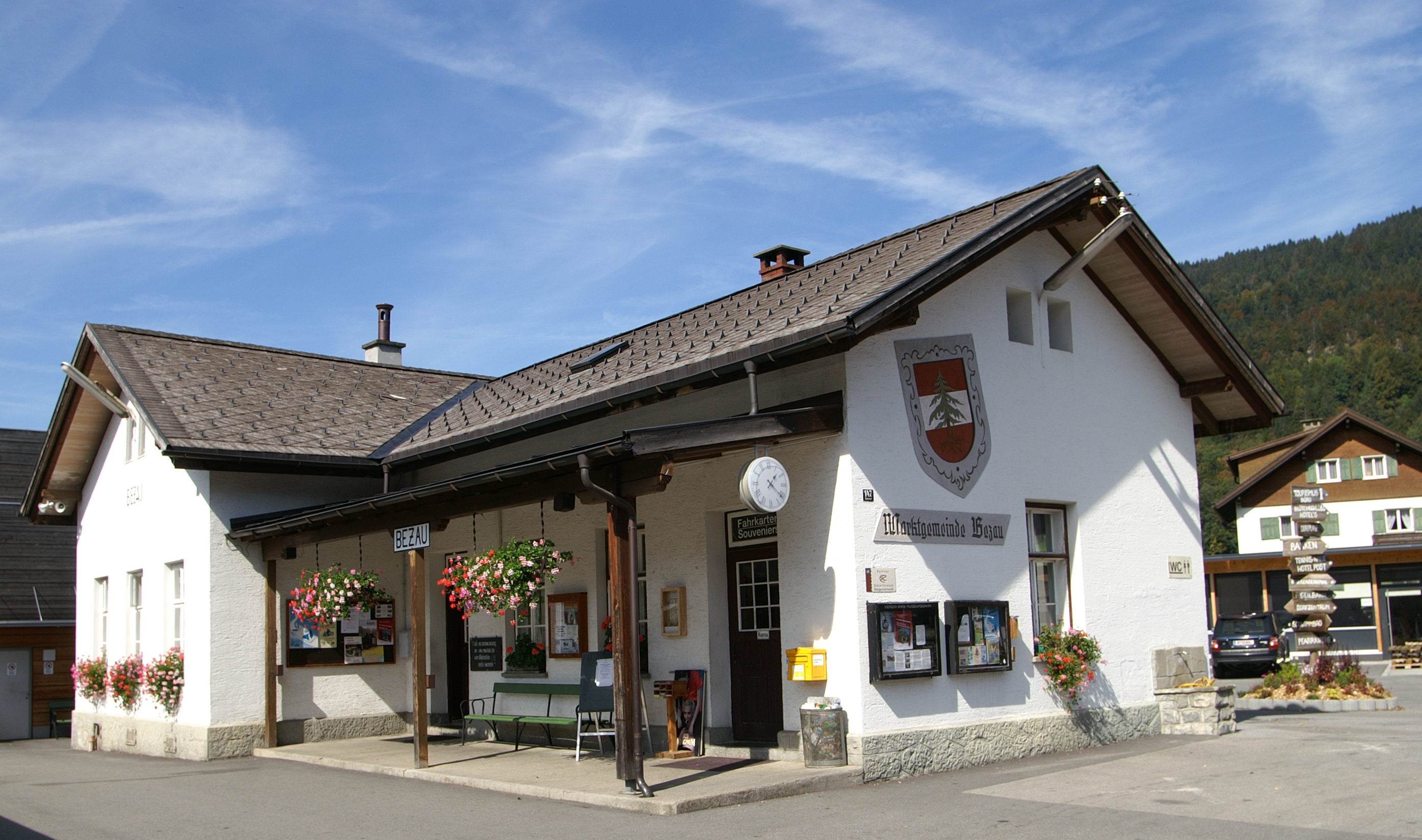
Aufnahmsgebäude Bezau, 2017

Der Endbahnhof Bezau liegt etwa einen halben Kilometer vom Ortszentrum entfernt. Die Station wurde seinerzeit so angelegt, dass sie im Verlängerungsfall Richtung Hinterwald leicht zum Durchgangsbahnhof erweitert hätte werden können. Für die dort übernachtende Zuggarnitur standen ein kleines Heizhaus mit Wasserkran und für das Personal Übernachtungsräume zur Verfügung. Um den Bremsendruck von Güterzügen vor der abschüssigen Talfahrt genau berechnen zu können, existierte außerdem eine Gleisbrückenwaage. Eine Anschlussbahn zweigte an der Bahnhofseinfahrt nach links zum ehemaligen Standort des Unternehmen Wälderhaus, dem heutigen Dorfpark Bezau, ab.
Es versorgte den Bregenzerwald schon seit 1873 mit Lebens-, Genuss-, Futter- und Düngemitteln und verlegte seinen Sitz mit Eröffnung der Bregenzerwaldbahn eigens von Schwarzach an den Bezauer Bahnhof, wo es unter anderem Kohle per Bahn angeliefert bekam. Über diesen Gleisanschluss wurden 1961 insgesamt 751 Einzelwagen mit 9635 Tonnen Ladung und 1974 noch 246 Einzelwagen mit 4071 Tonnen Ladung beigestellt.
Im Juli 1987 überschwemmte der Grebenbach das Bezauer Bahnhofsgelände und überzog es mit einer Schlammschicht, die von den Mitgliedern des Museumsbahn-Vereins mühevoll und großteils in Handarbeit abgetragen wurde. Um das Jahr 2000 herum zog sich der Verein von einem 3000 Quadratmeter umfassenden Teil des Bahnhofsgrundstücks zurück, auf der freigeräumten Fläche entstand infolge ein Sutterlüty-Supermarkt. Als Ersatz für das alte Heizhaus wurde neben dem Aufnahmsgebäude eine neue, dreiständige Fahrzeug- und Werkstatthalle errichtet, wofür das alte Gütermagazin auf Bregenzer Seite weichen musste. Am neuen Streckenende wurde, zwecks optimaler Nutzung der verbleibenden Fläche, an Stelle einer Weiche im Frühjahr 2002 eine Segmentdrehscheibe eingebaut. Darüber hinaus verfügt der Bahnhof über neun gewöhnliche Weichen. Das bahnlinks gelegene Aufnahmsgebäude mit der Anschrift Bahnhof 147 blieb erhalten und wird von der Museumsbahn genutzt, es wurde 2009 generalsaniert. Die Museumsbahn trug außerdem das ehemalige Gleis 1 ab, um mehr Platz für den Hausbahnsteig zu schaffen. Dem heutigen Busverkehr steht neben dem Supermarkt ein kleiner Busbahnhof zur Verfügung.

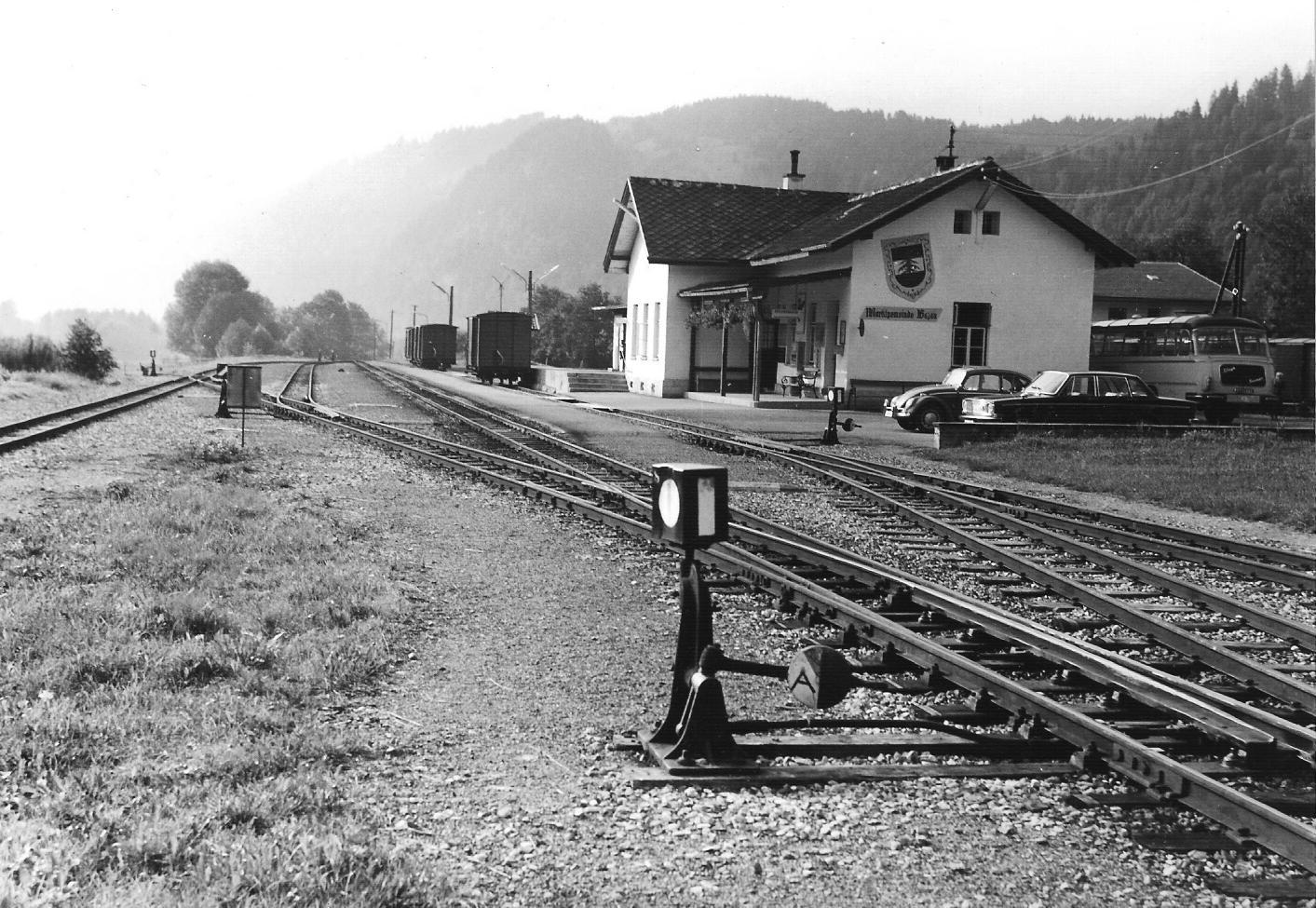
Bahnhof Bezau im Jahr 1971, damals noch mit dem auf Bregenzer Seite gelegenen Gütermagazin
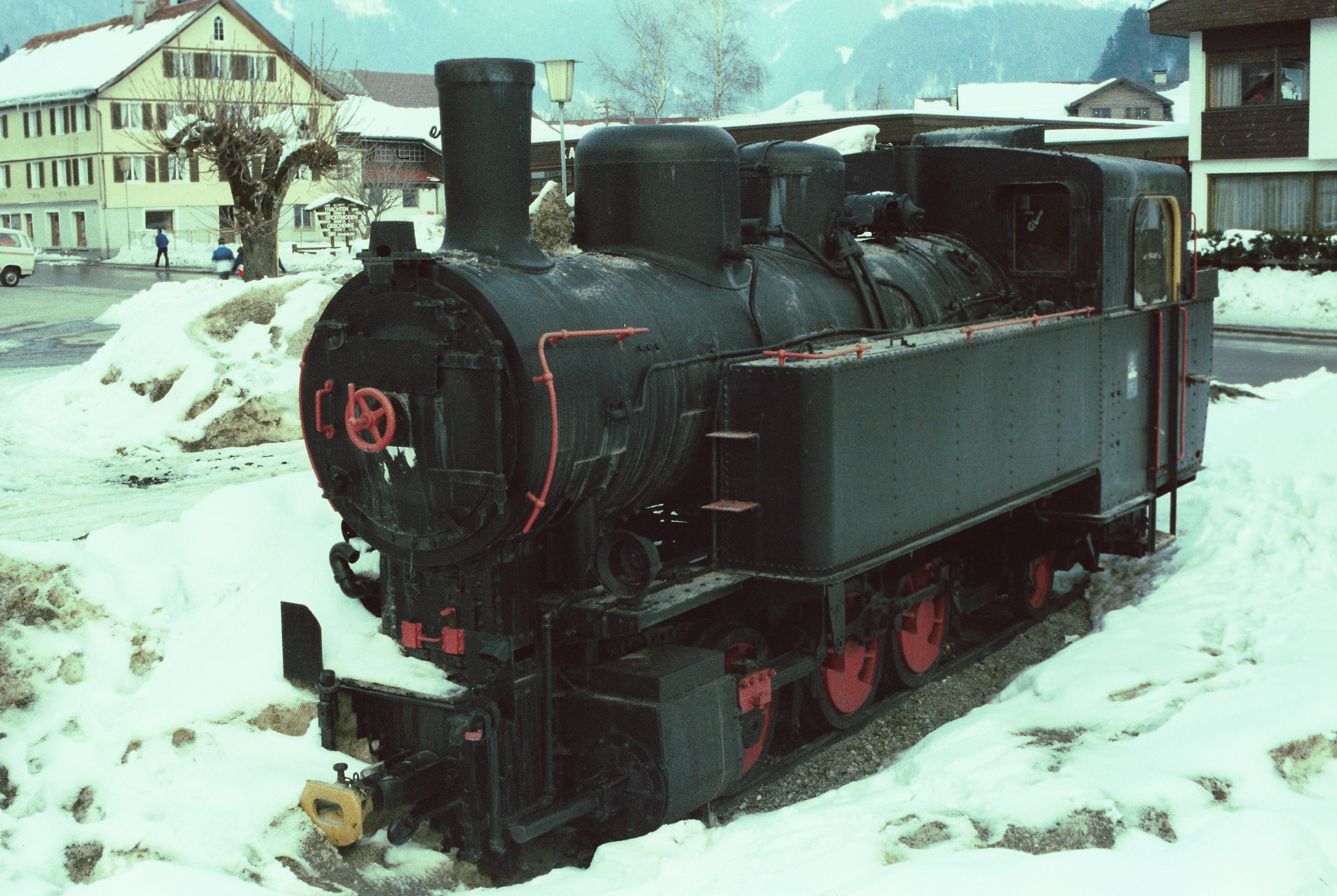
Ehemaliges Gleisende vor Bau des Supermarkts, aufgenommen 1984 mit Denkmallokomotive
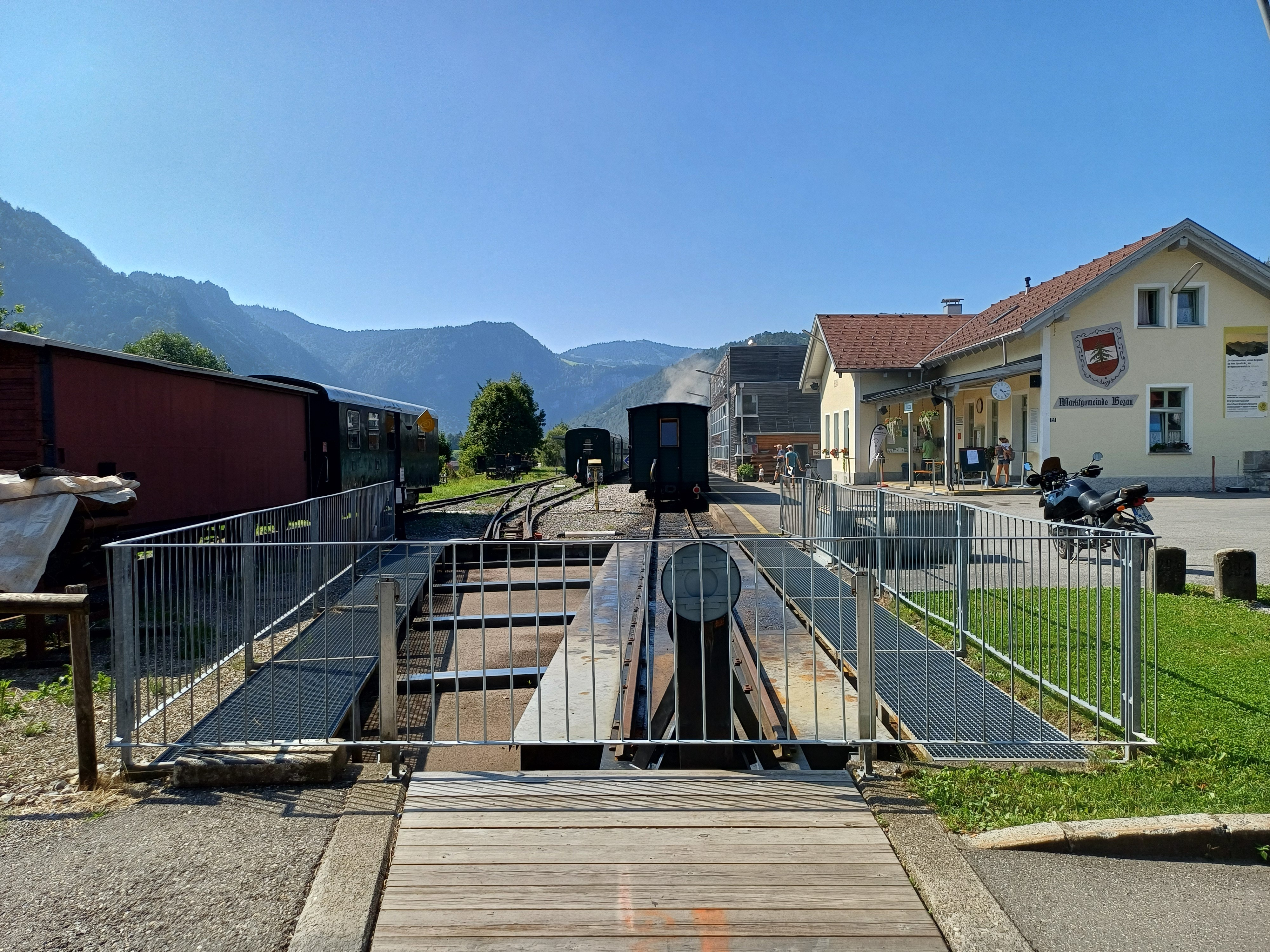
Die Bezauer Segmentdrehscheibe, 2024
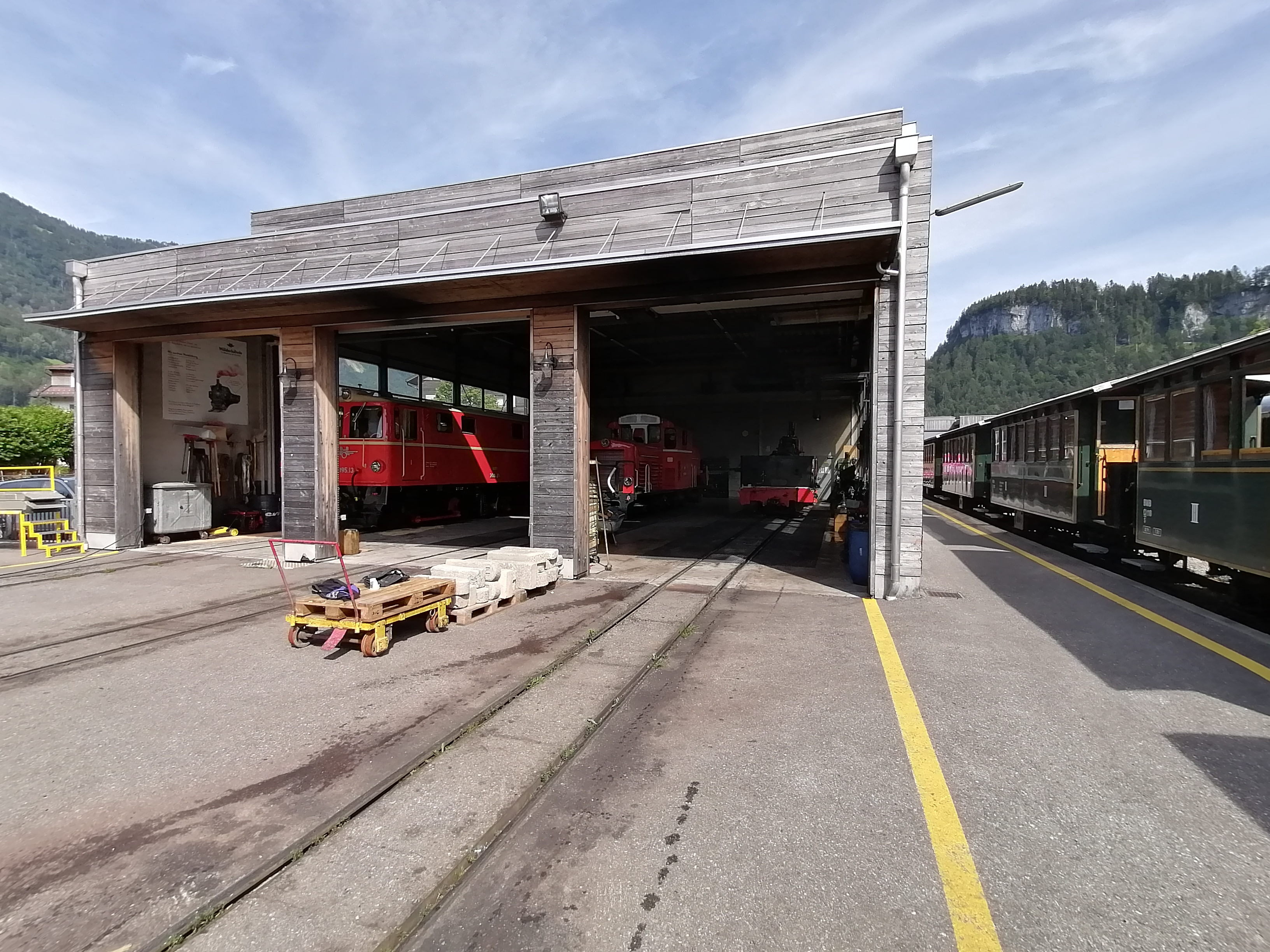
Fahrzeug- und Werkstatthalle der Museumsbahn, 2022
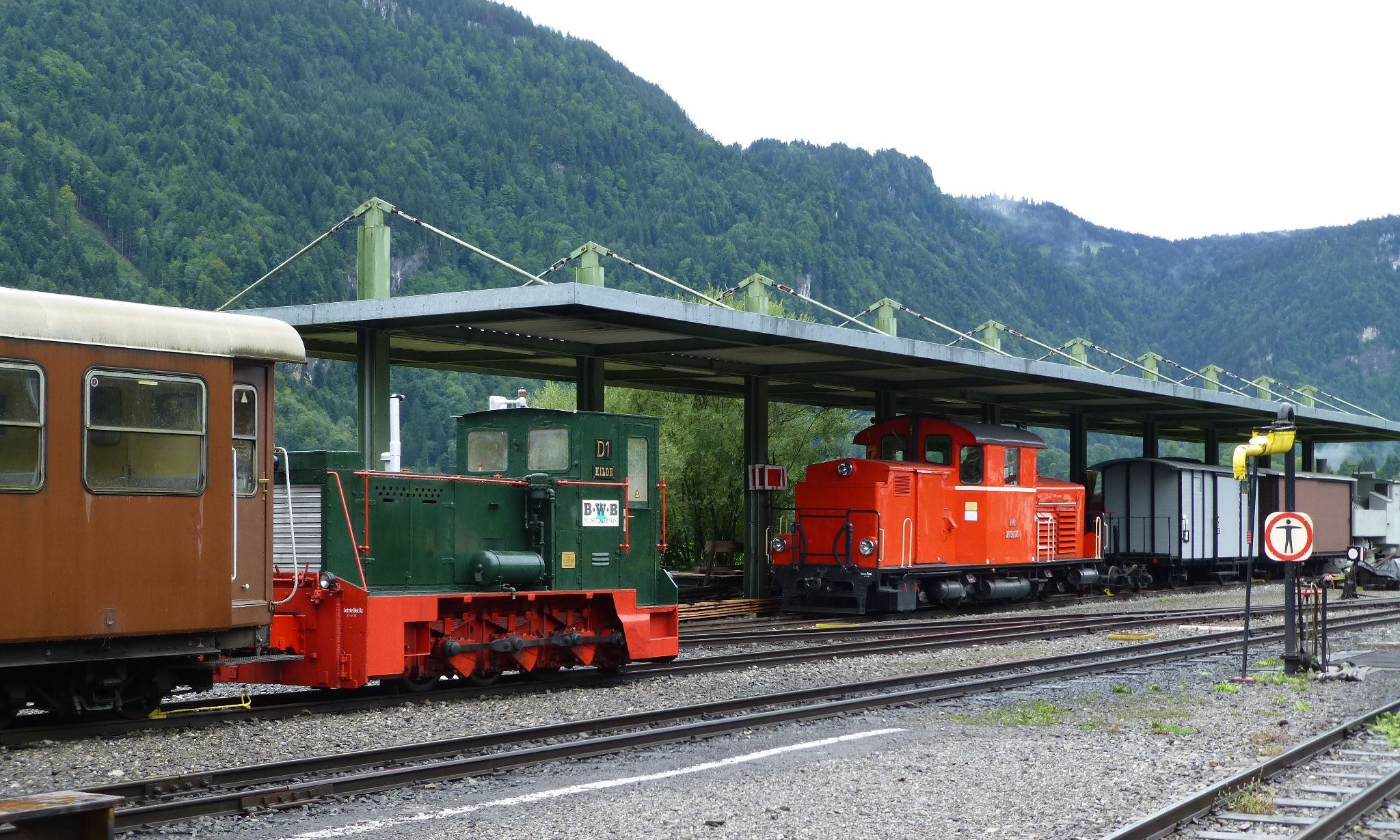
Flugdach zum Schutz historischer Fahrzeuge, 2017

## Zwischenfälle
- Am 4. März 1903 versperrten gleich fünf Erdrutschungen die Strecke zwischen Kennelbach und Langenegg. Der Vorarlberger Volksfreund spottete darüber: „Es dürfte sich sonach in Zukunft empfehlen, jeden Passagier in Bregenz oder in Bezau mit Karst und Schaufel auszurüsten, damit die Freimachung der verschütteten Strecke etwas schneller vor sich gehen kann!“[15]

1905 durch Felssturz beschädigter Wagen

- Am Ostersonntag des Jahres 1905 verlegte ein Felssturz beim Kilometer 18,5, zwischen den Stationen Langenegg-Krumbach und Oberlangenegg, die Trasse, wobei einige den Abhang herunterrollende Steine einen Personenwagen trafen. Sie zertrümmerten an diesem drei Fensterscheiben und verletzten einen Fahrgast am Kopf. Am Ostermontag wiederum zwang eine Rutschung bei Doren einen Zug zum Halten, weil das Gleis mit Geröll und Schuttmassen bedeckt war.[15]

- Im August 1905 wurde die Strecke beim Kilometer 15,8 durch ein Hochwasser und angeschwemmtes Treibholz so stark beschädigt, dass die Trasse dort nahezu vollständig neu gebaut werden musste. Diese Stelle war auch in späteren Jahren oft Zerstörungen durch Naturereignisse ausgesetzt.[129] Im Jahr 1905 oder 1906 riss zudem ein Hochwasser das Gleis mitsamt des Bahndammes des an einem Prallhang der Bregenzer Ach liegenden Bahnhofs Lingenau-Hittisau komplett weg.[130]

Felssturz vom 27. Feber 1906. Immer wieder sorgten derartige Ereignisse für Betriebsunterbrechungen, die anfänglich alle von Hand beseitigt werden mussten.

- Am 27. Februar 1906 ereignete sich in Bereich etwa zwischen km 18,4 und 18,5 ein Felssturz, woraufhin der Betrieb zwischen Langenegg-Krumbach und Bezau bis Mai gleichen Jahres eingestellt werden musste.[15]

Bei der Entgleisung vom 7. Juni 1908 kurz vor der, im Hintergrund sichtbaren, Station Langenegg-Krumbach standen die Wagen teilweise bis zu den Gepäckablagen im Wasser

- Der Hergang einer Entgleisung am Pfingstsonntag, dem 7. Juni 1908, konnte nicht vollständig rekonstruiert werden: Nach Aussagen von Reisenden im letzten Wagen des Mittagszuges nach Bezau rollte offenbar ein vom Steilhang herabstürzender Felsbrocken unter diesen Wagen, wodurch er angehoben wurde und im Bereich des Baierntobels, vor der Station Langenegg-Krumbach, entgleiste. Daraufhin wurden auch die drei voranlaufenden Personenwagen sowie der hinter der Lokomotive eingereihte Gepäckwagen des durch einen Rechtsbogen fahrenden Zuges aus den Schienen gerissen. Nur die Lokomotive blieb auf dem Gleis stehen. Der Gepäckwagen stürzte um, wurde jedoch von der Kupplung zur schweren Lokomotive auf dem Bahndamm gehalten. Der nachfolgende, erste Personenwagen lag auf dem Dach großteils auf der Böschung und mit dem hinteren Ende in der Hochwasser führenden Bregenzer Ache. Der zweite Personenwagen lag auf der linken Seite im Fluss, und die letzten zwei Personenwagen standen fast bis zu den Gepäckablagen im Wasser. Die meisten der 60 Reisenden kamen mit Unterkühlungen und leichten Verletzungen davon. An den vier Personenwagen entstand ein Totalschaden; sie wurden 1909 durch neue ersetzt.[14][131]

- Ein Föhnsturm wehte am 21. November 1926 bei den Streckenkilometern 24,8/24,9 nahe der Haltestelle Unterbach ein Blechdach auf die Strecke. Infolgedessen musste der Personenzug Nummer 1520 gegen 6:20 Uhr dort außerplanmäßig halten. Während sich die gesamte Zugmannschaft bemühte, das Hindernis zu beseitigen, stieß der Sturm die sechs Personenwagen sowie den Dienstwagen des Zuges um. Nur die Lokomotive entgleiste nicht. Da die meisten der 14 Fahrgäste zuvor ausgestiegen waren, gab es, als die Wagen umstürzten, „nur“ zwei Leichtverletzte.[15]

- Zwei herabstürzende Felsbrocken zerstörten am frühen Abend des 27. Dezember 1935 einen Durchlass beim Kilometer 9,9. Ein Zug nach Bregenz, der diese Stelle wenige Sekunden danach erreichte, konnte trotz Bremsung nicht mehr anhalten. Die Lokomotive stürzte in die Lücke, der Heizer erlitt Verletzungen. An der Maschine und dem ersten Wagen entstanden „ziemlich starke“ Schäden, die Fahrgäste wurden um 22:00 Uhr mit einem Hilfszug weiterbefördert.[132][133]

- Im Mai 1939 verursachte, nach lang andauernden Regenfällen, ein Murenabgang beim Kilometer 10,3 eine Steckenunterbrechung.[19]

- 1943 prallte eine Dampflokomotive in der Nähe des Rotachtunnels gegen die Trümmer eines Felssturzes. Der Lokführer und der Heizer starben im ausströmenden Dampf.[134]

- Am 11. Jänner 1965 um 19:02 Uhr fuhr der Zug 7311, der um 18:15 Uhr in Bezau abgefahren war, zwischen Egg und der Tuppenbrücke im Zuge der L 200 gegen die Trümmer eines Felssturzes.[135] Da der Zug in einem Gleisbogen fuhr, beleuchteten die Scheinwerfer der Diesellokomotive 2095.05 das Hindernis zu spät; die eingeleitete Schnellbremsung konnte den Aufprall nicht verhindern.[136] Die Lokomotive stürzte 30 Meter tief und kam unter der Tuppenbrücke im Flussbett der Bregenzer Ach aufrecht zu stehen. Der Lokomotivführer wurde schwer verletzt. Der nachfolgende Postwagen blieb – weil die Kupplung zur Lokomotive brach – am Hang auf der Stützmauer hängen. Die drei dahinter laufenden Personenwagen verblieben entgleist, aber kaum beschädigt auf den Gleisen. Die Lokomotive wurde anschließend im Flussbett zerlegt, in Einzelteilen abtransportiert und später repariert, sie war noch bis 1980 im Einsatz.[135][102] Die Strecke war danach für sechs Tage gesperrt.

- Am Freitag, dem 10. September 1965, wurde der Zug überfallen, der in Bezau um 18:17 Uhr in Richtung Bregenz abfuhr. Ein Einzeltäter brach zwischen Doren-Sulzberg und Langen-Buch die Tür zum Postwagen auf, in dem sich mehr als eine Million österreichische Schilling, was inflationsbereinigt im Jahr 2023 mehr als 500.000 Euro entspricht,[72] befanden. Dies waren die Einnahmen aus den Postämtern im Bregenzerwald, die an jedem 10. eines Monats nach Bregenz transportiert wurden. Der mutmaßliche Räuber, der vom Händler, der ihm zuvor die beiden als Tatwaffen benutzten Messer verkaufte, als „circa 22-jährig“ beschrieben wurde, griff den im Wagen befindlichen Postbeamten mit diesen an. Nach einem Kampf, bei dem beide Männer schwer beziehungsweise lebensgefährlich verletzt wurden, der Postbeamte durch 18 Schnitt- und Stichwunden, flüchtete der Täter ohne Beute. In der Nähe des Rickenbachtunnels, bei Kilometer 9,3 um 19:34 Uhr, konnte der Postbeamte die Notbremse ziehen und um Hilfe rufen. Die Fahndung nach dem Täter blieb bis heute erfolglos. Laut den Ermittlungen der Polizei hatte es sich in einschlägigen Kreisen schon längere Zeit vor der Tat herumgesprochen, dass diese monatlichen Geldtransporte fast ohne Sicherheitsvorkehrungen erfolgten.[137][138] Der gleiche Postbeamte befand sich auch in dem Postwagen, der am 11. Jänner 1965 knapp einem Absturz in die Bregenzer Ach entging. Infolge des Überfalls ließ die Post 1966 einen von der Mariazellerbahn stammenden Postwagen umbauen und nach Bregenz umsetzen.[57]

- 1973 entgleisten der Klima-Schneepflug und die Schiebelokomotive 2095.04, die in Richtung Bezau unterwegs waren, in einem Rechtsbogen. Beide Fahrzeuge stürzten auf die flussabgewandte Seite des Bahnkörpers.[139]

## Nachnutzungen der Trasse

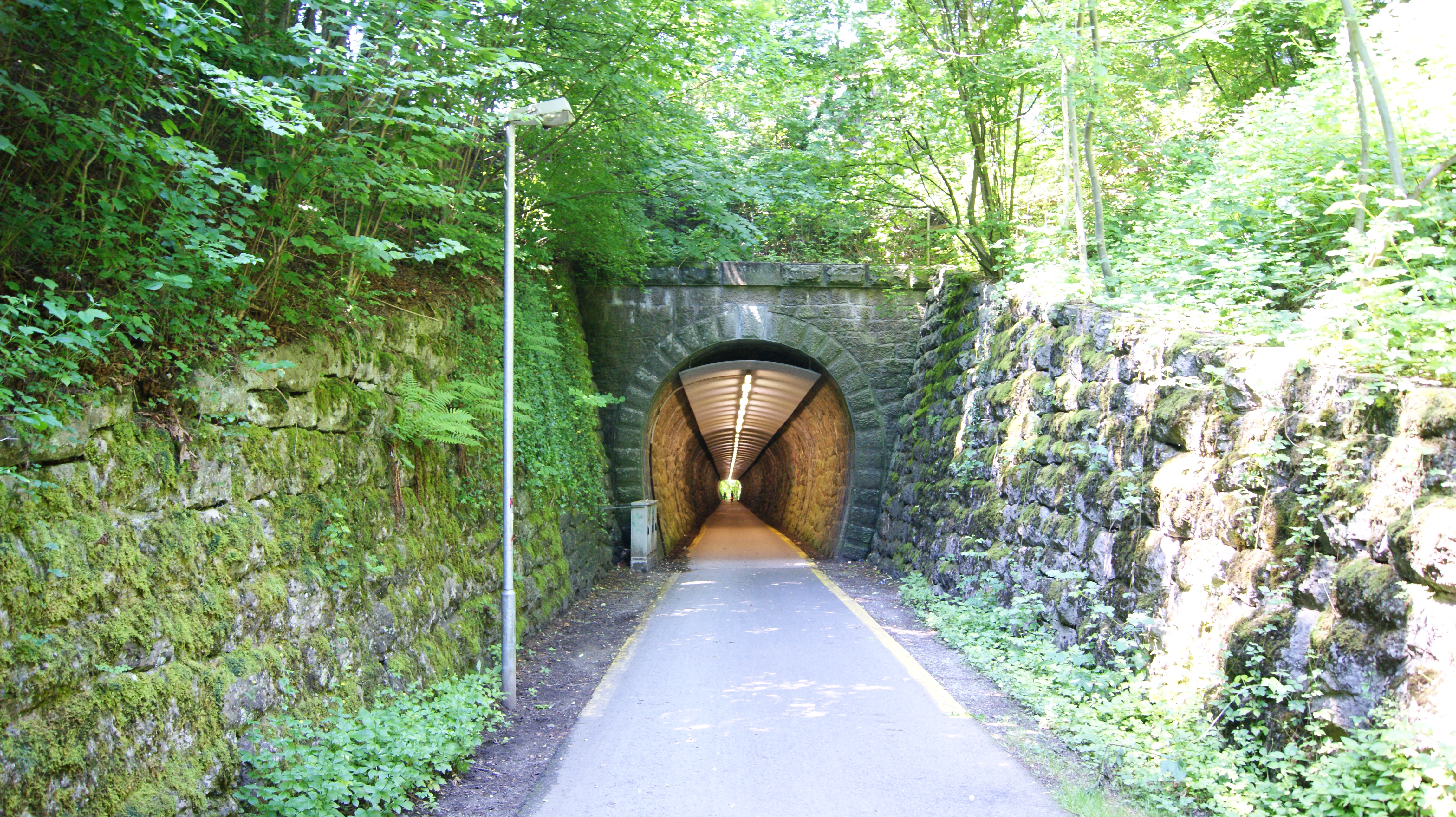
Der Riedentunnel dient als beleuchteter Fuß- und Radweg, 2015

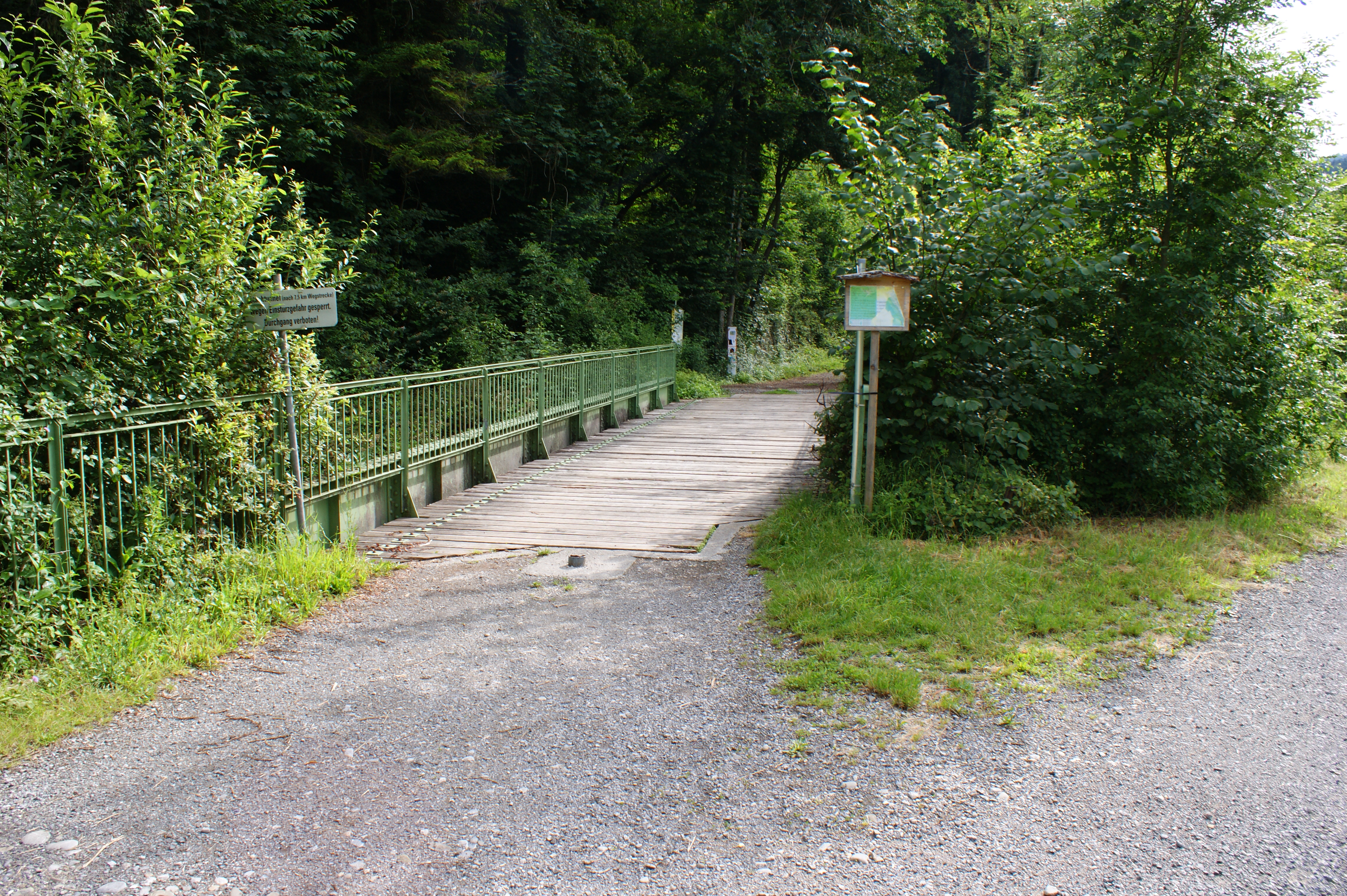
2022 instandgesetzte Brücke über den Werkskanal in Kennelbach, zum Aufnahmezeitpunkt 2020 mit Hinweis auf den damals noch wegen Einsturzgefahr gesperrten Rotachtunnel

Die Trasse zwischen Egg und Andelsbuch wurde 1992 zu einem geschotterten Bahntrassenradweg ausgebaut, 2013 folgte der Abschnitt von der Rotachbrücke bis Egg. Seit 1998, dem Jahr nach dem Abbau der letzten Gleise, existiert zwischen Kennelbach und der Rotachbrücke ein Wanderweg. Offizielle und inoffizielle Nachnutzungen, wie Klettersteige an Brücken oder Kunstwerke an Bäumen wurden in mehreren Reportagen 2014 von Studierenden der Fachhochschule Vorarlberg entdeckt, ausgestellt und beschrieben. Auf der Trasse besteht ab Kennelbach generell ein Bauverbot.
Die Bregenzerachschlucht wurde nach Stilllegung der Bahn zum Europaschutzgebiet erklärt, wo sich in diesem seither weitgehend der Natur überlassenen Gebiet seltene Tiere und Pflanzen ansiedeln beziehungsweise halten konnten.
Ein Bregenzer Pensionist begann etwa 2010 in Privatinitiative, den stellenweise verschütteten, sehr den Naturgewalten ausgesetzten, etwa 7,5 Kilometer langen Abschnitt am Steilufer zwischen dem Werkskanal in Kennelbach (auch Schindlerkanal genannt) und dem Rotachtunnel von Steinen, umgestürzten Bäumen und anderen Hindernissen zu befreien, baute Stege und eine Brücke aus alten Schwellen. Ein Hochwasser im Juni 2010 beschädigte die Rotachbrücke erneut. Diesmal unterspülte es das nordwestliche Widerlager, welches und um etwa eineinhalb Meter absackte. Da dieser Abschnitt gern von Ausflüglern genutzt wird, die verfallenden Tunnel und Kunstbauten aber weiterhin eine Gefahr darstellten, begann man Anfang 2021 mit Sicherungsmaßnahmen, um z. B. die Gefahr des Herabstürzens von Blöcken aus den Ausmauerungen des Rickenbach- und Rotachtunnels zu bannen. Diese waren logistisch sehr aufwendig, da die dort im steilwandigen Achtal liegende Trasse kaum mit Fahrzeugen erreichbar ist. Ein Ausbau und eine offizielle Freigabe dieses Abschnitts als Wander- beziehungsweise Radweg ist nicht vorgesehen. Er ist (Stand: 2024) „auf eigene Gefahr“ begehbar.
Zwischen dem Bahnhof Bregenz und dem Knoten Weidach der Rheintal/Walgau Autobahn wurde die Trasse zum größten Teil in einen asphaltierten Fußgänger- und Fahrradweg umgewandelt. Der in diesem Abschnitt gelegene Riedentunnel ist dabei seit 2014 für den Fuß- und Radverkehr freigegeben und beleuchtet. Stellenweise wurde die Trasse jedoch überbaut, etwa zwischen der Heidendankstraße und der Mariahilfstraße mit einem Discounter und im Bereich des ehemaligen Anstiegs zum Tunnel mit Wohnhäusern. Zwischen den beiden ehemaligen Eisenbahnkreuzungen mit der Rheinstraße (L 202) und der Heldendankstraße zeugt ferner noch das Schrankenwärterhaus mit der Anschrift Rheinstraße 23, das heute als Imbiss Vaveyla dient, von der Bregenzerwaldbahn. Von diesem aus wurden früher insgesamt acht einzelne Schranken, je vier für die Rheinstraße und die Heldendankstraße, per Handkurbel bedient. Die letzten schmalspurigen Gleisstücke im Bregenzer Stadtgebiet blieben im Bereich des ehemaligen Heizhauses Vorkloster erhalten.

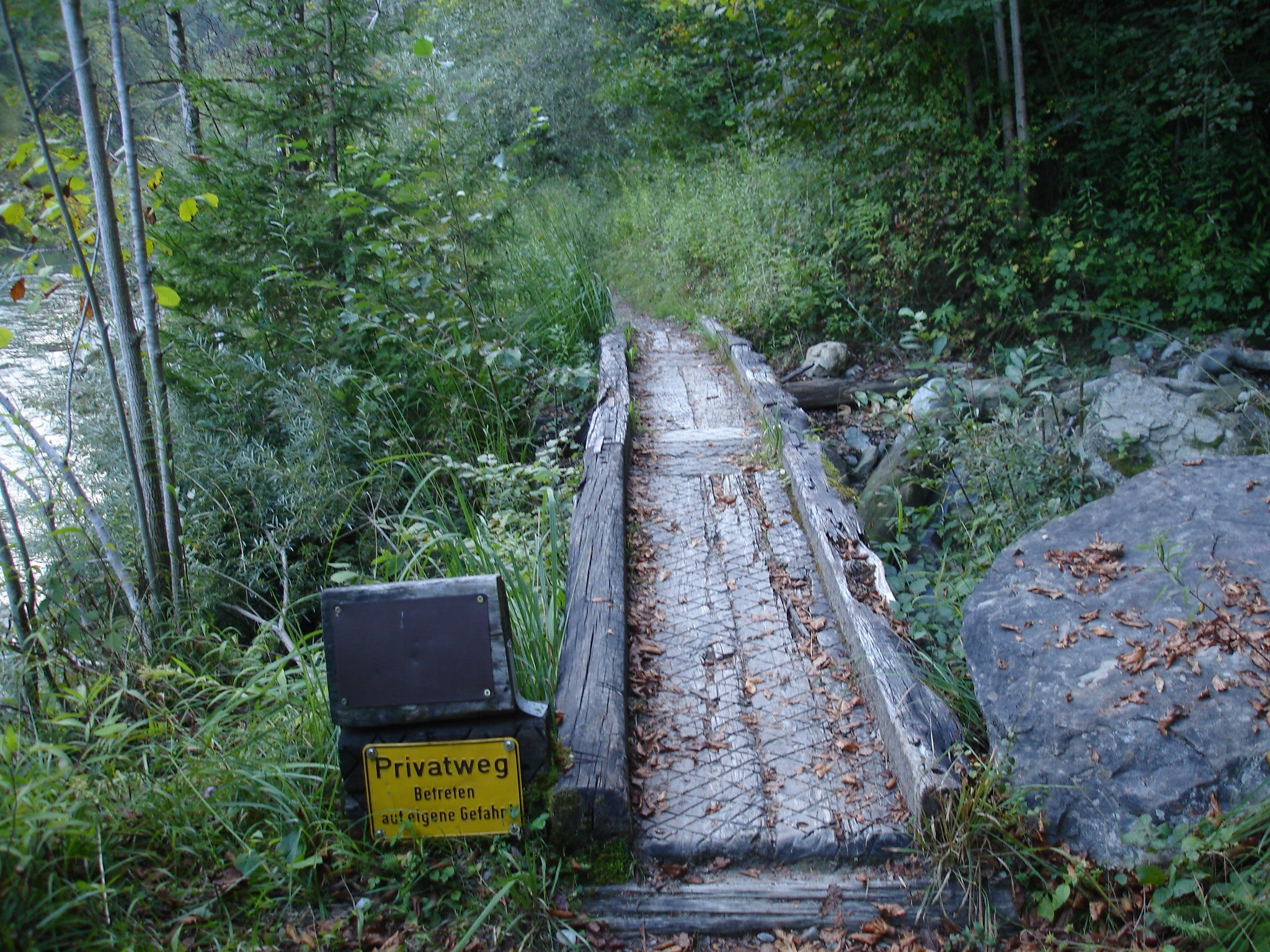
Eine vom Bregenzer Pensionisten in der Bregenzerachschlucht gebaute Brücke mit Haftungsklausel
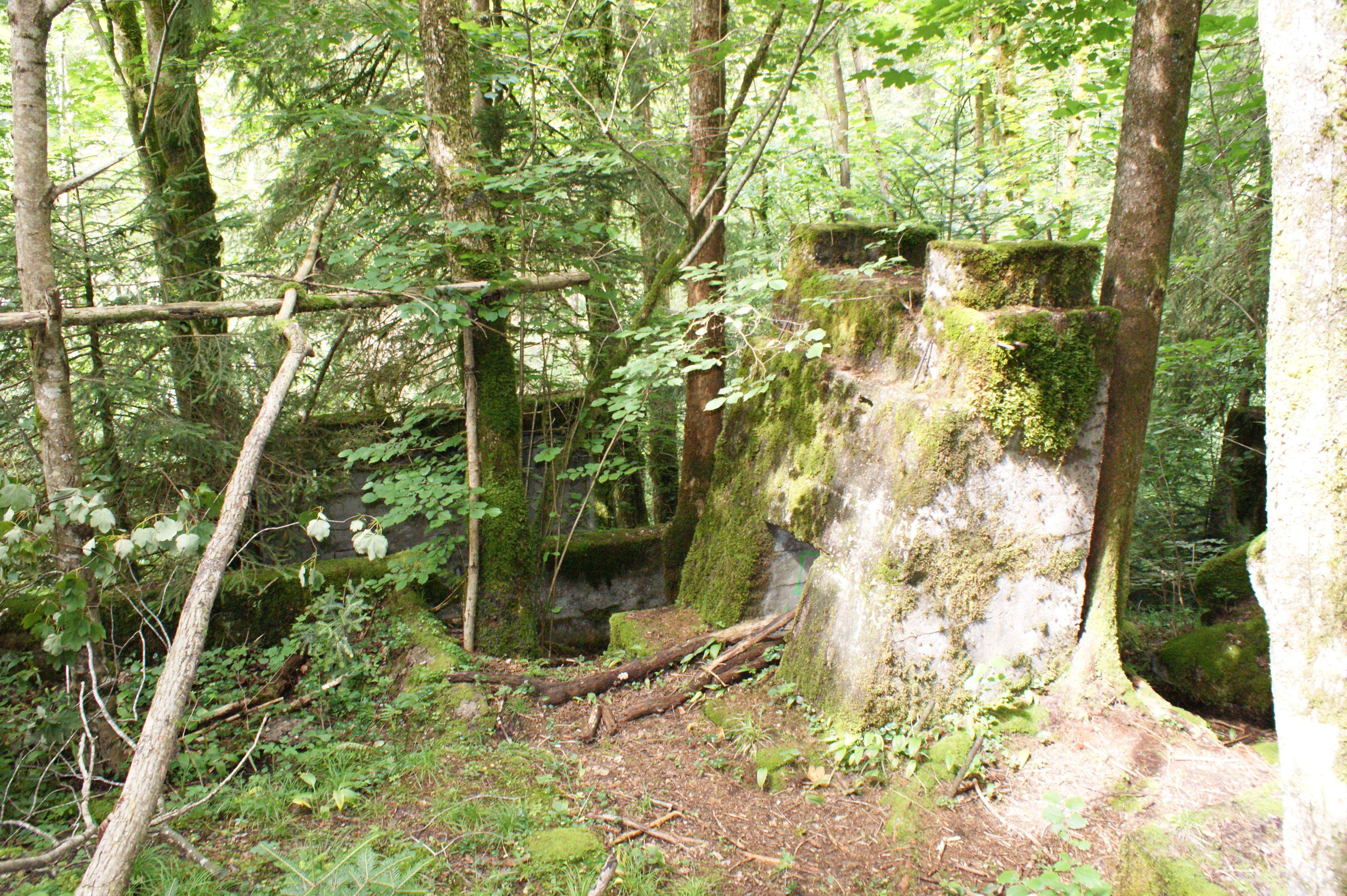
Reste der Verladestelle Wirtatobel, 2020
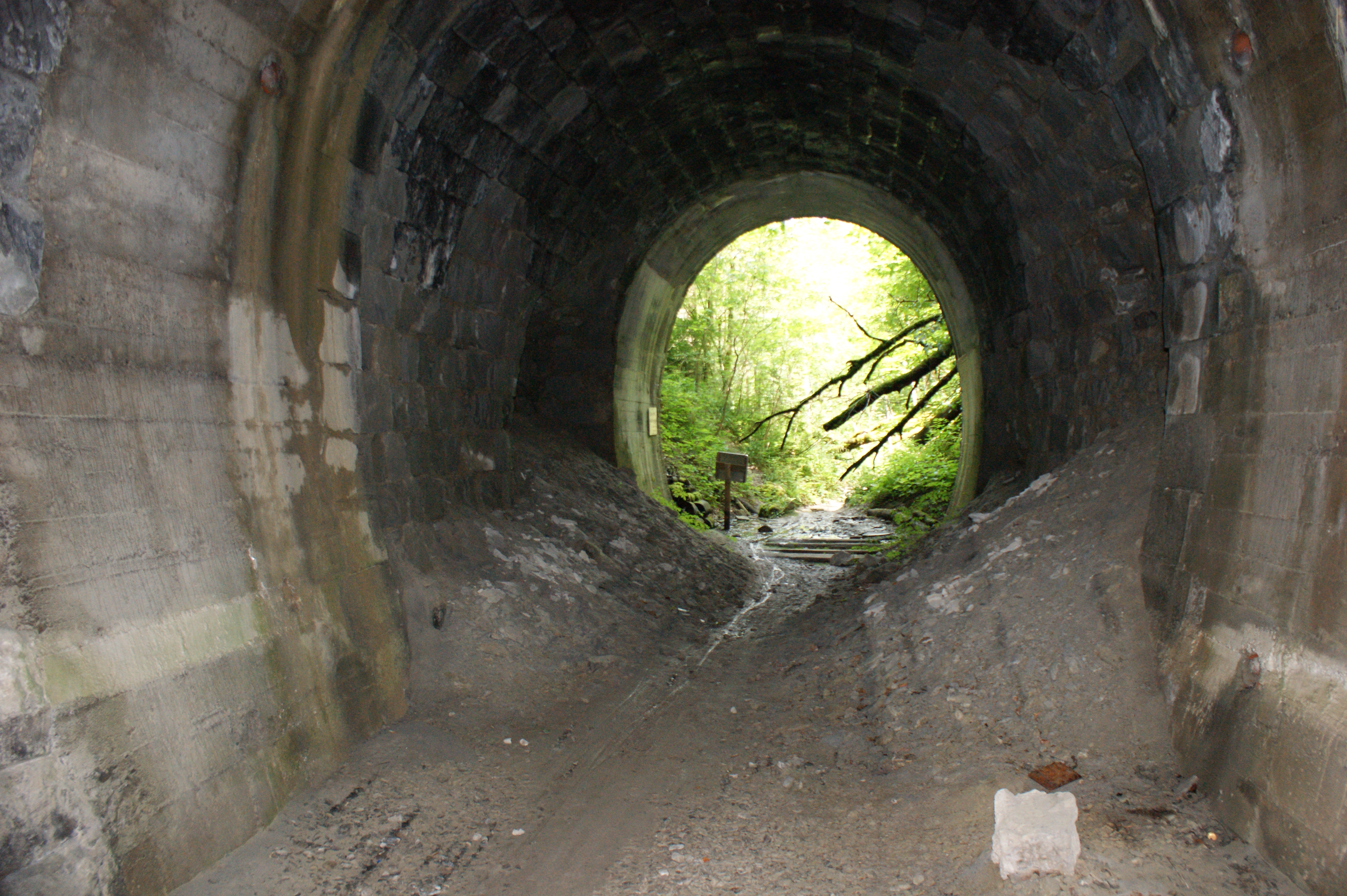
Zustand des Rotachtunnels in Blickrichtung Bregenz, 2020
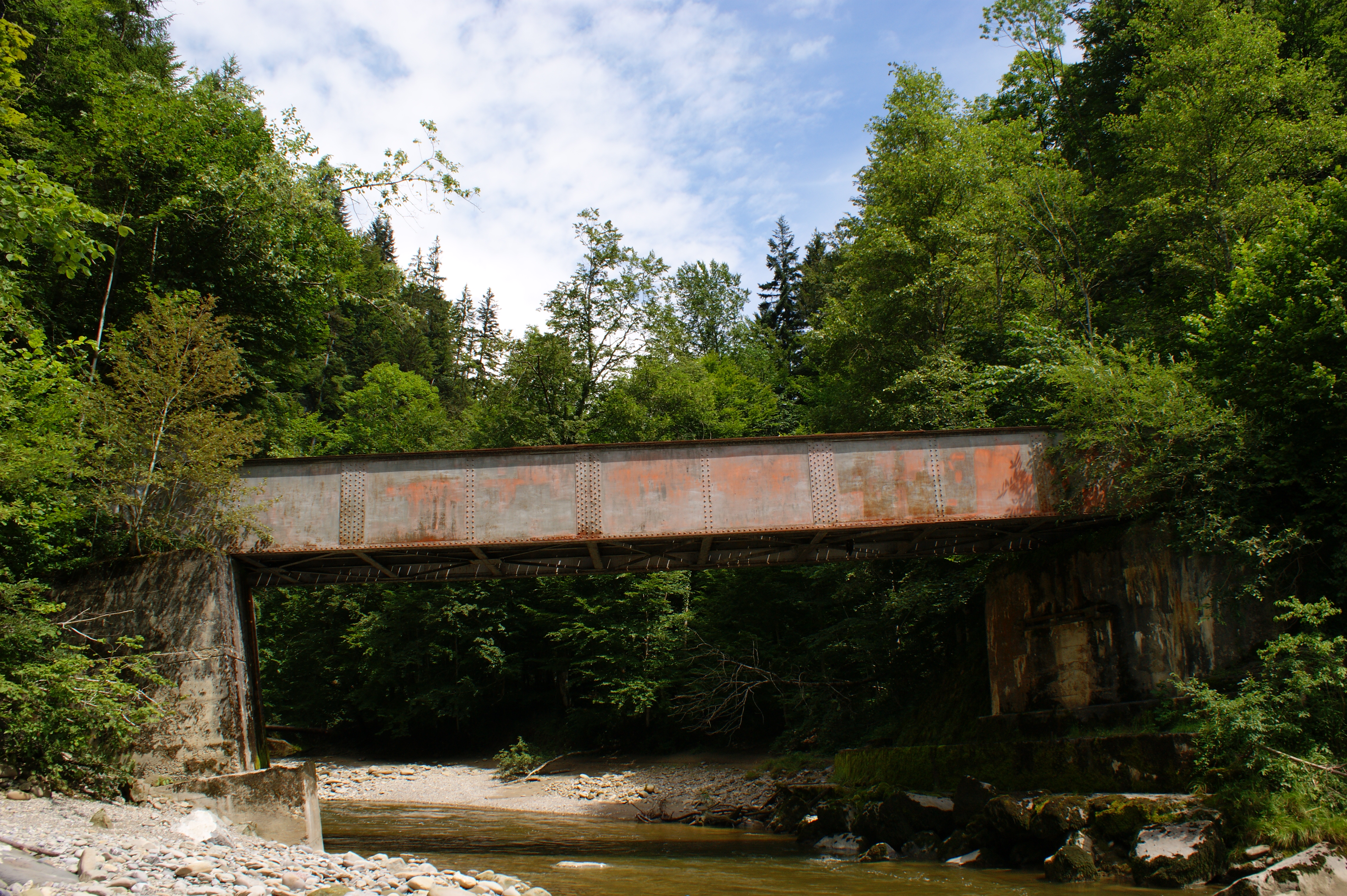
Die Rotachbrücke mit dem seit 2010 abgesackten, nordwestlichen Widerlager, 2020
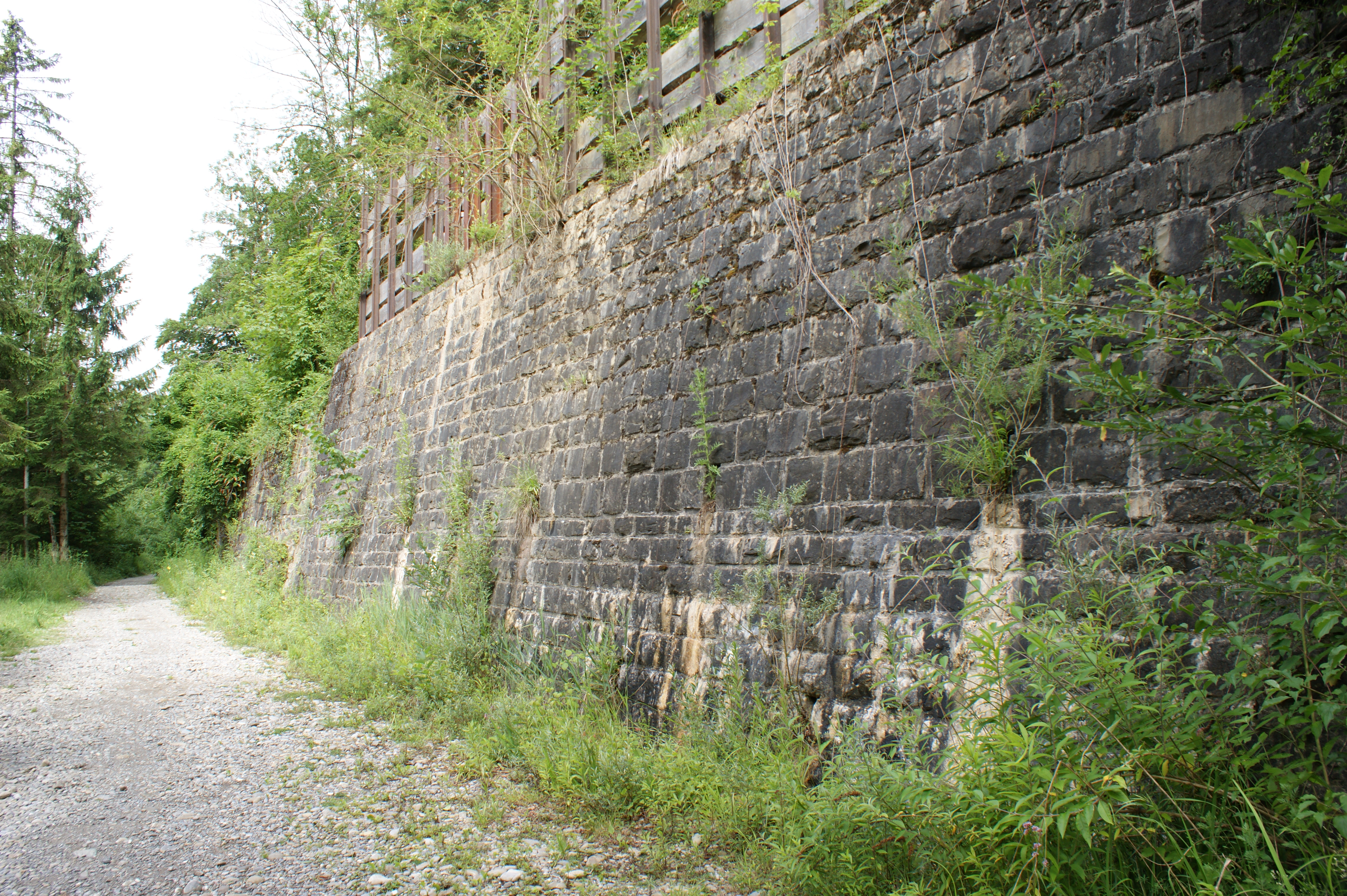
Erhaltene Stützmauer mit aufgesetzten Holzbalken zum Schutz vor Steinschlag, 2020
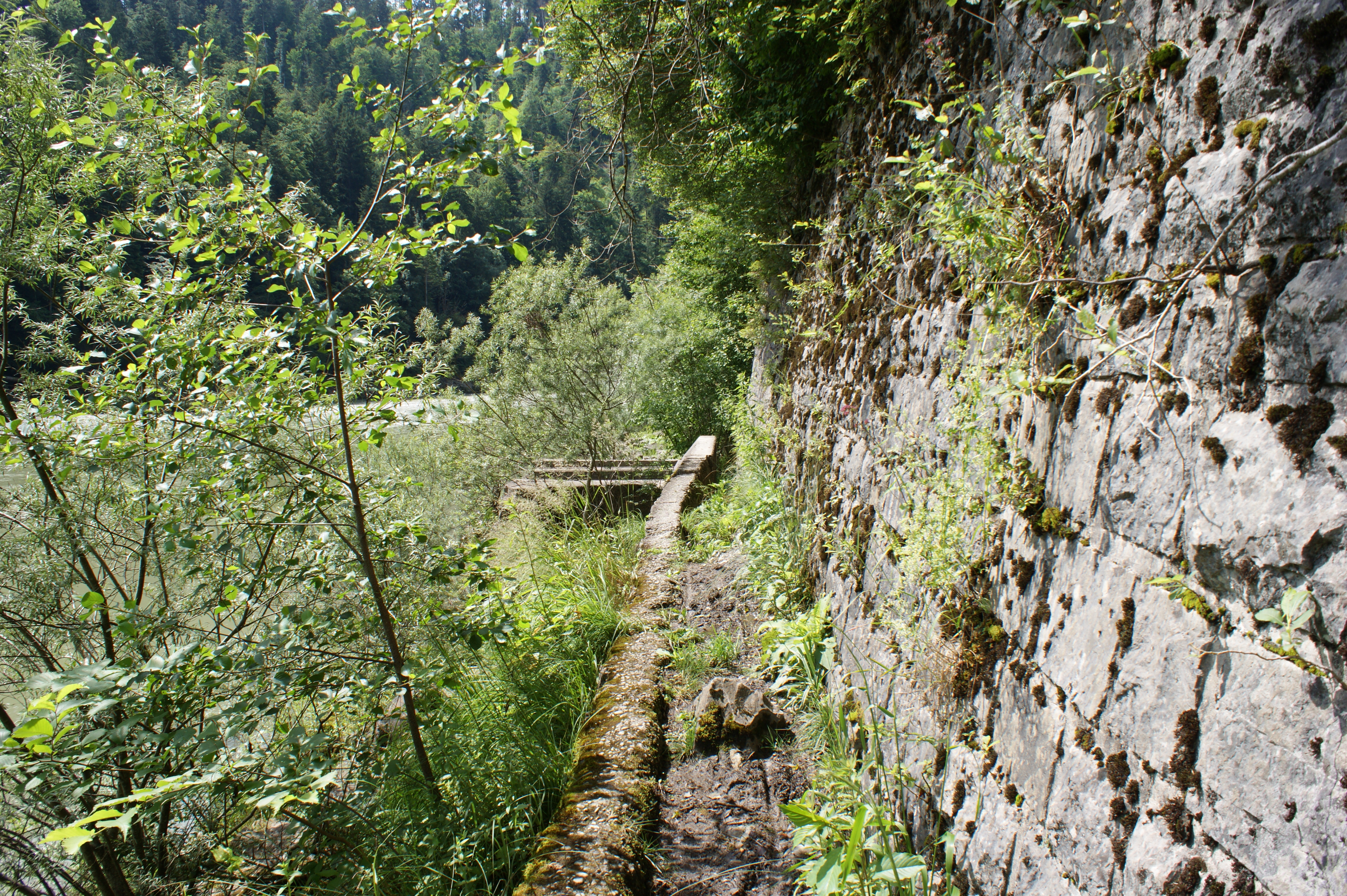
Die Bregenzer Ach hatte im Jahr 2020 längere Abschnitte der Trasse bereits weggerissen.

### Reaktivierungs- und Erweiterungskonzepte
Auch nach dem Bau der Ortsumfahrung von Bersbuch hegt der Museumsbahnverein Pläne, die Strecke wieder um etwa zwei Kilometer bis Andelsbuch zu verlängern, wofür ausreichend Platz vorhanden, aber der politische Wille nötig sei.
Die Verkehrsplanungsabteilung des Landes Vorarlberg gab 2011 eine Studie in Auftrag, welche Neutrassierungen sinnvoll und möglich sind und welche Teilstrecken wieder aktiviert werden könnten. Hierbei wurde auch jene Variante geprüft, die von Dornbirn über das Stadtspital nach Gütle führt und als acht Kilometer langer Tunnel nach Bersbuch und auf der noch von der Museumsbahn genutzten Trasse bis nach Bezau und weiter nach Schoppernau reichen würde. Über einen weiteren Tunnel würde man ins Kleinwalsertal gelangen, welches zwar zu Vorarlberg gehört, aber von dort bislang nur über einen mehrstündigen Fußweg erreichbar ist.
Die Industriellenvereinigung Vorarlberg präsentierte am 30. August 2016 eine Kombination einer Schienen- und Seilbahnlösung, die über das Hochälpele führen soll. Diese Variante wird seitens der Landesregierung (Stand: November 2023) nicht weiter verfolgt.
Eine weiter mögliche Variante wurde im Juli 2020 von der Rhomberg Gruppe der Öffentlichkeit vorgestellt. Hierbei würde von Dornbirn-Wallenmahd eine 14,5 km lange, zweigleisige Bahntrasse durch einen Tunnel, der beim Gütle eine Haltestelle enthält, nach Bersbuch führen. Dort wäre dann über eine Abzweigung ein Zugverkehr jeweils in Richtung Andelsbuch – Egg beziehungsweise Bezau – Mellau möglich. Zudem soll parallel zum Bahntunnel zwischen Gütle und Bersbuch ein 6 km langer Tunnel für Radfahrer verlaufen.

### Konzept für Radweg Rheintal–Bregenzerwald
2023 waren von ursprünglich acht Radwegvarianten, die vom Rheintal in den Bregenzerwald führen, noch zwei in der Diskussion. Eine vielfach gewünschte, großteils auf der alten Bahntrasse von Kennelbach bis Egg führende Route hätte mit 138 Metern einen vergleichsweise geringen Höhenunterschied aufgewiesen, läge größtenteils auf der öffentlichen Hand gehörendem Grund und wäre aufgrund ihrer Nähe zur Natur und ohne Belästigung durch Straßenverkehr die touristisch weitaus attraktivere Lösung gewesen.
Aufwendig wären bei dieser Variante zwei erwogene, jeweils etwa 500 Meter lange Tunnel, um die stark felssturzgefährdeten Bereiche zu unterqueren.
Diese Variante ist Ende November 2023 aufgrund der hohen naturschutzrechtlichen Hürden vom Land Vorarlberg und von der Regio Bregenzerwald für unrealisierbar erklärt worden. Als nicht genehmigungsfähig gilt hierbei vor allem die Belastung der Natur durch die Bauarbeiten, weniger durch den Fußgänger- und Radfahrerverkehr. Somit bleibt nur noch der Bau eines Radwegs ab Schwarzach, entlang der Schwarzachtobelstraße und ab dem Nordostportal des Achraintunnels entlang der vielbefahrenen Bregenzerwaldstraße nach Egg. Er wäre fünf Kilometer kürzer und mit deutlich weniger Kosten anzulegen, hätte allerdings, da er über das 722 Meter hoch gelegene Alberschwende führen würde, 308 Meter Höhenunterschied aufzuweisen.

## Rezeption
- Wie über viele andere Nebenbahnen wurde auch über die Bregenzerwaldbahn ein volkstümliches Lied verfasst. Es heißt „Fahr' ma no' a klele“ („Fahren wir noch ein bisschen“) und ist Kindern und Erwachsenen im Vorarlberger Unterland und im Bregenzerwald bis heute bekannt.[159] Als musikalisches Landessymbol rangiert es, gemäß einer Studie aus dem Jahr 2003, nach der Vorarlberger Landeshymne ’s Ländle, meine Heimat und dem Lied „O Vorarlberg“, an dritter Stelle.[19]

- In Kennelbach erinnern die Waldbahnstraße und die Bahnhofstraße an den früheren Eisenbahnanschluss, in Lingenau und Bezau jeweils die Straßenbezeichnung Bahnhof.

- Zwischen dem Bahnhof Bregenz und der Seepromenade erinnert schon seit 1971 eine Denkmallokomotive auf einem Kinderspielplatz an den ursprünglichen Dampfbetrieb auf der Bregenzerwaldbahn. Zunächst handelte es sich hierbei um die U 24, die 2004 von der 498.03 abgelöst wurde. Beide waren früher auf der Strecke im Einsatz.

- Im August 2007 gab die Österreichische Post zum 105-jährigen Jubiläum der Strecke eine Sonderbriefmarke mit einem Bregenzerwaldbahn-Motiv heraus. Das von Peter Sinawehl entworfene Postwertzeichen mit einer Nominale von 0,75 Euro und einer Auflage von 500.000 Exemplaren basiert auf einem Stich von Professor Gerhart Schmirl und wurde von der Österreichischen Staatsdruckerei im Kombinationsdruck hergestellt. Das Motiv zeigt die Lokomotive U 25 mit drei zweiachsigen Wagen.

- Die Wartehäuschen des Landbus Bregenzerwald wurden in Erinnerung an die Bregenzerwaldbahn so gestaltet, dass sie einem Personenwagen aus deren Anfangszeit ähneln.[19]

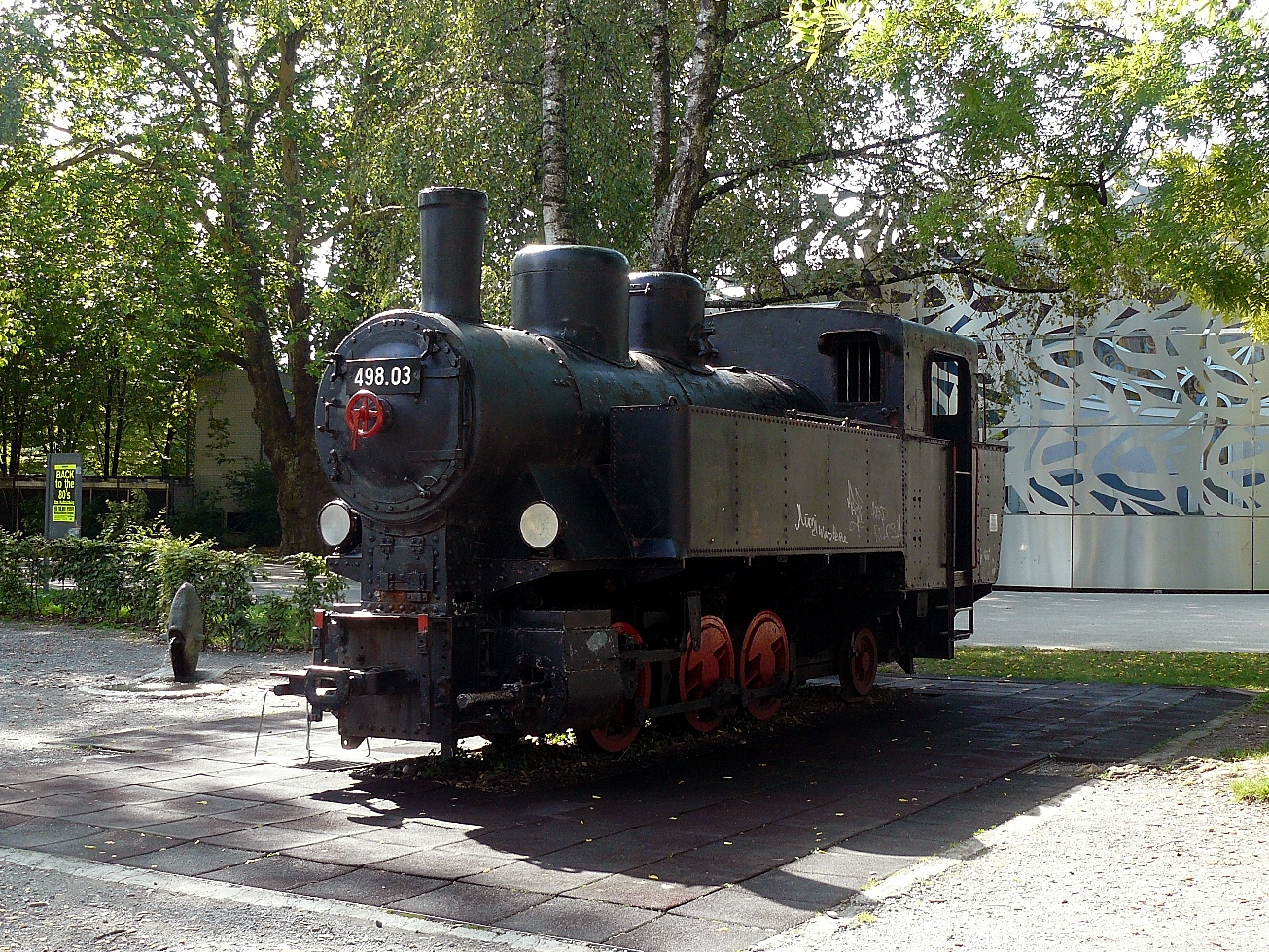
Denkmallokomotive 498.03 in Bregenz
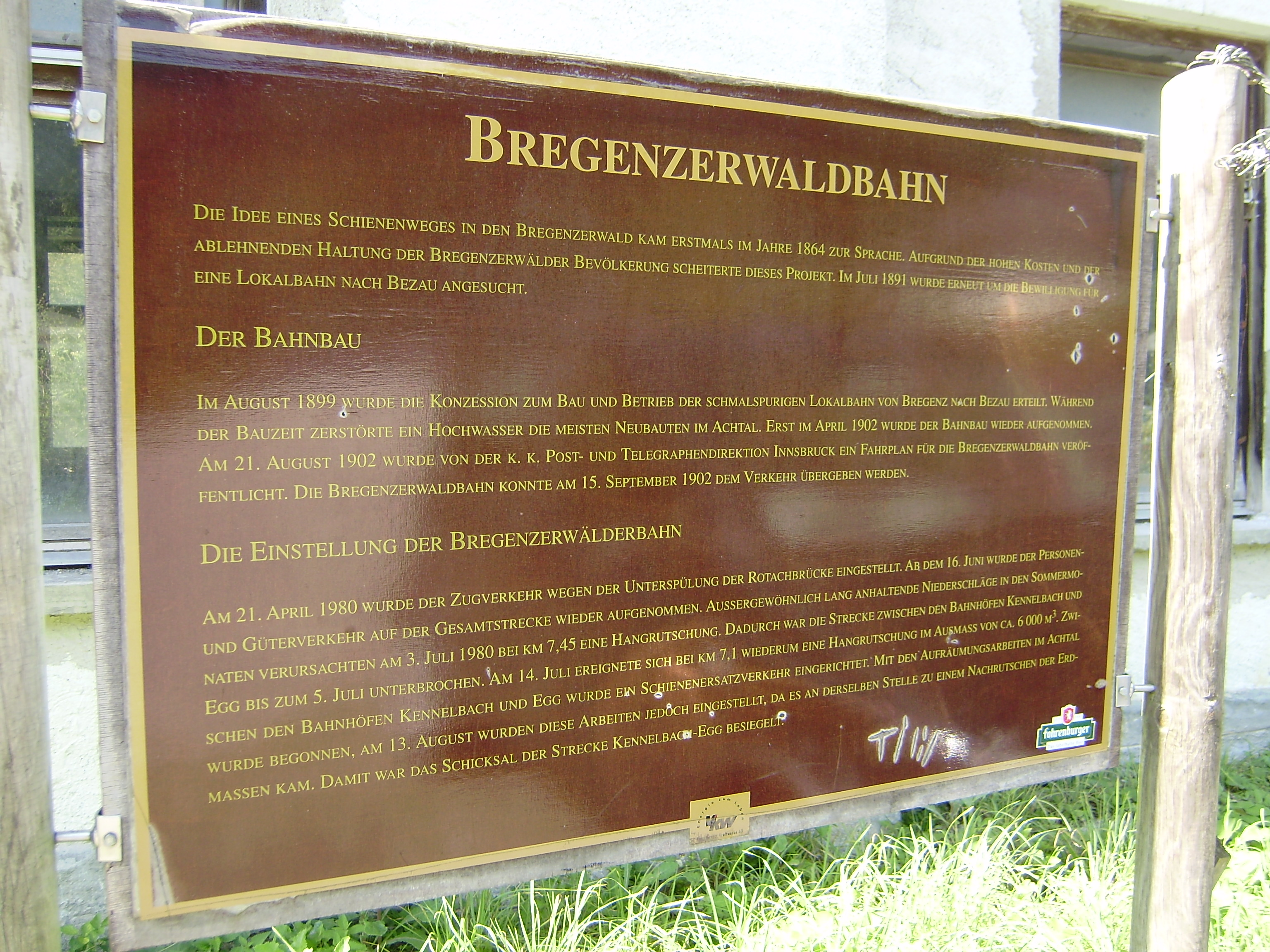
Informationstafel am ehemaligen Bahnhof Doren-Sulzberg
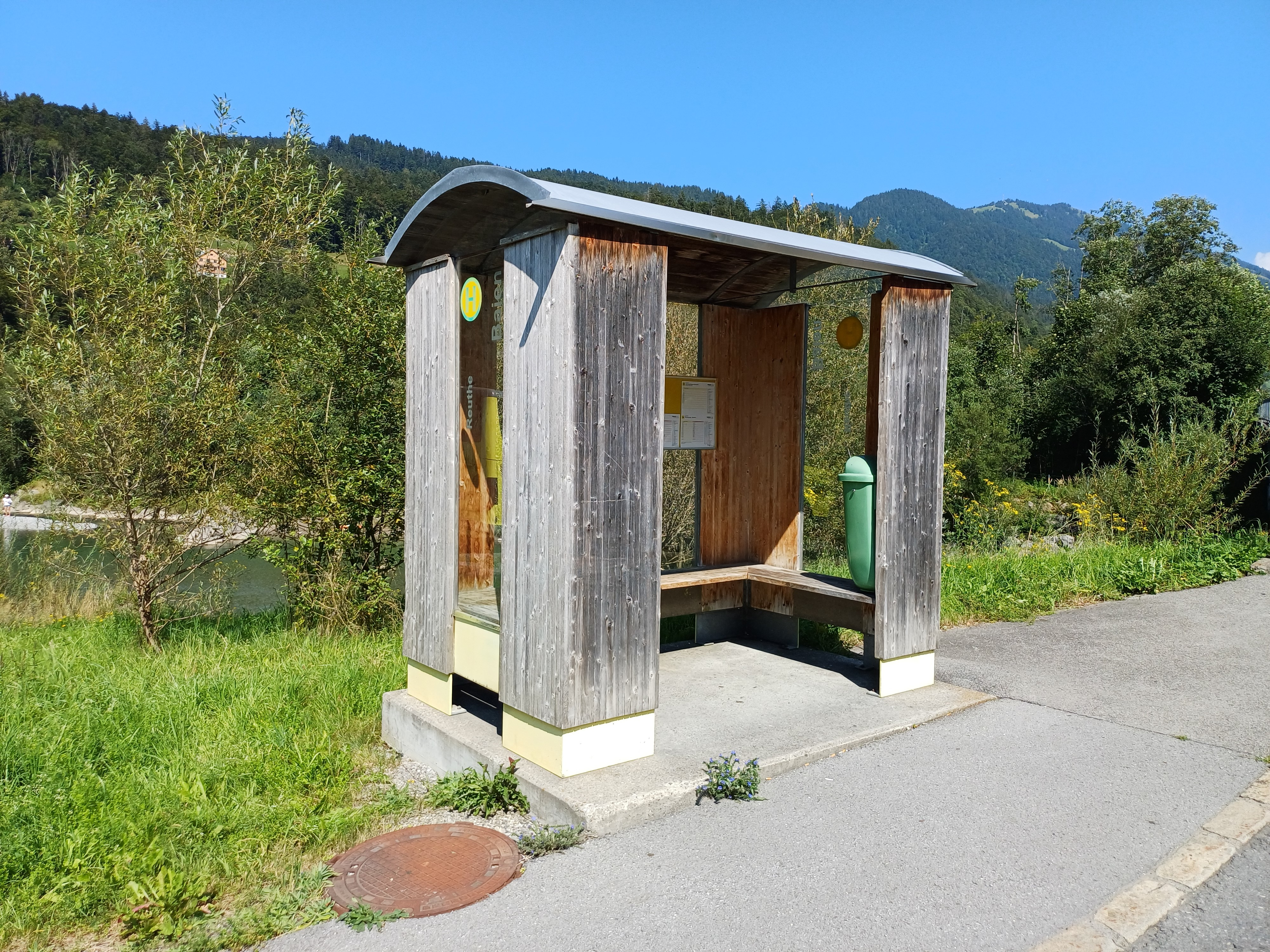
Wartehäuschen des Landbus Bregenzerwald an der Haltestelle Reuthe Baien in Reminiszenz an einen kurzen Eisenbahnwagen mit Tonnendach